# Londra
Londra (în engleză London) este capitala și cel mai populat oraș atât al Angliei, cât și al Regatului Unit, cu o populație de 8.866.180 de locuitori în 2022. Zona metropolitană extinsă este cea mai mare din Europa de Vest, având o populație de 14,9 milioane. Londra se află pe râul Tamisa, în sud-estul Angliei, la capătul unui estuar de 80 km care se varsă în Marea Nordului și a fost o așezare importantă timp de aproape 2.000 de ani. Centrul său antic și financiar, City of London, a fost fondat de romani sub numele de Londinium și și-a păstrat granițele medievale. City of Westminster, la vest de City of London, a găzduit guvernul și parlamentul național timp de secole. Londra a crescut rapid în secolul al XIX-lea, devenind cel mai mare oraș din lume la acea vreme. De la secolul al XIX-lea, numele „Londra” s-a referit la metropola din jurul City of London, împărțită istoric între comitatele Middlesex, Essex, Surrey, Kent și Hertfordshire, care, din 1965, cuprinde în mare parte zona administrativă a Londrei Mari, guvernată de 33 de autorități locale și de Greater London Authority.
Fiind unul dintre cele mai importante orașe globale din lume, Londra exercită o influență puternică în artă, divertisment, modă, comerț, finanțe, educație, sănătate, mass-media, știință, tehnologie, turism, transport și comunicații. În ciuda unui exod post-Brexit de listări bursiere de la Bursa de Valori din Londra, orașul rămâne cel mai puternic oraș economic din Europa și unul dintre cele mai importante centre financiare din lume. Londra găzduiește cea mai mare concentrație de instituții de învățământ superior din Europa, dintre care unele sunt printre cele mai bine cotate din lume: Imperial College London în științele naturale și aplicate, London School of Economics and Political Science în științele sociale și University College London. Este cel mai vizitat oraș din Europa și are cel mai aglomerat sistem aeroportuar din lume. Metroul londonez este cel mai vechi sistem de transport rapid din lume.
Culturile diverse ale Londrei includ peste 300 de limbi. Populația Londrei Mari în 2023, puțin sub 10 milioane de locuitori, a făcut-o al treilea cel mai populat oraș din Europa, reprezentând 13,4% din populația Regatului Unit și peste 16% din populația Angliei. Zona construită a Londrei Mari este a patra cea mai populată din Europa, cu aproximativ 9,8 milioane de locuitori în 2011. Zona metropolitană a Londrei este a treia cea mai populată din Europa, cu aproximativ 14 milioane de locuitori în 2016, făcând din Londra un megapolis.
Patru situri ale Patrimoniului Mondial UNESCO se află în Londra: Grădinile Kew; Turnul Londrei; locul care include Palatul Westminster, Biserica Sf. Margareta și Westminster Abbey; și așezarea istorică din Greenwich, unde Observatorul Regal definește meridianul zero și Timpul Mediu Greenwich. Alte repere includ Palatul Buckingham, London Eye, Piccadilly Circus, Catedrala Sf. Paul din Londra, Podul Turnului și Piața Trafalgar. Orașul are cele mai multe muzee, galerii de artă, biblioteci și locații culturale din Regatul Unit, inclusiv Muzeul Britanic, Galeria Națională, Muzeul de Istorie Naturală, Tate Modern, Biblioteca Britanică și numeroase teatre din West End. Evenimente sportive importante organizate la Londra includ Finala Cupei FA, Campionatele de Tenis de la Wimbledon și Maratonul de la Londra. Londra a devenit primul oraș care a găzduit de trei ori Jocurile Olimpice de vară, ultima dată în 2012.

## Toponimie
Londra este un nume străvechi, atestat în secolul I d.Hr., de obicei sub forma latinizată Londinium. Analizele științifice moderne ale numelui trebuie să țină cont de originile diferitelor forme găsite în sursele timpurii: latină (de obicei Londinium), engleza veche (de obicei Lunden) și galeză (de obicei Llundein), făcând referire la evoluția cunoscută a sunetelor în aceste limbi de-a lungul timpului. Se acceptă că numele a intrat în aceste limbi din britonica comună; cercetări recente tind să reconstruiască forma celtică pierdută a numelui ca Londonjon sau ceva asemănător. Aceasta a fost apoi adaptată în latină ca Londinium și preluată în engleza veche.
Până în 1889, numele "Londra" se referea oficial doar la City of London (Orașul Londrei), dar de atunci s-a extins și la County of London (Comitatul Londra) și la Greater London (Marea Londră).

## Istorie

### Preistorie
În 1993, pe malul sudic al râului Tamisa, în amonte de Podul Vauxhall, au fost descoperite rămășițele unui pod din Epoca Bronzului. Două dintre bârne au fost datate prin radiocarbon în perioada 1750–1285 î.Hr. În 2010, fundațiile unei mari structuri de lemn, datate între 4800–4500 î.Hr., au fost descoperite pe malul sudic al Tamisei, în aval de Podul Vauxhall. Ambele structuri se află pe malul sudic al Tamisei, unde Râul Effra, acum subteran, se varsă în Tamisa.

### Londra romană
În ciuda dovezilor privind așezări britonice răzlețe în zonă, prima așezare majoră a fost fondată de romani în jurul anului 47 d.Hr., aproximativ patru ani după invazia lor din 43 d.Hr. Aceasta a durat doar până în jurul anului 61 d.Hr., când tribul Iceni, condus de Regina Boudica, a atacat-o și a ars-o din temelii.
Următoarea încarnare planificată a Londinium-ului a prosperat, depășind Colchesterca principal oraș al provinciei romane Britannia în anul 100. La apogeul său, în secolul al II-lea, Londra romană avea o populație de aproximativ 60.000 de locuitori.

### Londra din perioada anglo-saxonă și vikingă
Odată cu prăbușirea conducerii romane la începutul secolului al V-lea, orașul fortificat Londinium a fost practic abandonat, deși civilizația romană a continuat în jurul zonei St Martin-in-the-Fields până în jurul anului 450. Începând cu aproximativ anul 500, o așezare anglo-saxonă cunoscută sub numele de Lundenwic s-a dezvoltat ușor la vest de vechiul oraș roman. Până în jurul anului 680, orașul devenise din nou un port important, dar există puține dovezi ale unei producții pe scară largă. Din anii 820, atacurile repetate ale vikingilor au dus la declin. Trei astfel de atacuri sunt consemnate; cele din 851 și 886 au reușit, în timp ce ultimul, din 994, a fost respins.
Vikingii au impus Legea Daneză (*Danelaw*) asupra unei mari părți din estul și nordul Angliei, granița acesteia trecând aproximativ de la Londra la Chester, ca zonă de control politic și geografic stabilită prin incursiunile vikinge și formalizată de conducătorul danez Guthrum și regele saxonilor de vest, Alfred cel Mare, în 886. *Cronica Anglo-Saxonă* consemnează că Alfred a "refondat" Londra în 886. Cercetările arheologice arată că acest proces a implicat abandonarea Lundenwic și revitalizarea vieții și comerțului în interiorul vechilor ziduri romane. Londra a crescut încet până la o creștere dramatică în jurul anului 950.
Până în secolul al XI-lea, Londra era în mod clar cel mai mare oraș din Anglia. Abația Westminster, reconstruită în stil romanic de regele Edward Mărturisitorul, era una dintre cele mai grandioase biserici din Europa. Winchester fusese capitala Angliei anglo-saxone, dar de atunci Londra a devenit principalul centru de comerț exterior și baza pentru apărare în timp de război. După cum a observat Frank Stenton: „Avea resursele și dezvolta rapid demnitatea și conștiința politică potrivite unei capitale naționale.”

### Evul Mediu
După ce a câștigat Bătălia de la Hastings, William, Duce de Normandia, a fost încoronat rege al Angliei în nou-construita Abație Westminster, în ziua de Crăciun din 1066. William a construit Turnul Londrei, primul dintre multele astfel de turnuri din Anglia reconstruite din piatră în colțul sud-estic al orașului, pentru a intimida locuitorii. În 1097, William al II-lea a început construirea Westminster Hall, lângă abație. Aceasta a devenit baza unui nou Palat Westminster.
În secolul al XII-lea, instituțiile guvernului central, care până atunci urmăreau curtea regală engleză prin toată țara, au crescut în dimensiune și sofisticare și au devenit din ce în ce mai stabilizate, pentru cele mai multe scopuri, la Westminster, deși trezoreria regală a fost mutată în Turnul Londrei. În timp ce City of Westminster s-a dezvoltat într-o adevărată capitală guvernamentală, vecinul său distinct, City of London, a rămas cel mai mare oraș al Angliei și principalul centru comercial, înflorind sub propria administrație unică, Corporation of London. În anul 1100, populația sa era de aproximativ 18.000; până în 1300 ajunsese la aproape 100.000. Cu Moartea Neagră din mijlocul secolului al XIV-lea, Londra a pierdut aproape o treime din populație. Londra a fost, de asemenea, centrul Revoltei Țăranilor din 1381.
Londra a fost un centru al populației evreiești din Anglia înainte de expulzarea acestora de către Eduard I al Angliei în 1290. Violențe împotriva evreilor au avut loc în 1190, când s-a zvonit că noul rege a ordonat masacrul lor după ce aceștia s-au prezentat la încoronarea sa. În 1264, în timpul celui de-Al Doilea Război al Baronilor, rebelii lui Simon de Montfort au ucis 500 de evrei în timp ce încercau să pună mâna pe registrele de datorii.

### Perioada modernă timpurie
În perioada Tudorilor, s-a produs o trecere treptată la Protestantism. O mare parte din proprietățile din Londra au trecut de la biserică la proprietatea privată, ceea ce a accelerat comerțul și afacerile în oraș. În 1475, Liga Hanseatică a înființat în Londra o bază comercială principală (kontor) a Angliei, numită Stalhof sau Steelyard. Aceasta a funcționat până în 1853, când orașele hanseatice Lübeck, Bremen și Hamburg au vândut proprietatea către South Eastern Railway.
Stofe de lână erau transportate necolorate și nepregătite din Londra secolelor XIV/XV către țărmurile apropiate ale Țărilor de Jos. Cu toate acestea, expansiunea maritimă engleză abia depășea mările nord-vestice ale Europei. Ruta comercială către Italia și Marea Mediterană trecea în mod normal prin Anvers și peste Alpi; orice nave care treceau prin Strâmtoarea Gibraltar către sau dinspre Anglia erau, cel mai probabil, italiene sau ragusane. Redeschiderea Țărilor de Jos pentru transportul maritim englez, în ianuarie 1565, a stimulat o explozie a activității comerciale. A fost fondată Bursa Regală. Mercantilismul a crescut, iar comercianți monopolici precum Compania Indiilor de Est au fost înființați pe măsură ce comerțul s-a extins către Lumea Nouă. Londra a devenit principalul port al Mării Nordului, iar migranți din Anglia și din străinătate au început să sosească. Populația a crescut de la aproximativ 50.000 în 1530 la aproximativ 225.000 în 1605.
În secolul al XVI-lea, William Shakespeare și contemporanii săi au trăit în Londra în perioada teatrului renascentist englez. Teatrul Globe al lui Shakespeare a fost construit în 1599 în Southwark. Spectacolele de teatru au fost oprite în Londra atunci când autoritățile puritane au închis teatrele în anii 1640. Interdicția asupra teatrului a fost ridicată în timpul Restaurării din 1660, iar cel mai vechi teatru încă în funcțiune din Londra, Drury Lane, s-a deschis în 1663, în ceea ce este acum districtul teatral West End.
Până la sfârșitul perioadei Tudor, în 1603, Londra era încă un oraș compact. A avut loc o tentativă de asasinat asupra lui Iacob I în Westminster, în cadrul Conspirației Prafului de Pușcă, la 5 noiembrie 1605. În 1637, guvernul lui Carol I a încercat să reformeze administrația din zona Londrei, cerând Corporației orașului să-și extindă jurisdicția și administrarea asupra zonelor în expansiune din jurul orașului. Teama că aceasta era o încercare a Coroanei de a diminua Libertățile Londrei, combinată cu lipsa de interes pentru administrarea acestor noi zone și îngrijorările breslelor orașului cu privire la împărțirea puterii, au dus la ceea ce s-a numit „Marea Refuzare” din partea Corporației. Această decizie explică în mare parte statutul administrativ unic al City of London.
În timpul Războiului Civil Englez, majoritatea londonezilor au susținut cauza Parlamentului. După un avans inițial al regaliștilor în 1642, culminând cu bătăliile de la Brentford și Turnham Green, Londra a fost înconjurată de un zid defensiv cunoscut sub numele de Liniile de Comunicație. Liniile au fost construite de până la 20.000 de oameni și au fost finalizate în mai puțin de două luni. Fortificațiile și-au dovedit ineficiența când Armata Modelului Nou a intrat în Londra în 1647, iar Parlamentul le-a demolat în același an. Londra a fost afectată de boli la începutul secolului al XVII-lea, culminând cu Marea Ciumă din 1665–1666, care a ucis până la 100.000 de oameni, adică o cincime din populație. Marele Incendiu din Londra a izbucnit în 1666 pe Pudding Lane și s-a răspândit rapid prin clădirile din lemn. Reconstrucția orașului a durat peste zece ani și a fost supravegheată de omul de știință Robert Hooke.
În 1710, capodopera lui Christopher Wren, Catedrala Sf. Paul din Londra, a fost finalizată, înlocuind predecesoarea sa medievală, arsă în Marele Incendiu din 1666. Cupola catedralei a dominat orizontul Londrei timp de secole, inspirând operele și scrierile lui William Blake, al cărui poem din 1789 „Holy Thursday” se referă la „înaltă cupolă a lui Paul”.
În perioada georgiană, au fost create noi cartiere, precum Mayfair în vest; noile poduri peste Tamisa au încurajat dezvoltarea în sudul Londrei. În est, Portul Londrei s-a extins în aval. Dezvoltarea Londrei ca centru financiar internațional a evoluat pe parcursul secolului al XVIII-lea.
În 1762, George al III-lea al Regatului Unit a achiziționat Buckingham House, care a fost extinsă în următorii 75 de ani. În secolul al XVIII-lea, Londra era cunoscută pentru rata ridicată a criminalității, iar Bow Street Runners au fost înființați în 1750 ca primă forță de poliție profesionistă. Epidemiile din anii 1720 și 1730 au dus la moartea majorității copiilor născuți în oraș înainte de a ajunge la vârsta de cinci ani.
Cafenele au devenit locuri populare pentru dezbaterea ideilor, deoarece alfabetizarea în creștere și dezvoltarea tiparului au făcut ca știrile să fie larg disponibile, Fleet Street devenind centrul presei britanice. Invazia Amsterdamului de către armatele napoleoniene a determinat mulți finanțiști să se mute la Londra, iar prima emisiune internațională londoneză a fost organizată în 1817. În aceeași perioadă, Royal Navy a devenit cea mai importantă flotă de război din lume, acționând ca un factor de descurajare pentru potențialii adversari economici. După un incendiu din 1838, Bursa Regală a fost reproiectată de William Tite și reconstruită în 1844. Abrogarea Legilor Cerealelor în 1846 a avut ca scop slăbirea puterii economice olandeze, iar Londra a depășit Amsterdamul ca principal centru financiar internațional.

### Perioada Modernă și Contemporană

Royal Exchange în anul 1886. A fost fondat în 1571 (clădirea actuală a fost reconstruită în 1844) ca un centru de comerț pentru City of London.

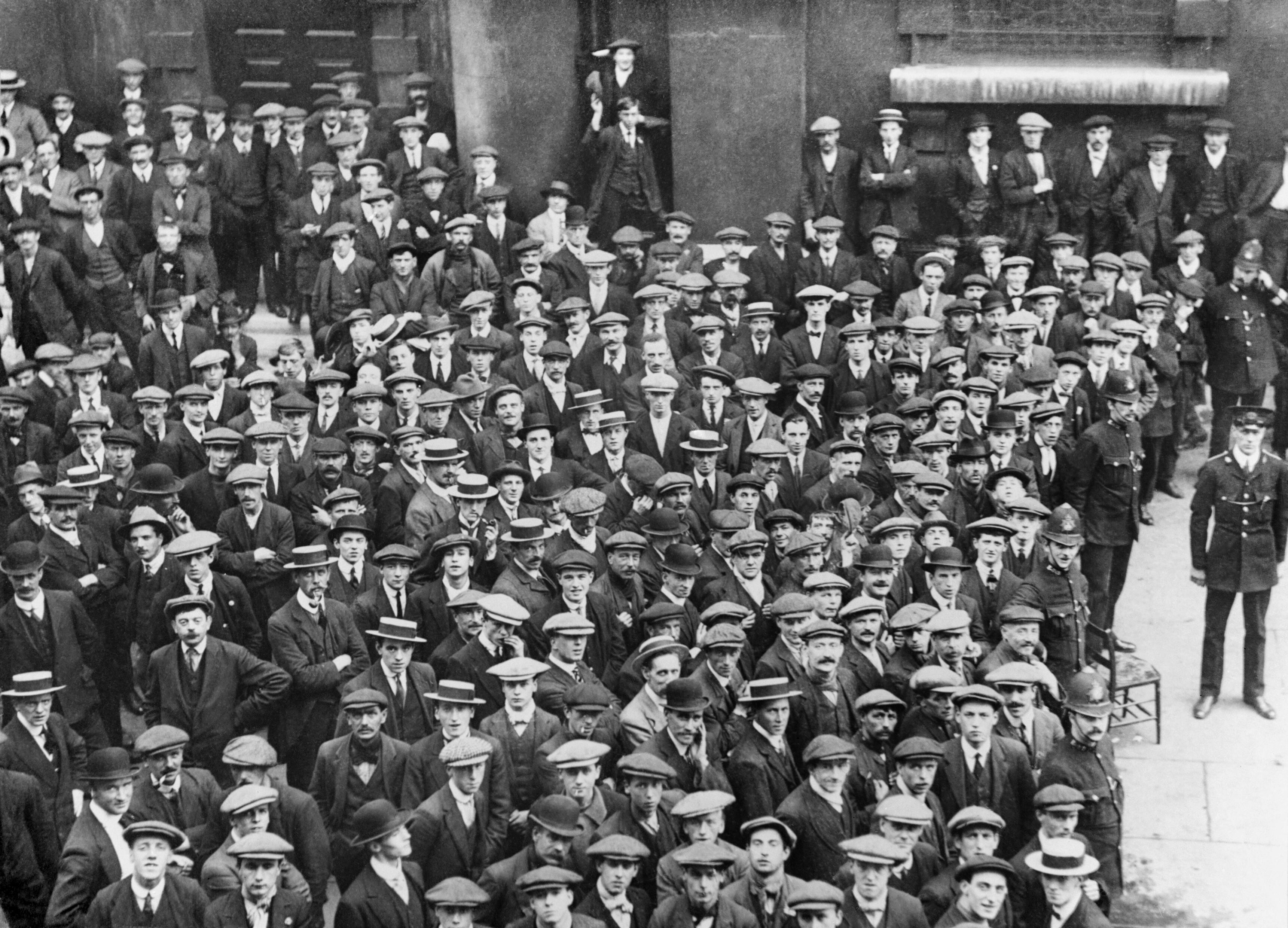
Recruți britanici voluntari în Londra, august 1914, în timpul Primului Război Mondial.

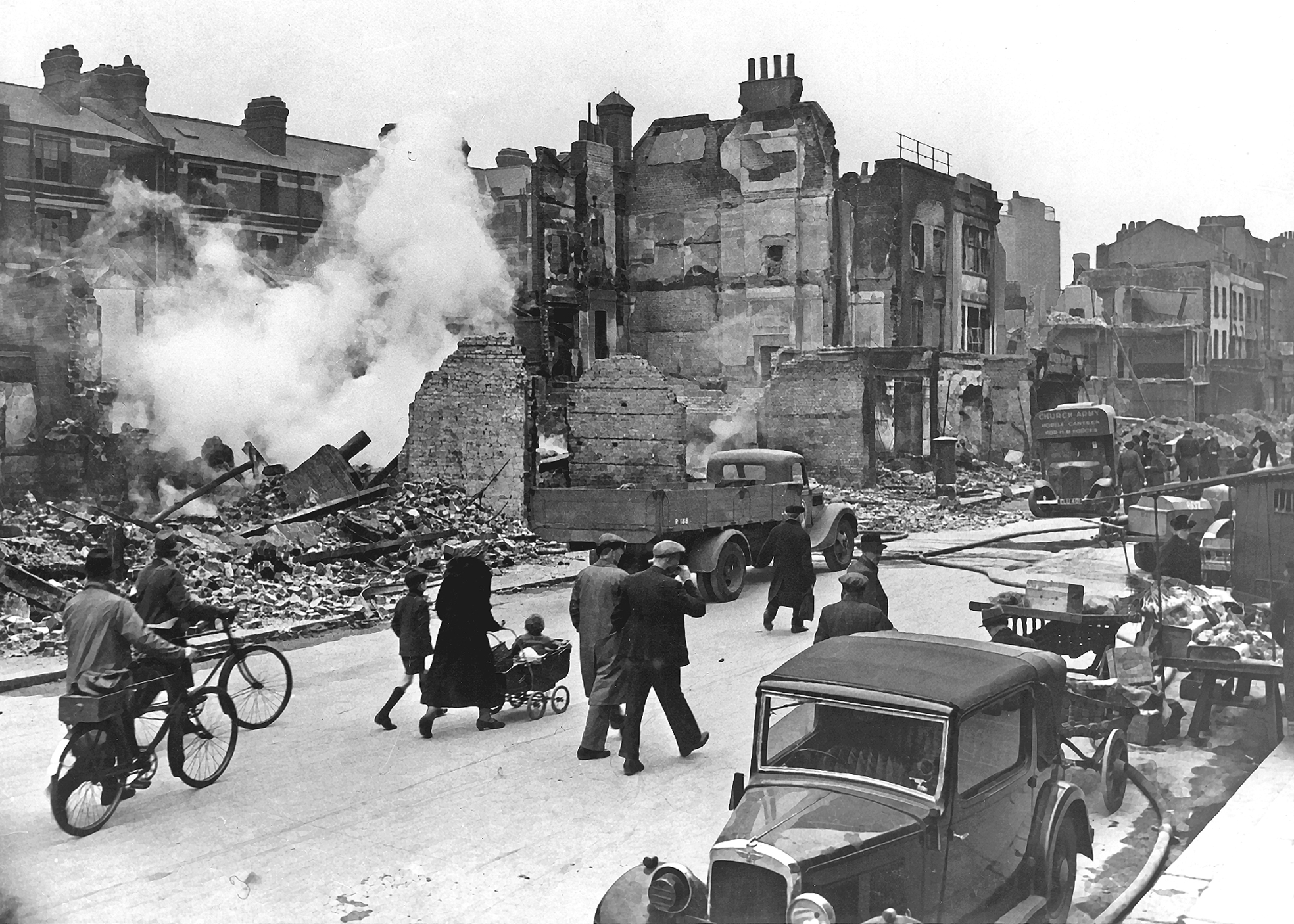
O stradă din Londra bombardată în timpul celui de al Doilea Război Mondial

Odată cu începutul Revoluției Industriale în Marea Britanie, a avut loc o urbanizare fără precedent, iar numărul de străzi comerciale (High Streets) a crescut rapid. Londra a fost cel mai mare oraș din lume din 1831 până în 1925, cu o densitate a populației de 802 pe acru (325 pe hectar). Pe lângă creșterea numărului de magazine care vindeau bunuri, cum ar fi Harding, Howell & Co.—unul dintre primele magazine universale—situat pe Pall Mall, străzile erau pline de vânzători ambulanți. Condițiile supraaglomerate din Londra au dus la epidemii de holeră, care au făcut 14.000 de victime în 1848 și 6.000 în 1866. Creșterea traficului a dus la crearea rețelei de metrou din Londra, prima rețea urbană de cale ferată din lume. Consiliul Metropolitan pentru Lucrări a supravegheat extinderea infrastructurii în capitală și în unele comitate învecinate; a fost desființat în 1889, când a fost creat Consiliul Comitatului Londra.
De la începutul secolului al XX-lea, ceainăriile au devenit comune pe străzile comerciale din Londra și din Marea Britanie, iar lanțul Lyons, care a deschis primul său local în Piccadilly în 1894, a fost liderul acestui trend. Ceainăriile, precum Criterion din Piccadilly, au devenit locuri populare de întâlnire pentru femeile din mișcarea sufragetelor. Orașul a fost ținta mai multor atacuri în timpul campaniei de bombardamente și incendieri ale sufragetelor, între 1912 și 1914, când au fost vizate repere istorice precum Westminster Abbey și Catedrala Sf. Paul.
Londra a fost bombardată de germani în Primul Război Mondial, iar în Al Doilea Război Mondial, Blitz-ul și alte bombardamente efectuate de Luftwaffe au ucis peste 30.000 de londonezi, distrugând vaste zone rezidențiale și alte clădiri din oraș. Mormântul Războinicului Necunoscut, un soldat neidentificat al forțelor armate britanice ucis în Primul Război Mondial, a fost îngropat în Westminster Abbey pe 11 noiembrie 1920. Cenotaful, situat pe Whitehall, a fost dezvelit în aceeași zi și este punctul central al Serviciului Național de Comemorare, care are loc anual în Duminica Comemorării, cea mai apropiată de 11 noiembrie.
Jocurile Olimpice de Vară din 1948 au avut loc pe stadionul original Wembley, în timp ce Londra se recupera încă după război. Începând din anii 1940, Londra a devenit casă pentru mulți imigranți, în principal din țările Commonwealth-ului, precum Jamaica, India, Bangladesh și Pakistan, transformând Londra într-unul dintre cele mai diverse orașe din lume. În 1951, Festivalul Marii Britanii a avut loc pe malul sudic al Tamisei. Marea Ceață din 1952 a dus la adoptarea Legii Aerului Curat din 1956, care a pus capăt „ceaței de supă de mazăre” pentru care Londra era renumită și care i-a adus porecla „Marele Fum”.
Începând cu mijlocul anilor 1960, Londra a devenit un centru global pentru cultura tineretului, exemplificată de subcultura Swinging London, asociată cu King's Road, Chelsea și Carnaby Street. Rolul de trendsetter a fost revitalizat în era punk. În 1965, limitele politice ale Londrei au fost extinse pentru a reflecta creșterea zonei urbane, iar un nou Consiliu al Marii Londre a fost creat. În timpul Conflictelor din Irlanda de Nord, Londra a fost vizată din 1973 de atacuri cu bombă ale Armatei Republicane Irlandeze Provizorii, care au durat două decenii, începând cu atentatul de la Old Bailey. Inegalitatea rasială a fost evidențiată de revoltele din Brixton din 1981.
Populația Marii Londre a scăzut în deceniile de după Al Doilea Război Mondial, de la un vârf estimat la 8,6 milioane în 1939 la aproximativ 6,8 milioane în anii 1980. Principalele porturi ale Londrei s-au mutat în aval, la Felixstowe și Tilbury, iar zona Docks din Londra a devenit un punct central pentru regenerare, inclusiv prin dezvoltarea Canary Wharf. Acest lucru a reflectat creșterea rolului Londrei ca centru financiar internațional în anii 1980. Barajul Tamisei, situat la aproximativ 3 km est de centrul Londrei, a fost finalizat în anii 1980 pentru a proteja Londra de valurile mareice din Marea Nordului.
Consiliul Marii Londre a fost desființat în 1986, lăsând Londra fără o administrație centrală până în 2000, când a fost creată Autoritatea Marii Londre. Pentru a marca începutul secolului XXI, au fost construite Millennium Dome, London Eye și Millennium Bridge. La 6 iulie 2005, Londra a fost desemnată să găzduiască Jocurile Olimpice de Vară din 2012, devenind primul oraș care a organizat de trei ori Jocurile Olimpice. La 7 iulie 2005, trei trenuri de metrou din Londra și un autobuz cu etaj au fost vizate într-o serie de atacuri teroriste.
În 2008, revista Time a numit Londra, alături de New York și Hong Kong, drept „Nylonkong”, numindu-le cele mai influente trei orașe globale. În ianuarie 2015, populația Marii Londre a fost estimată la 8,63 milioane, cel mai ridicat nivel din 1939. În timpul referendumului pentru Brexit din 2016, Regatul Unit în ansamblu a votat pentru ieșirea din Uniunea Europeană, deși majoritatea circumscripțiilor din Londra au votat pentru rămânerea în UE. Cu toate acestea, ieșirea Marii Britanii din UE la începutul anului 2020 a slăbit doar marginal poziția Londrei ca centru financiar internațional.

## Administrație

### Guvernul local

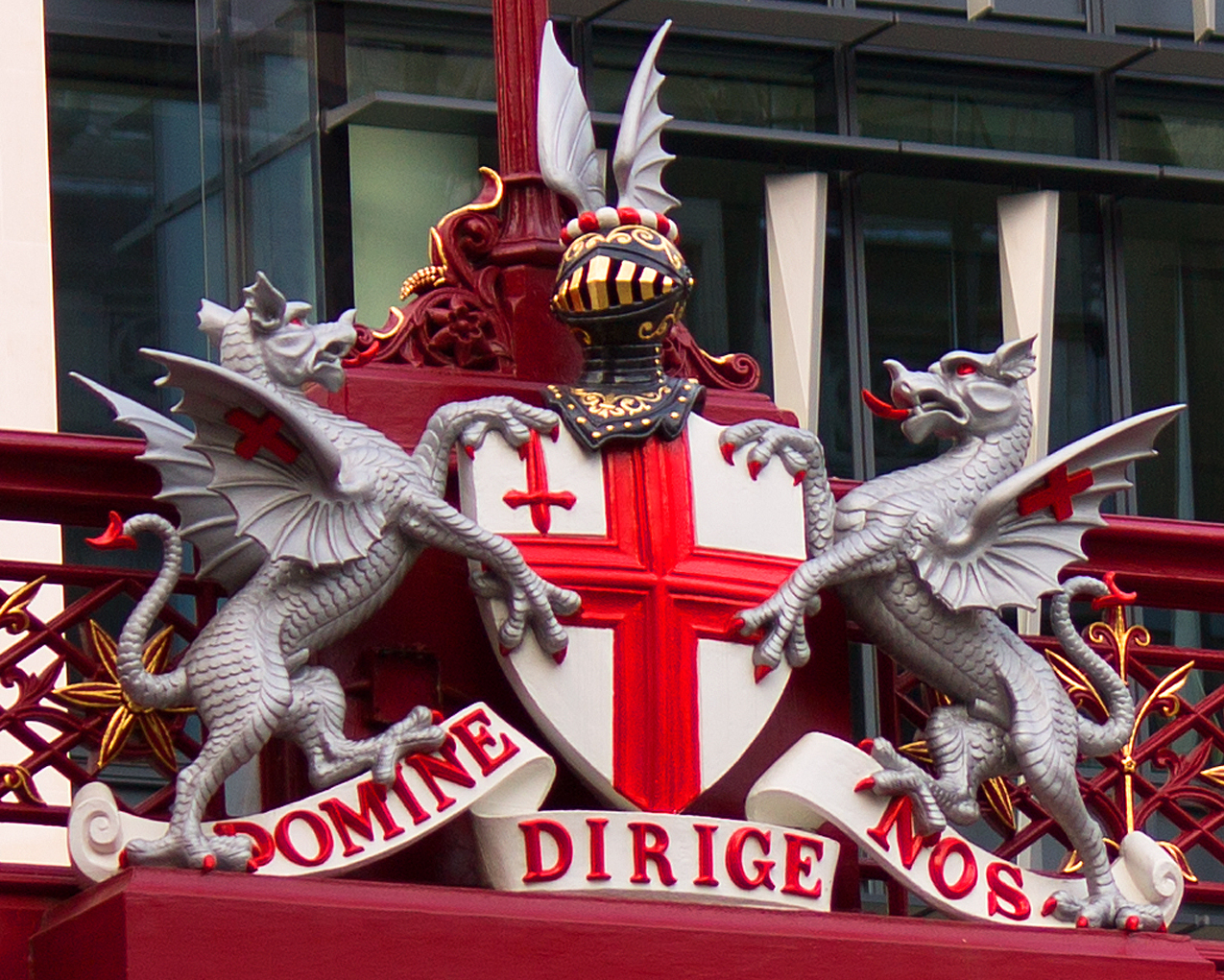
Blazonul corporației orașului Londra

Administrația Londrei este formată din două niveluri: un nivel strategic, la nivel de oraș, și un nivel local. Administrația la nivel de oraș este coordonată de Autoritatea pentru Londra Mare (GLA), în timp ce administrația locală este realizată de 33 de autorități mai mici. GLA este alcătuită din două componente alese: primarul Londrei, care deține puteri executive, și Adunarea Londrei, care monitorizează deciziile primarului și poate accepta sau respinge propunerile de buget ale acestuia în fiecare an. GLA este responsabilă pentru cea mai mare parte a sistemului de transport al Londrei prin intermediul diviziei sale funcționale, Transport for London (TfL), este responsabilă de supravegherea serviciilor de poliție și pompieri ale orașului și de stabilirea unei viziuni strategice pentru Londra în diverse domenii. Sediul GLA se află la City Hall, Newham. Primarul din 2016 este Sadiq Khan, primul primar musulman al unei capitale importante din Occident. Strategia de planificare urbanistică statutară a primarului este publicată sub denumirea de Planul Londrei, care a fost revizuit cel mai recent în 2011.
Autoritățile locale sunt consiliile celor 32 de districte londoneze și Corporatia Orașului Londra. Acestea sunt responsabile pentru majoritatea serviciilor locale, cum ar fi planificarea locală, școlile, bibliotecile, agrementul și recreerea, serviciile sociale, drumurile locale și colectarea deșeurilor. Anumite funcții, precum gestionarea deșeurilor, sunt realizate prin aranjamente comune. În 2009–2010, cheltuielile totale ale consiliilor londoneze și GLA au depășit 22 de miliarde de lire sterline (14,7 miliarde pentru districte și 7,4 miliarde pentru GLA).
Brigada de Pompieri din Londra este serviciul de pompieri și salvare statutar pentru Londra Mare, gestionat de Autoritatea pentru Planificare în Situații de Urgență din Londra. Este al treilea cel mai mare serviciu de pompieri din lume. Serviciile de ambulanță ale Sistemului Național de Sănătate (NHS) sunt furnizate de Trustul Serviciului de Ambulanță din Londra (LAS), cel mai mare serviciu de ambulanță de urgență gratuit din lume. Organizația caritabilă Ambulanța Aeriană Londoneză operează împreună cu LAS, atunci când este necesar. Paza de Coastă a Majestății Sale și Instituția Regală Națională a Salvamarilor operează pe râul Tamisa, care se află sub jurisdicția Autorității Portului Londra de la Teddington Lock până la mare.

### Guvernul Național

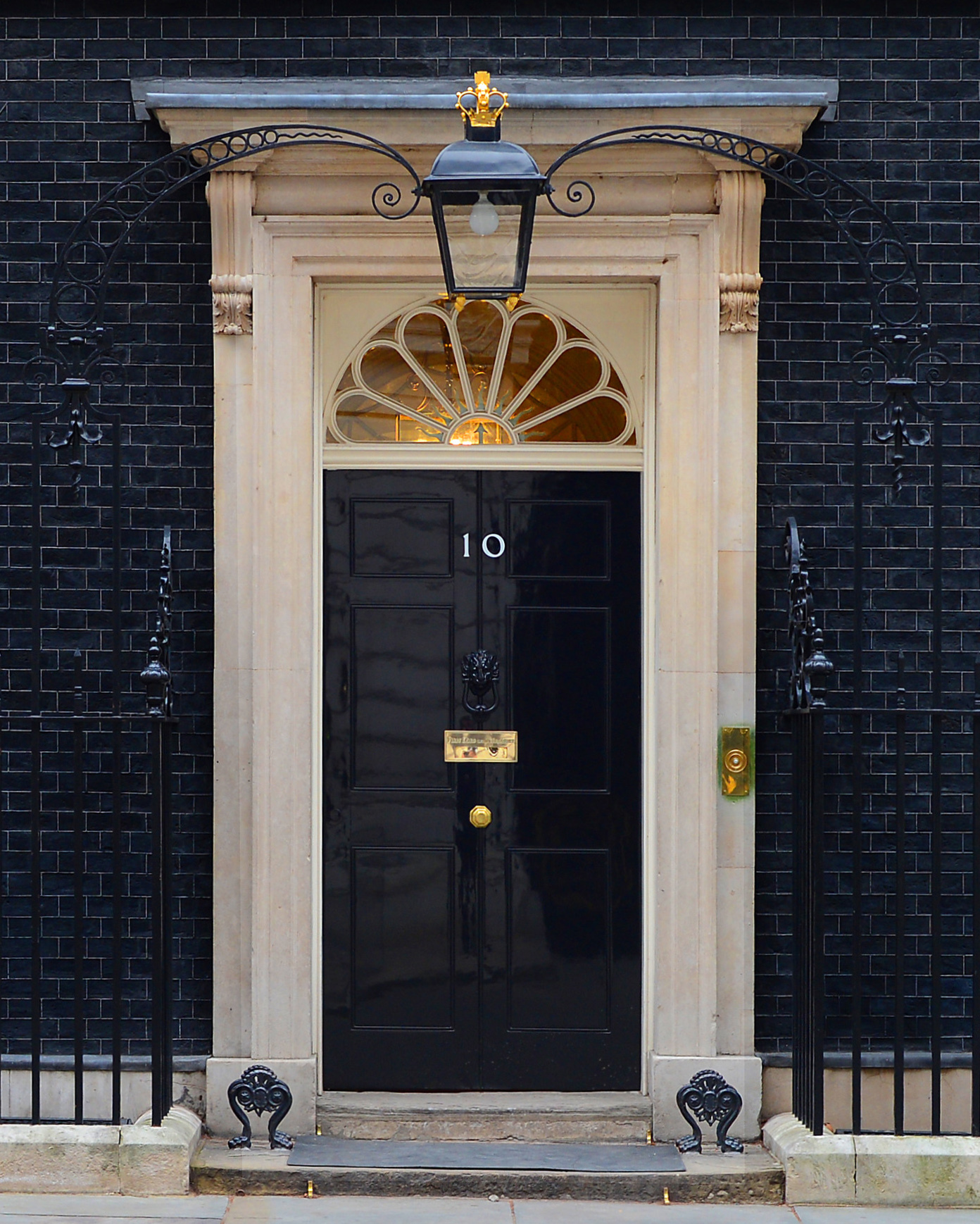
10 Downing Street, reședința oficială a primului ministru

Londra este sediul Guvernului Regatului Unit. Multe departamente guvernamentale, precum și reședința prim-ministrului de la numărul 10, Downing Street, se află în apropierea Palatului Westminster, în special de-a lungul Whitehall. Londra are 73 de membri ai Parlamentului (MP); din decembrie 2019, 49 sunt din Partidul Laburist (Regatul Unit), 21 sunt conservatori și trei sunt liberal-democrați. Postul ministerial de ministru pentru Londra a fost creat în 1994, iar din 2020 este deținut de Paul Scully.

### Poliție și criminalitate

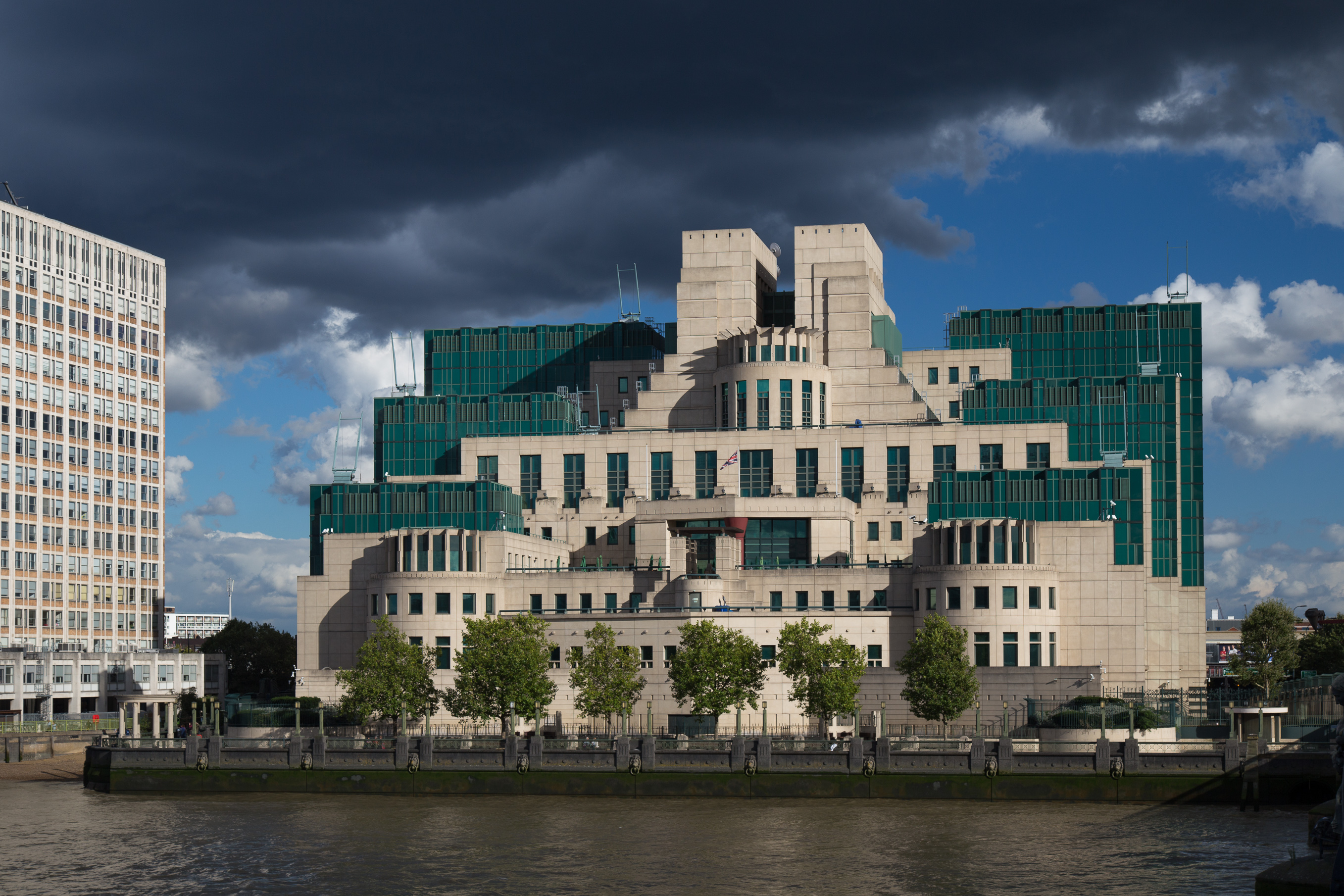
Sediul MI6, serviciul de informații externe al Regatului Unit, se află la clădirea SIS. Scenele cu James Bond (agenția MI6 fictivă) au fost filmate aici.

Poliția în Londra Mare, cu excepția Orașului Londra, este asigurată de Poliția Metropolitană ("The Met"), supravegheată de primar prin intermediul Biroului Primarului pentru Poliție și Crimă (MOPAC). Poliția Metropolitană este cunoscută și sub numele de Scotland Yard, după locația sediului său original pe o stradă numită Great Scotland Yard, în Whitehall. Orașul Londra are propria sa forță de poliție – Poliția Orașului Londra. Casca de polițist, purtată pentru prima dată de ofițerii Met în 1863, a fost numită un "icon cultural" și un "simbol al aplicării legii în Marea Britanie". Introduse de Met în 1929, cutiile albastre pentru telefoanele de poliție (care au stat la baza TARDIS-ului din Doctor Who) erau odinioară o prezență obișnuită în Londra și în orașele regionale din Marea Britanie.
Poliția Transporturilor Britanice este responsabilă pentru serviciile de poliție pe National Rail, London Underground, Docklands Light Railway și Tramlink. Poliția Ministerului Apărării este o forță de poliție specială în Londra, care, în general, nu se implică în activități de poliție pentru publicul larg. Serviciul de contrainformații interne al Regatului Unit (MI5) are sediul în Thames House, pe malul nordic al râului Tamisa, iar serviciul de informații externe (MI6) își are sediul în clădirea SIS, pe malul sudic.
Ratele criminalității variază mult în diferite zone ale Londrei. Datele privind criminalitatea sunt disponibile la nivel național, la nivel de autoritate locală și district. În 2015, au avut loc 118 omucideri, o creștere de 25,5% față de 2014. Criminalitatea înregistrată a crescut în Londra, în special infracțiunile violente și omuciderile prin înjunghiere și alte mijloace. În primele patru luni ale anului 2018, au avut loc 50 de omucideri. Reducerile de finanțare ale poliției din Londra sunt susceptibile să fi contribuit la acest fenomen, deși sunt implicați și alți factori. Cu toate acestea, numărul omuciderilor a scăzut în 2022, cu 109 cazuri înregistrate pe parcursul anului, iar rata crimelor în Londra este mult mai mică decât în alte mari orașe din lume.

## Geografie
Londra Mare acoperă o suprafață de 1579 km². Londra este port pe Tamisa, râu navigabil. Râul a avut o influență majoră în dezvoltarea orașului. Orașul a fost fondat pe malul de nord, iar până în secolul al XVIII-lea nu a existat decât un singur pod, Podul Londrei, ceea ce a făcut ca orașul să se dezvolte foarte mult la nord de râu. Câmpia Tamisei a fost un teren propice pentru expansiunea orașului, cele câteva coline (ex. Parliament Hill, Primrose Hill) nu au fost piedici semnificative.
În secolele trecute Tamisa era mult mai largă și mai puțin adâncă. Pe întinderea orașului însă a fost canalizată și îndiguită, și mulți dintre afluenții săi au fost complet canalizați și curg acum subteran. Fluxul și refluxul se fac simțite pe Tamisa. Este unul din motivele pentru care Londra este expusă inundațiilor. Pentru a proteja orașul, în anii 1970 s-a construit la Woolwich, în aval, un sistem de ecluze numit Thames Barrier.
Clima Londrei este temperată, cu veri calde, dar rareori toride, și ierni blânde. Vara, temperatura depășește rareori 33 °C (recordul absolut fiind 37,9 °C, înregistrat în 2003). Iarna, căderile de zăpadă sunt rare, iar stratul de zăpadă nu depășește în general 2 cm. În ciuda reputației de oraș "ploios", Londra primește anual circa 600 mm de precipitații, adică mai puțin decât, de exemplu, Roma sau Sydney. Datorită întinderii zonei construite, Londra este adeseori un microclimat, unde temperaturile sunt cu circa 5 °C mai ridicate decât în exterior, deoarece clădirile și betonul rețin mai bine căldura.

### Domeniu de aplicare

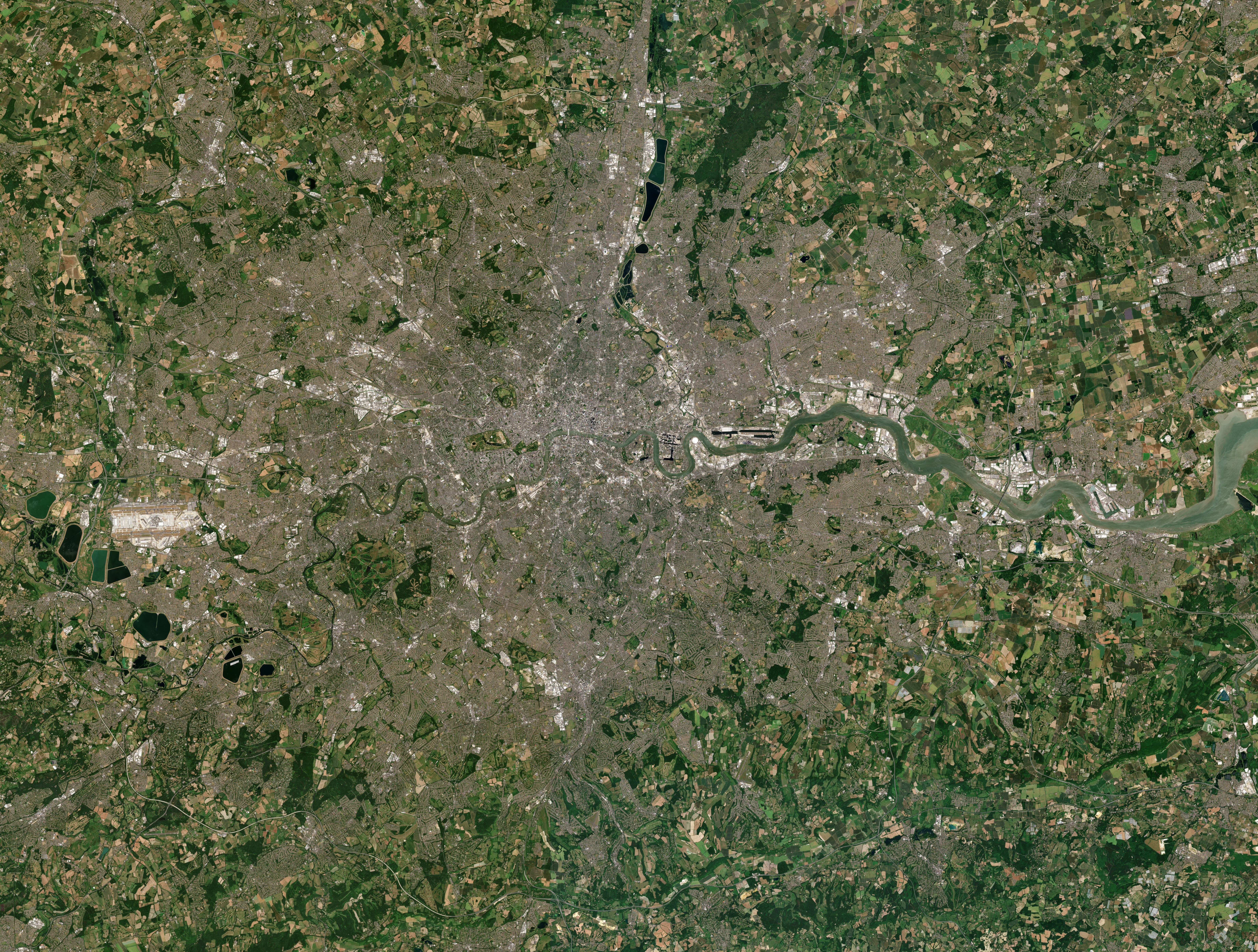
Vedere prin satelit a Londrei în luna iunie a anului 2018

Londra, cunoscută și sub numele de Londra Mare, este una dintre cele nouă regiuni ale Angliei și principala subdiviziune care acoperă cea mai mare parte a metropolei orașului. Orașul Londra, aflat în centrul său, a cuprins odată întreaga așezare, dar pe măsură ce zona sa urbană s-a extins, Corporația Londrei a rezistat încercărilor de a unifica orașul cu suburbiile sale, ceea ce a dus la definirea "Londrei" în mai multe moduri.
Patruzeci la sută din Londra Mare este acoperită de zona poștală "London", în care „Londra” face parte din adresele poștale. Codul telefonic al Londrei (020) acoperă o zonă mai mare, similară ca dimensiune cu Londra Mare, deși unele districte exterioare sunt excluse, iar unele zone din afara acesteia sunt incluse. Granița Londrei Mari a fost aliniată în anumite locuri cu autostrada M25.
Extinderea urbană suplimentară este acum împiedicată de Centura Verde Metropolitană, deși zona construită se extinde dincolo de graniță în unele locuri, creând o Zonă Urbană Londra Mare definită separat. Dincolo de aceasta se află vasta zonă de navetiști din Londra. Londra Mare este împărțită în scopuri specifice în Londra Interioară și Londra Exterioară și de râul Tamisa în Nord și Sud, având o zonă informală centrală în Londra. Coordonatele centrului nominal al Londrei, tradițional Crucea Eleanor originală de la Charing Cross, lângă intersecția Trafalgar Square și Whitehall, sunt aproximativ 51°30′26″N 00°07′39″V.

### Status
În Londra, atât City of London, cât și City of Westminster au statut de oraș. City of London și restul Londrei Mari sunt ambele considerate comitate în scopul numirii locotenenților. Zona Londrei Mari include regiuni care fac parte din comitatele istorice Middlesex, Kent, Surrey, Essex și Hertfordshire. Mai recent, Londra Mare a fost definită ca o regiune a Angliei și, în acest context, este cunoscută sub numele de Londra.
Este capitala Regatului Unit și a Angliei prin convenție, nu prin statut. Capitala Angliei a fost mutată la Londra din Winchester, pe măsură ce Palatul Westminster s-a dezvoltat în secolele al XII-lea și al XIII-lea, devenind locul permanent al curții regale și, astfel, capitala politică a națiunii.

### Topografie

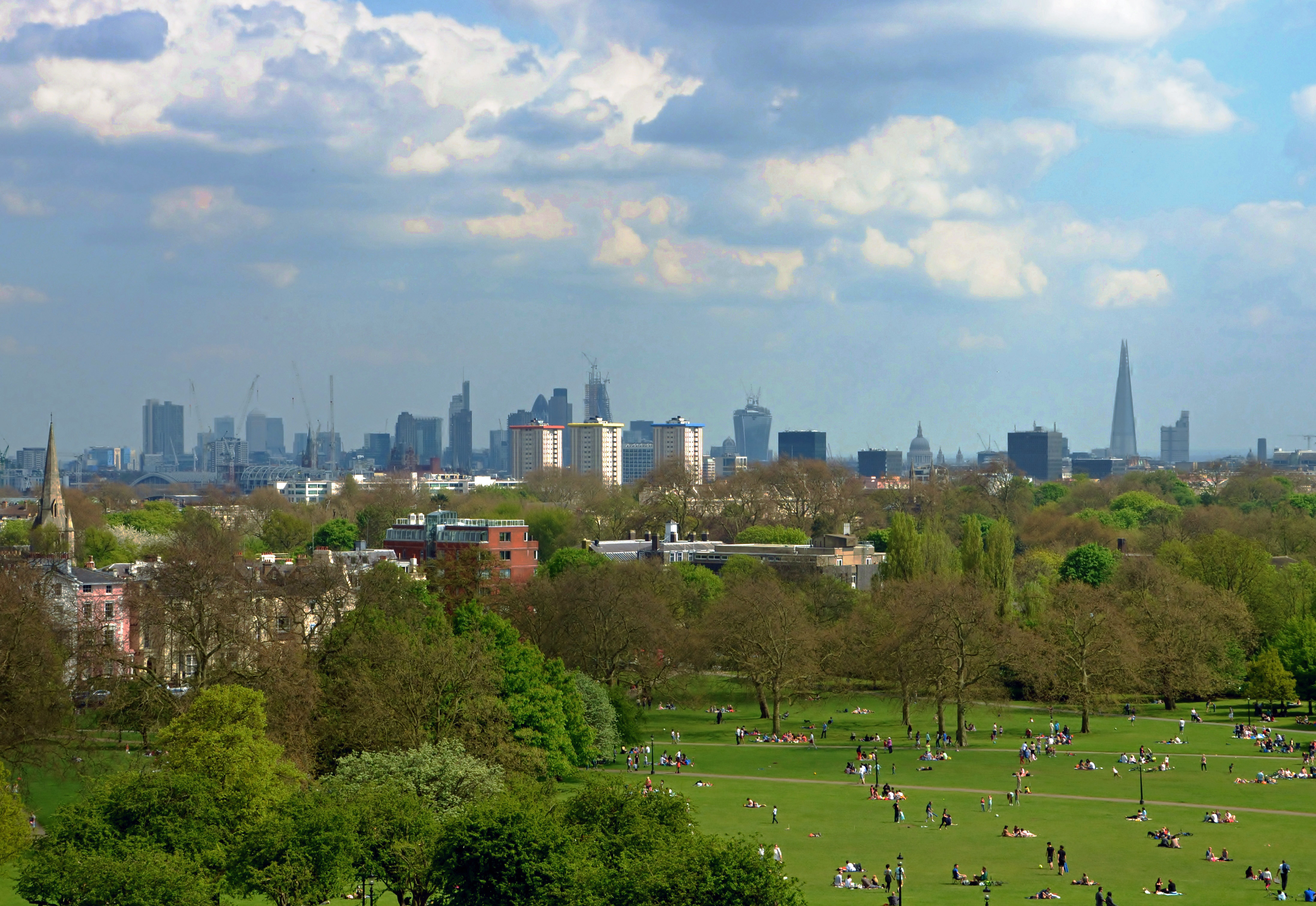
Vedere cătreLondra din Primrose Hill

Londra Mare acoperă o suprafață totală de 611 mile pătrate (1.583 km²), o zonă care avea o populație de 7.172.036 în 2001 și o densitate a populației de 11.760 locuitori pe milă pătrată (4.542/km²). Zona extinsă cunoscută sub numele de Regiunea Metropolitană Londoneză sau Aglomerația Metropolitană Londoneză cuprinde o suprafață totală de 3.236 mile pătrate (8.382 km²), având o populație de 13.709.000 și o densitate a populației de 3.900 locuitori pe milă pătrată (1.510/km²).
Londra modernă se află pe râul Tamisa, principala sa caracteristică geografică, un râu navigabil care traversează orașul de la sud-vest la est. Valea Tamisei este o luncă inundabilă înconjurată de dealuri ușor ondulate, inclusiv Parliament Hill, Addington Hills și Primrose Hill. Istoric vorbind, Londra s-a dezvoltat în punctul cel mai de jos unde Tamisa putea fi traversată printr-un pod. Tamisa a fost odată un râu mult mai lat și mai puțin adânc, cu întinse zone mlăștinoase; la flux, malurile sale ajungeau de cinci ori mai late decât în prezent.
Încă din epoca victoriană, Tamisa a fost puternic îndiguită, iar multe dintre afluenții săi din Londra curg acum subteran. Tamisa este un râu cu maree, iar Londra este vulnerabilă la inundații. Amenințarea a crescut în timp din cauza unei creșteri lente, dar continue a nivelului apei în timpul mareelor înalte, cauzată de schimbările climatice și de înclinarea lentă a Insulelor Britanice ca rezultat al rebound-ului postglaciar.

### Climat
Londra are un climat oceanic temperat (Köppen: Cfb). Înregistrări ale precipitațiilor sunt păstrate în oraș încă din 1697, când au început la Kew. La Kew, cea mai mare cantitate de precipitații într-o lună a fost de 189 mm în noiembrie 1755, iar cea mai mică a fost de 0 mm atât în decembrie 1788, cât și în iulie 1800. Mile End a avut, de asemenea, 0 mm în aprilie 1893. Cel mai ploios an înregistrat a fost 1903, cu un total de 969 mm, iar cel mai secetos a fost 1921, cu un total de 308 mm. Precipitațiile anuale medii se ridică la aproximativ 600 mm, ceea ce reprezintă jumătate din precipitațiile anuale din New York. În ciuda cantităților relativ scăzute de precipitații anuale, Londra înregistrează 109,6 zile ploioase pe an, la un prag de 1,0 mm. Londra este vulnerabilă la schimbările climatice, iar experții hidrologi sunt îngrijorați că locuințele ar putea rămâne fără apă înainte de 2050.
Extremele de temperatură în Londra variază de la 40,2 °C la Heathrow, pe 19 iulie 2022, până la −17,4 °C la Northolt, pe 13 decembrie 1981. Înregistrări pentru presiunea atmosferică există din 1692. Cea mai mare presiune raportată vreodată a fost de 1.049,8 milibari pe 20 ianuarie 2020.
Verile sunt în general calde, uneori fierbinți. Temperatura medie maximă în iulie este de 23,5 °C. În medie, Londra înregistrează 31 de zile pe an cu temperaturi peste 25 °C și 4,2 zile cu temperaturi peste 30 °C. În timpul valului de căldură european din 2003, căldura prelungită a dus la sute de decese cauzate de căldură. Un episod anterior, cu 15 zile consecutive peste 32,2 °C în Anglia, în 1976, a cauzat, de asemenea, multe decese. O temperatură anterioară de 37,8 °C, înregistrată în august 1911 la stația Greenwich, a fost ulterior considerată neconformă.
Secetele pot fi, de asemenea, o problemă, mai ales vara, cea mai recentă fiind în vara anului 2018, când condițiile au fost mult mai uscate decât media, de la mai până în decembrie. Totuși, cele mai multe zile consecutive fără ploaie au fost 73, în primăvara anului 1893.
Iernile sunt în general răcoroase, cu variații mici de temperatură. Zăpada abundentă este rară, dar de obicei ninge cel puțin o dată pe iarnă. Primăvara și toamna pot fi plăcute. Fiind un oraș mare, Londra are un efect considerabil de insulă de căldură urbană, ceea ce face ca centrul Londrei să fie uneori cu 5 °C mai cald decât suburbiile și împrejurimile.
| Date climatice pentru London (LHR), Cotă: 25 m (82 ft), 1991–2020 normale | Date climatice pentru London (LHR), Cotă: 25 m (82 ft), 1991–2020 normale | Date climatice pentru London (LHR), Cotă: 25 m (82 ft), 1991–2020 normale | Date climatice pentru London (LHR), Cotă: 25 m (82 ft), 1991–2020 normale | Date climatice pentru London (LHR), Cotă: 25 m (82 ft), 1991–2020 normale | Date climatice pentru London (LHR), Cotă: 25 m (82 ft), 1991–2020 normale | Date climatice pentru London (LHR), Cotă: 25 m (82 ft), 1991–2020 normale | Date climatice pentru London (LHR), Cotă: 25 m (82 ft), 1991–2020 normale | Date climatice pentru London (LHR), Cotă: 25 m (82 ft), 1991–2020 normale | Date climatice pentru London (LHR), Cotă: 25 m (82 ft), 1991–2020 normale | Date climatice pentru London (LHR), Cotă: 25 m (82 ft), 1991–2020 normale | Date climatice pentru London (LHR), Cotă: 25 m (82 ft), 1991–2020 normale | Date climatice pentru London (LHR), Cotă: 25 m (82 ft), 1991–2020 normale | Date climatice pentru London (LHR), Cotă: 25 m (82 ft), 1991–2020 normale |
| Luna                                                                      | Ian                                                                       | Feb                                                                       | Mar                                                                       | Apr                                                                       | Mai                                                                       | Iun                                                                       | Iul                                                                       | Aug                                                                       | Sep                                                                       | Oct                                                                       | Nov                                                                       | Dec                                                                       | Anual                                                                     |
| ------------------------------------------------------------------------- | ------------------------------------------------------------------------- | ------------------------------------------------------------------------- | ------------------------------------------------------------------------- | ------------------------------------------------------------------------- | ------------------------------------------------------------------------- | ------------------------------------------------------------------------- | ------------------------------------------------------------------------- | ------------------------------------------------------------------------- | ------------------------------------------------------------------------- | ------------------------------------------------------------------------- | ------------------------------------------------------------------------- | ------------------------------------------------------------------------- | ------------------------------------------------------------------------- |
| Maxima medie °C (°F)                                                      | 8.4 (47,1)                                                                | 9.0 (48,2)                                                                | 11.7 (53,1)                                                               | 15.0 (59)                                                                 | 18.4 (65,1)                                                               | 21.6 (70,9)                                                               | 23.9 (75)                                                                 | 23.4 (74,1)                                                               | 20.2 (68,4)                                                               | 15.8 (60,4)                                                               | 11.5 (52,7)                                                               | 8.8 (47,8)                                                                | 15,7 (60,3)                                                               |
| Media zilnică °C (°F)                                                     | 5.6 (42,1)                                                                | 5.8 (42,4)                                                                | 7.9 (46,2)                                                                | 10.5 (50,9)                                                               | 13.7 (56,7)                                                               | 16.8 (62,2)                                                               | 19.0 (66,2)                                                               | 18.7 (65,7)                                                               | 15.9 (60,6)                                                               | 12.3 (54,1)                                                               | 8.4 (47,1)                                                                | 5.9 (42,6)                                                                | 11,7 (53,1)                                                               |
| Minima medie °C (°F)                                                      | 2.7 (36,9)                                                                | 2.7 (36,9)                                                                | 4.1 (39,4)                                                                | 6.0 (42,8)                                                                | 9.1 (48,4)                                                                | 12.0 (53,6)                                                               | 14.2 (57,6)                                                               | 14.1 (57,4)                                                               | 11.6 (52,9)                                                               | 8.8 (47,8)                                                                | 5.3 (41,5)                                                                | 3.1 (37,6)                                                                | 7,8 (46)                                                                  |
| Minima istorică °C (°F)                                                   | −16.1 (3)                                                                 | −13.9 (7)                                                                 | −8.9 (16)                                                                 | −5.6 (21,9)                                                               | −3.1 (26,4)                                                               | −0.6 (30,9)                                                               | 3.9 (39)                                                                  | 2.1 (35,8)                                                                | 1.4 (34,5)                                                                | −5.5 (22,1)                                                               | −7.1 (19,2)                                                               | −17.4 (0,7)                                                               | −16,1 (3)                                                                 |
| Precipitații mm (inches)                                                  | 58.8 (2.315)                                                              | 45.0 (1.772)                                                              | 38.8 (1.528)                                                              | 42.3 (1.665)                                                              | 45.9 (1.807)                                                              | 47.3 (1.862)                                                              | 45.8 (1.803)                                                              | 52.8 (2.079)                                                              | 49.6 (1.953)                                                              | 65.1 (2.563)                                                              | 66.6 (2.622)                                                              | 57.1 (2.248)                                                              | 615,0 (24,213)                                                            |
| Umiditate [%]                                                             | 80                                                                        | 77                                                                        | 70                                                                        | 65                                                                        | 67                                                                        | 65                                                                        | 65                                                                        | 69                                                                        | 73                                                                        | 78                                                                        | 81                                                                        | 81                                                                        | 73                                                                        |
| Nr. de zile cu precipitații (≥ 1.0 mm)                                    | 11.5                                                                      | 9.5                                                                       | 8.5                                                                       | 8.8                                                                       | 8.0                                                                       | 8.3                                                                       | 7.9                                                                       | 8.4                                                                       | 7.9                                                                       | 10.8                                                                      | 11.2                                                                      | 10.8                                                                      | 111,7                                                                     |
| Ore însorite                                                              | 61.1                                                                      | 78.8                                                                      | 124.5                                                                     | 176.7                                                                     | 207.5                                                                     | 208.4                                                                     | 217.8                                                                     | 202.1                                                                     | 157.1                                                                     | 115.2                                                                     | 70.7                                                                      | 55.0                                                                      | 1.674,8                                                                   |
| [ necesită citare ]                                                       |                                                                           |                                                                           |                                                                           |                                                                           |                                                                           |                                                                           |                                                                           |                                                                           |                                                                           |                                                                           |                                                                           |                                                                           |                                                                           |

1. ↑  Mediile sunt luate de la Heathrow, iar extremele sunt luate din stațiile din Londra.

### Zone

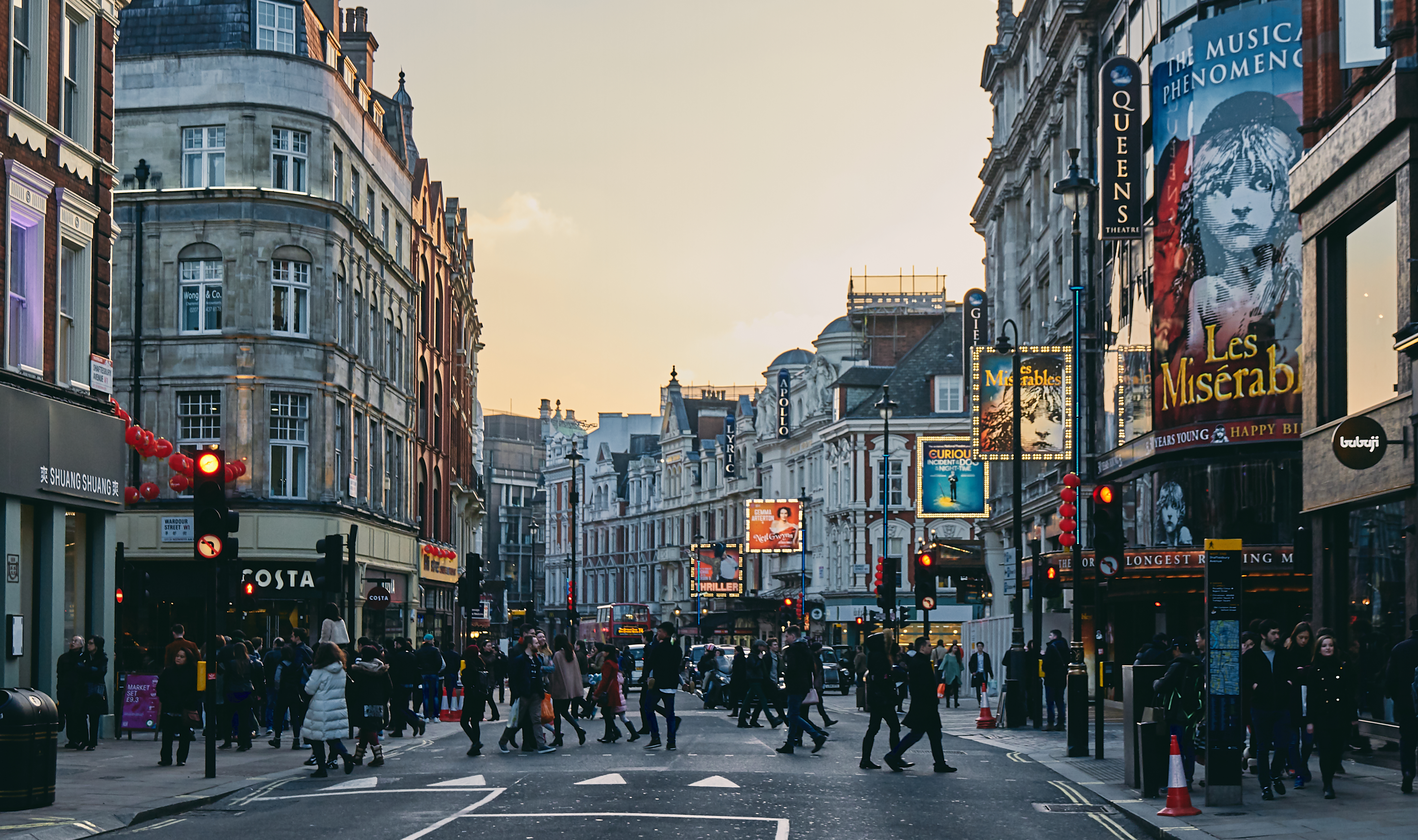
Districtul de teatru West End în anul 2016

Locurile din vasta zonă urbană a Londrei sunt identificate folosind nume de cartiere, cum ar fi Mayfair, Southwark, Wembley și Whitechapel. Acestea fie sunt desemnări informale, fie reflectă numele unor sate care au fost absorbite de extinderea orașului, sau sunt unități administrative învechite, precum parohii sau foste districte.
Astfel de denumiri au rămas în uz datorită tradiției, fiecare referindu-se la o zonă locală cu un caracter distinct, dar fără granițe oficiale. Din 1965, Londra Mare a fost împărțită în 32 de districte londoneze, pe lângă vechiul City of London. City of London este principalul district financiar, iar Canary Wharf s-a dezvoltat recent într-un nou centru financiar și comercial în zona Docklands din est.
West End este principalul district de divertisment și shopping al Londrei, atrăgând turiști. Vestul Londrei include zone rezidențiale scumpe, unde proprietățile pot fi vândute pentru zeci de milioane de lire sterline. Prețul mediu al proprietăților din Kensington și Chelsea este de peste 2 milioane de lire sterline, cu prețuri similare în mare parte din centrul Londrei.
East End este zona cea mai apropiată de vechiul Port al Londrei, cunoscută pentru populația sa mare de imigranți, precum și pentru faptul că a fost una dintre cele mai sărace zone din Londra. Zona înconjurătoare, East London, a fost martora unei mari părți a dezvoltării industriale timpurii a Londrei; în prezent, terenurile abandonate din zonă sunt redezvoltate ca parte a proiectului Thames Gateway, inclusiv London Riverside și Lower Lea Valley, care a fost transformată în Parcul Olimpic pentru Jocurile Olimpice și Paralimpice din 2012.

### Arhitectură

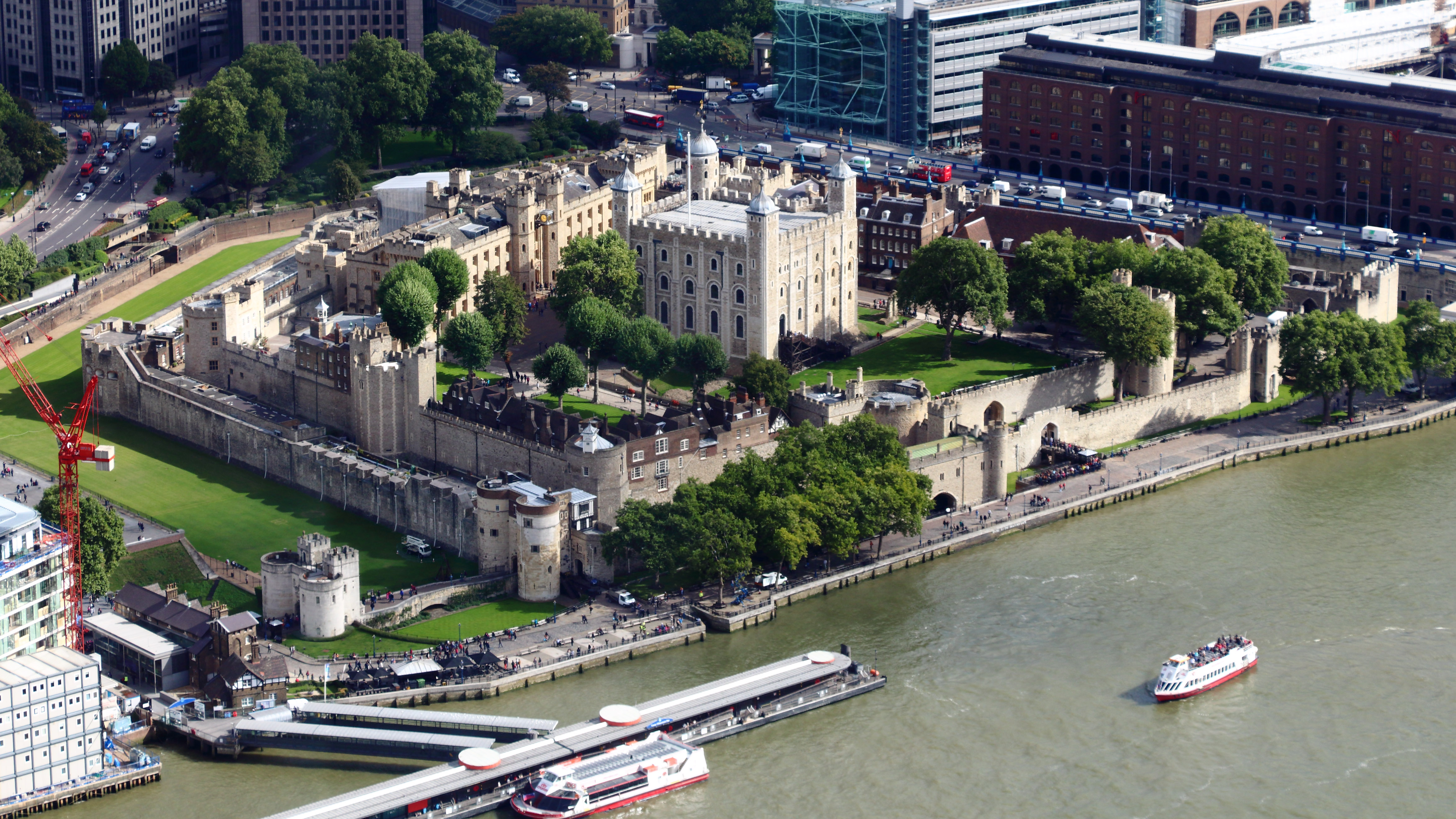
Turnul Londrei, un castel medieval, datând din anul 1078

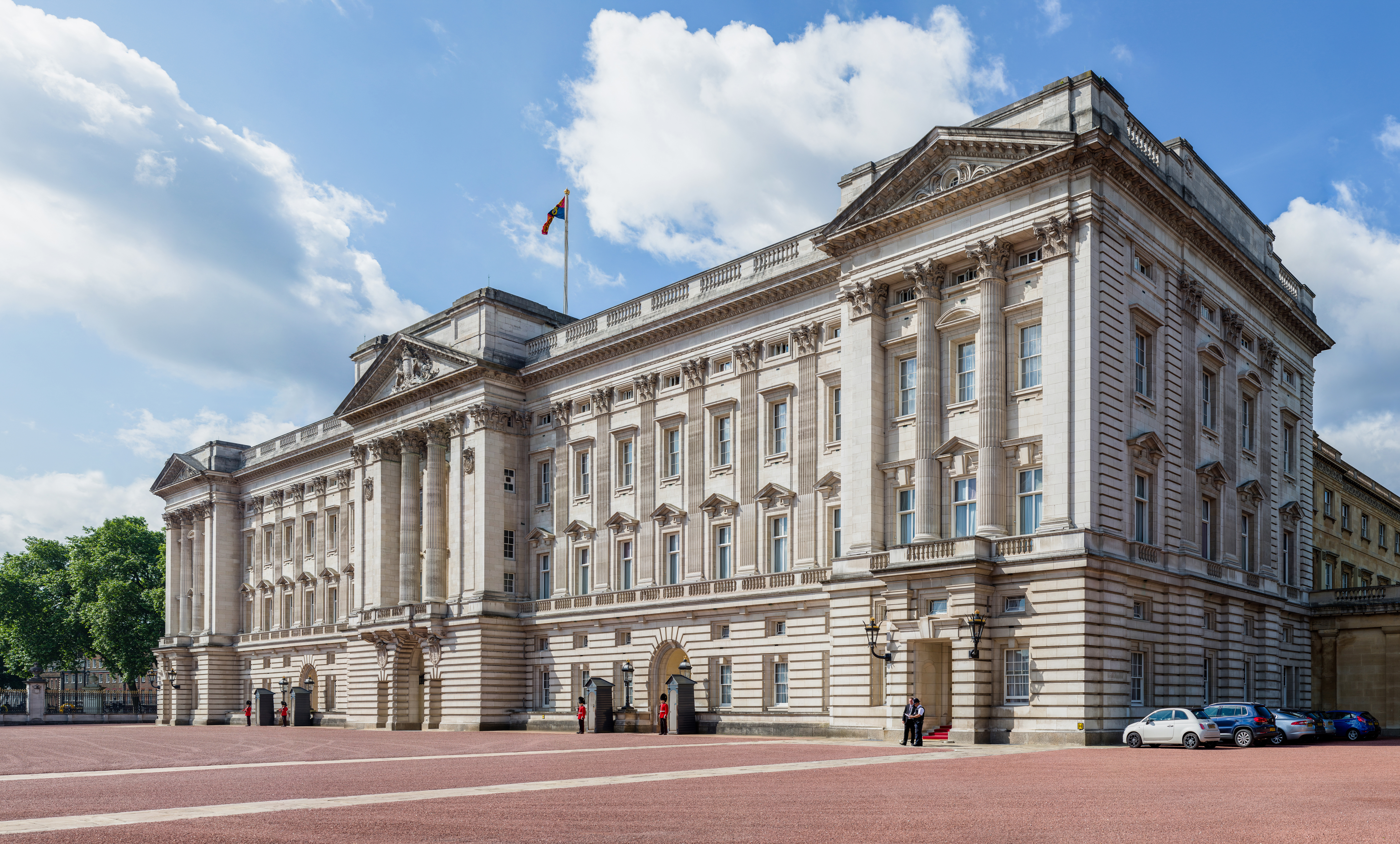
Fațada publică a aripii estice a Palatului Buckingham a fost construită între 1847 și 1850

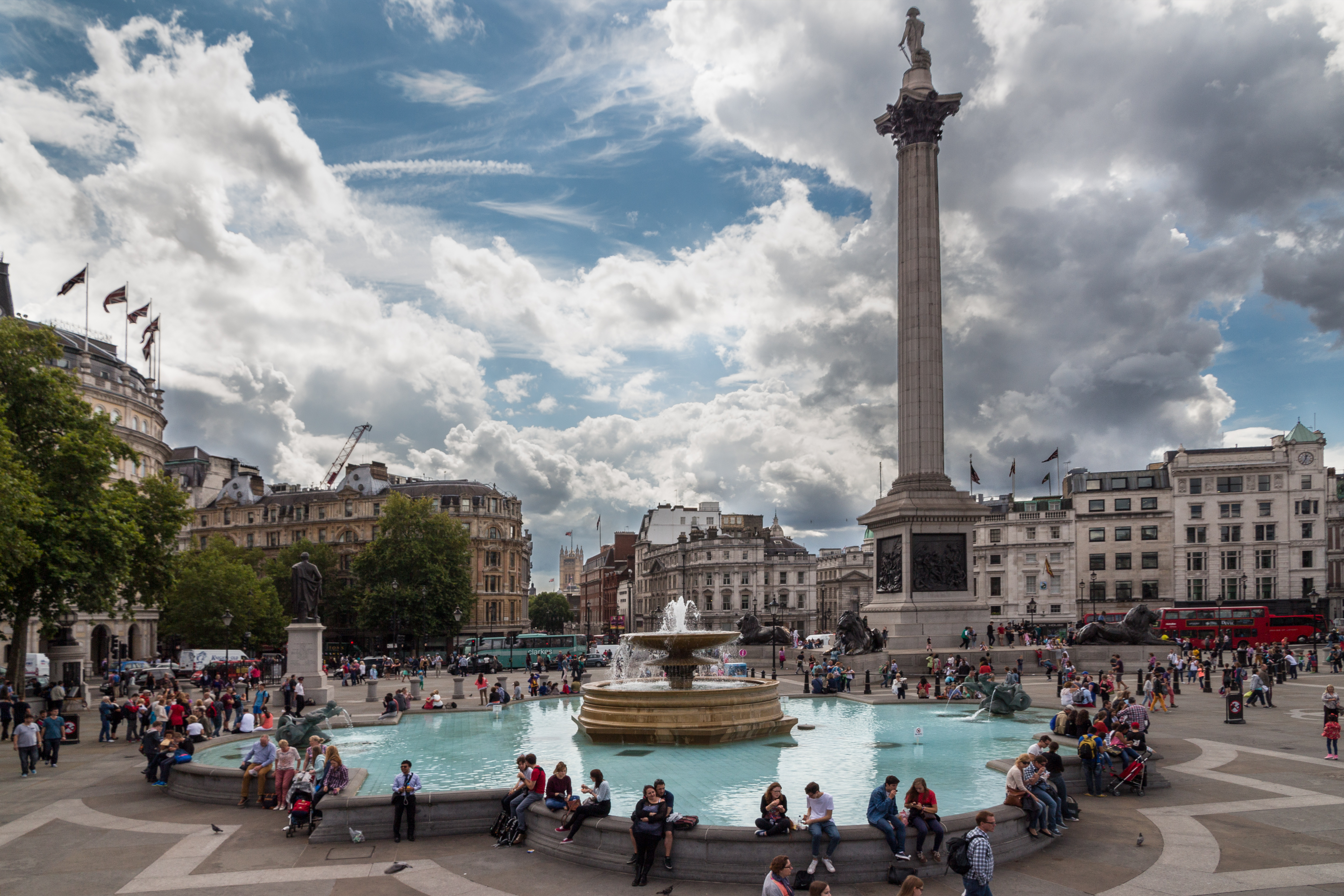
Piața Trafalgar și fântânile sale, cu Coloana lui Nelson în dreapta.

Clădirile din Londra sunt prea diverse pentru a fi caracterizate de un anumit stil arhitectural, parțial din cauza vârstei lor variate. Multe case impunătoare și clădiri publice, cum ar fi Galeria Națională, sunt construite din piatră de Portland. Unele zone ale orașului, în special cele la vest de centru, sunt caracterizate de clădiri din stuc alb sau vopsite în alb. Puține structuri din centrul Londrei datează de dinainte de Marele Incendiu din 1666, acestea fiind câteva rămășițe romane, Turnul Londrei și câteva supraviețuitoare din perioada Tudorilor, dispersate în oraș. Mai departe de centru se află, de exemplu, Palatul Hampton Court din perioada Tudorilor.
O parte a moștenirii arhitecturale variate include bisericile din secolul al XVII-lea proiectate de Christopher Wren, instituții financiare neoclasice precum Royal Exchange și Banca Angliei, până la clădirea judecătorească Old Bailey din începutul secolului al XX-lea și ansamblul Barbican din anii 1960. Centrala electrică Battersea din 1939, situată pe malul râului în sud-vest, este un reper local, în timp ce unele terminale feroviare sunt exemple excelente de arhitectură victoriană, cele mai notabile fiind St. Pancras și Paddington. Densitatea Londrei variază, cu o densitate mare a locurilor de muncă în centrul orașului și Canary Wharf, densități rezidențiale ridicate în Londra interioară și densități mai scăzute în Londra exterioară.
Monumentul din City of London oferă priveliști asupra zonei înconjurătoare, comemorând totodată Marele Incendiu din Londra, care a început în apropiere. Marble Arch și Wellington Arch, la capetele de nord și sud ale Park Lane, au legături regale, la fel ca Memorialul Albert și Royal Albert Hall⁠(d) din Kensington. Coloana lui Nelson (construită pentru a-l comemora pe amiralul Horatio Nelson) este un monument național recunoscut în Piața Trafalgar, unul dintre punctele centrale ale Londrei. Clădirile mai vechi sunt construite în principal din cărămidă, în mod obișnuit cărămida galbenă specifică Londrei.
În zonele dens populate, majoritatea concentrării se face prin clădiri de înălțime medie și mare. Zgârie-norii Londrei, cum ar fi 30 St Mary Axe (supranumit "Castravetele"), Tower 49, Broadgate Tower și One Canada Square, se află în principal în cele două districte financiare, City of London și Canary Wharf. Dezvoltarea clădirilor înalte este restricționată în anumite zone dacă ar obstrucționa vederea protejată a Catedralei Sfântul Paul și a altor clădiri istorice. Această politică de protecție, cunoscută sub numele de "St Paul's Heights", este în vigoare în City of London din 1937. Cu toate acestea, există mai mulți zgârie-nori în centrul Londrei, inclusiv Shard London Bridge, cu 95 de etaje, cea mai înaltă clădire din Regatul Unit și din Europa de Vest.

Alte clădiri moderne notabile includ The Scalpel, 20 Fenchurch Street (supranumit "Walkie-Talkie"), fostul sediu al City Hall din Southwark, clădirea Art Deco BBC Broadcasting House, plus British Library în stil postmodernist din Somers Town/Kings Cross și No 1 Poultry de James Stirling. Turnul BT are o înălțime de 189 metri și un ecran LED color la 360 de grade aproape de vârf. Fosta Domă a Mileniului, situată lângă Tamisa, la est de Canary Wharf, este acum o sală de spectacole numită O2 Arena.

### Istoria naturală

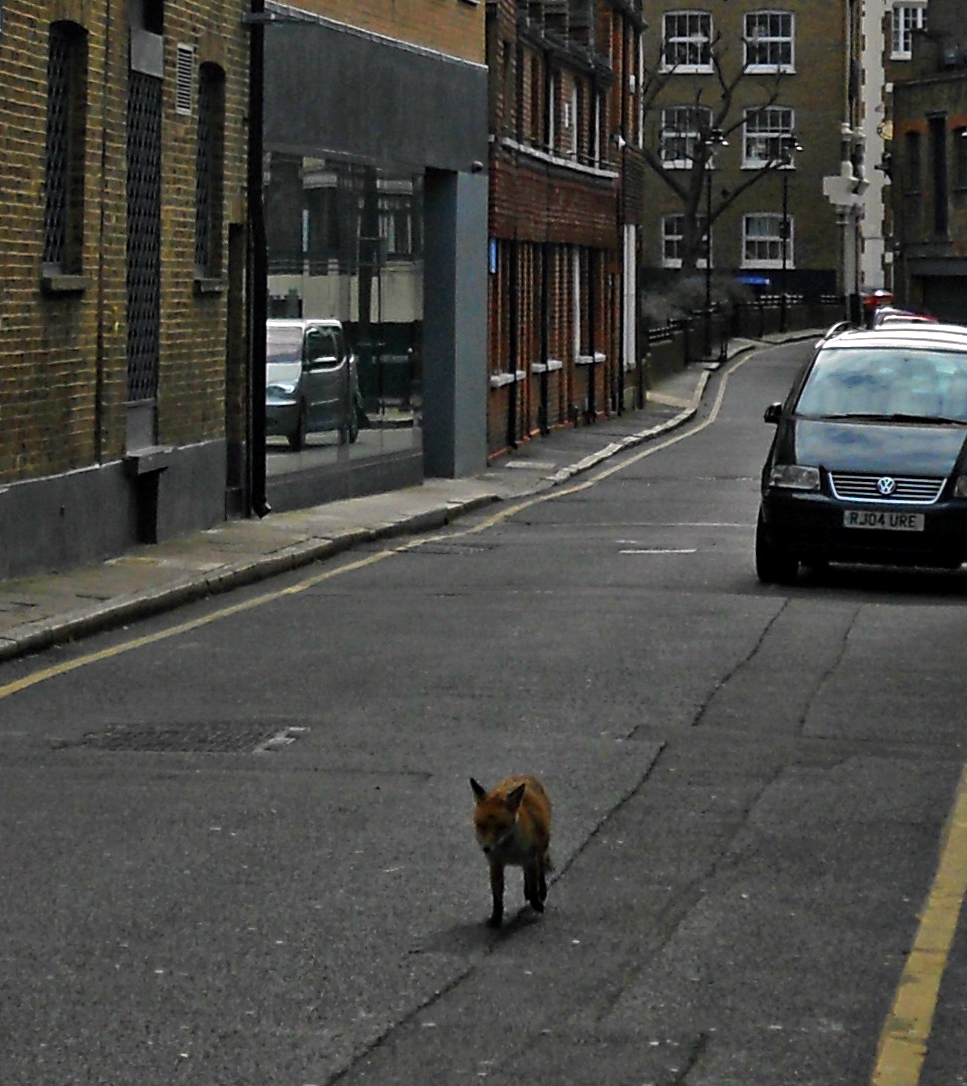
O vulpe pe Ayres Street, Southwark, sudul Londrei

Societatea de Istorie Naturală din Londra sugerează că Londra este "una dintre cele mai verzi orașe din lume", având mai mult de 40% din suprafața sa acoperită de spații verzi sau apă deschisă. Aceștia indică faptul că au fost găsite 2000 de specii de plante cu flori și că râul Tamisa, cu maree, susține 120 de specii de pești. De asemenea, afirmă că peste 60 de specii de păsări cuibăresc în centrul Londrei și că membrii lor au înregistrat 47 de specii de fluturi, 1173 de molii și mai mult de 270 de tipuri de păianjeni în jurul Londrei. Zonele umede din Londra susțin populații național importante de multe păsări acvatice. Londra are 38 de Site-uri de Importanță Științifică Specială (SSSI), două rezervații naturale naționale și 76 de rezervații naturale locale.
Amfibienii sunt comuni în capitală, inclusiv o specie de reptilă, tritonul neted care trăiesc lângă galeria Tate Modern, precum și broaște comune, broaște raioase, tritonul palmat și tritonul cu creastă mare. Pe de altă parte, reptilele native, cum ar fi șarpele cu limba lentă, șopârlele comune, șerpii cu dungi și viperele, sunt văzute de obicei doar în Londra exterioară.
Printre alte locuitori ai Londrei se numără 10.000 de vulpi roșii, ceea ce înseamnă că acum sunt 16 vulpi pentru fiecare milă pătrată (6 pe kilometru pătrat) din Londra. Alte mamifere găsite în Londra Mare includ Arici, Șobolan brun, Șoareci, Iepuri, Musca, vol și veverița gri. În zonele mai sălbatice din Londra exterioară, cum ar fi Pădurea Epping, se găsește o varietate largă de mamifere, inclusiv iepure european, Nurcă, vol, vol de câmp, vol de bancă și vol de apă, șoarece de pădure, șoarece cu gât galben, molii, muscă și vidră, în plus față de vulpea roșie, veverița gri și arici. O vidră moartă a fost găsită pe The Highway, în Wapping, la aproximativ o milă de Tower Bridge, ceea ce sugerează că acestea au început să revină după o absență de o sută de ani din oraș. Zece dintre cele optsprezece specii de lilieci din Anglia au fost înregistrate în Pădurea Epping: lilieci soprano, lilieci Nathusius, pipistrellus comuni, lilieci nocturni comuni, serotine, barbastelle, Daubenton, lilieci cu urechi lungi brune, lilieci Natterer și lilieci Leisler.
Turme de cerbi roșii și de cerbi negrii se plimbă liber în mare parte din Richmond și Bushy Park. O sacrificare are loc în fiecare noiembrie și februarie pentru a asigura sustenabilitatea numărului acestora. Pădurea Epping este cunoscută și pentru cerbii negrii, care pot fi frecvent văzuți în turme la nord de pădure. O populație rară de cerbi melanistici, cerb negru, este de asemenea menținută la Sanctuarul Cerbilor din apropierea Theydon Bois. Cerbii Muntjac se găsesc, de asemenea, în pădure. Deși londonezii sunt obișnuiți cu fauna sălbatică, cum ar fi păsările și vulpile, care împart orașul, mai recent cerbii urbani au început să devină o caracteristică obișnuită, iar turme întregi de cerbi negrii vin în zonele rezidențiale noaptea pentru a profita de spațiile verzi din Londra.

## Demografie
| Țara de naștere  | Țara de naștere  | Populație | Procent |
| Marea Britanie   | Marea Britanie   | 5,223,986 | 59.4    |
| Non-Regatul Unit | Non-Regatul Unit | 3,575,739 | 40.6    |
| ---------------- | ---------------- | --------- | ------- |
|                  | India            | 322,644   | 3.7     |
| Romania          | 175,991          | 2.0       |         |
| Polonia          | 149,397          | 1.7       |         |
| Bangladesh       | 138,895          | 1.6       |         |
| Pakistan         | 129,774          | 1.5       |         |
| Italia           | 126,059          | 1.4       |         |
| Nigeria          | 117,145          | 1.3       |         |
| Irlanda          | 96,566           | 1.1       |         |
| Sri Lanka        | 80,379           | 0.9       |         |
| Franța           | 77,715           | 0.9       |         |
| Altele           | 2,161,174        | 24.6      |         |
| Total            | Total            | 8,799,725 | 100.0   |

Zona urbană continuă a Londrei se extinde dincolo de Londra Mare și numără 9.787.426 de persoane în 2011, în timp ce zona sa metropolitană mai largă avea o populație între 12 și 14 milioane, în funcție de definiția utilizată. Potrivit Eurostat, Londra este a doua cea mai populată zonă metropolitană din Europa. Un număr net de 726.000 de imigranți au ajuns acolo în perioada 1991–2001.
Regiunea acoperă 610 mile pătrate (1.579 km²), având o densitate a populației de 13.410 locuitori pe milă pătrată (5.177/km²), de peste zece ori mai mare decât orice altă regiune britanică. În termeni de populație, Londra este al 19-lea cel mai mare oraș și a 18-a cea mai mare regiune metropolitană din lume.
Din punct de vedere al statutului locativ, 23,1% din locuitorii Londrei închiriază social, 46,8% fie dețin casele în întregime sau printr-o ipotecă, iar 30% închiriază în privat, conform recensământului din 2021. Mulți londonezi lucrează de acasă, 42,9% făceau acest lucru la recensământul din 2021, în timp ce 20,6% foloseau mașina pentru a merge la serviciu. Cea mai mare scădere a fost înregistrată în rândul celor care folosesc trenul și metroul, scăzând de la 22,6% în 2011 la 9,6% în 2021. În ceea ce privește calificările, 46,7% dintre locuitorii Londrei aveau calificări de nivel 4 sau mai înalte, predominant diplome universitare, iar 16,2% nu aveau nicio calificare.

### Structura de vârstă și vârsta medie
Vârsta medie a Londrei este una dintre cele mai tinere din regiunile Marii Britanii. În 2018, s-a înregistrat că vârsta medie a locuitorilor Londrei era de 36,5 ani, mai mică decât media Marii Britanii, care era de 40,3 ani.
Copiii sub 14 ani reprezentau 20,6% din populația Londrei Exterioare în 2018 și 18% în Londra Interioară. Grupul de vârstă 15–24 de ani era de 11,1% în Londra Exterioară și 10,2% în Londra Interioară, cei cu vârste între 25–44 ani reprezentau 30,6% în Londra Exterioară și 39,7% în Londra Interioară, iar persoanele cu vârste între 45–64 ani reprezentau 24% și, respectiv, 20,7% în Londra Exterioară și Londra Interioară. Persoanele de 65 de ani și peste constituiau 13,6% din Londra Exterioară, dar doar 9,3% din Londra Interioară.

### Țara de origine a locuitorilor

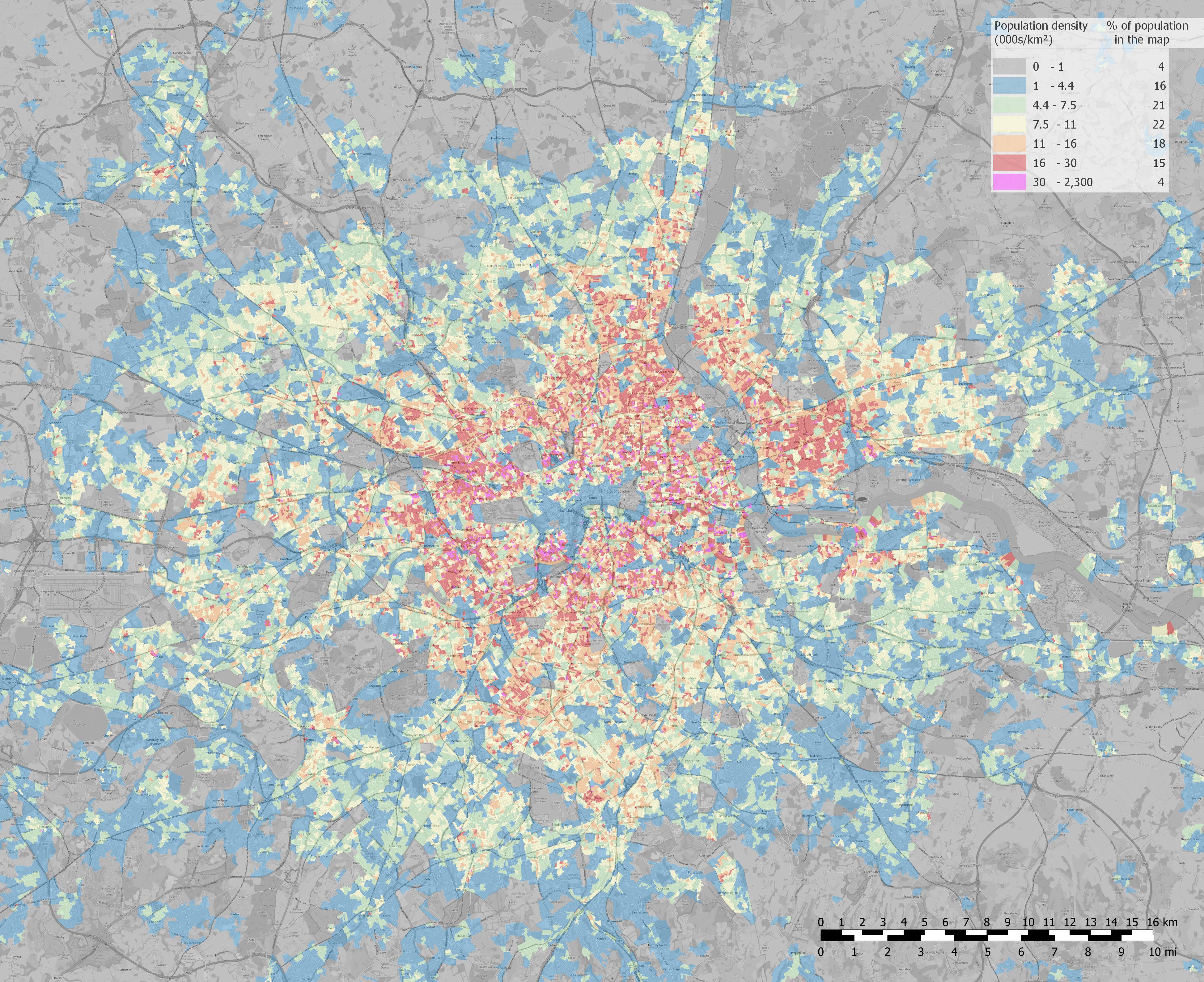
Harta densității populației

Recensământul din 2021 a înregistrat că 3.575.739 de persoane, adică 40,6% din populația Londrei, erau născute în străinătate, făcând din Londra unul dintre orașele cu cea mai mare populație de imigranți, în termeni absoluți. Acest număr a crescut cu aproximativ 3 milioane față de 1971, când populația născută în străinătate era de 668.373.
13% din populația totală era născută în Asia (32,1% din totalul populației născute în străinătate), 7,1% erau născuți în Africa(17,5%), 15,5% erau născuți în alte țări europene (38,2%) și 4,2% erau născuți în America și Caraibe(10,3%). Cele mai mari 5 țări de origine erau, în ordine: India, România, Polonia, Bangladesh și Pakistan.
Aproximativ 56,8% dintre copiii născuți în Londra în 2021 aveau o mamă născută în străinătate. Această tendință a crescut în ultimele două decenii, când, în 2001, mamele născute în străinătate reprezentau 43,3% din nașteri în Londra, atingând majoritatea în mijlocul anilor 2000, cu 52,5% în 2006.
O mare parte din populația născută în străinătate, prezentă la recensământul din 2021, sosise relativ recent. Din totalul populației, cei care au sosit între anii 2011 și 2021 reprezentau 16,6% din Londra. Cei care au sosit între 2001 și 2010 constituiau 10,4%, între 1991 și 2001, 5,7%, iar cei sosiți înainte de 1990, 7,3%.

### Grupuri Etnice
Structura rasială, conform recensământului din 2011
     Britanici Albi (44,89%)
     Alți Albi (14,9%)
     Asiatici (18,49%)
     Negri (13,31%)
     Micști / 2 sau mai multe rase (4,96%)
     Arabi (1,3%)
     Alții (2,14%)
Conform Oficiului Național de Statistică, pe baza recensământului din 2021, 53,8% dintre cei 8.173.941 de locuitori ai Londrei erau albi, dintre care 36,8% erau albi britanici, 1,8% erau albi irlandezi, 0,1% țigani/călători irlandezi, 0,4% romi și 14,7% erau clasificați ca "alți albi".
Între timp, 22,2% dintre londonezi erau de origine asiatică sau mixtă-asiatică, dintre care 20,8% aveau descendență complet asiatică și 1,4% erau de moștenire mixtă-asiatică. Indienii reprezentau 7,5% din populație, urmați de bangladezi și pakistanezi, cu 3,7% și, respectiv, 3,3%. Chinezii constituiau 1,7%, iar arabii 1,6%. Un alt 4,6% erau clasificați ca „alți asiatici”.
15,9% din populația Londrei era de origine neagră sau mixtă-neagră. 13,5% erau de origine neagră completă, iar 2,4% aveau moștenire mixtă-neagră. Africanii negri reprezentau 7,9% din populația Londrei, 3,9% se identificau ca fiind din Caraibe și 1,7% ca „alte persoane de culoare neagră”. 5,7% erau de rasă mixtă.
Această structură etnică s-a schimbat considerabil din anii 1960. Estimările pentru anul 1961 plasau totalul populației etnice minoritare non-albe la 179.109 persoane, adică 2,3% din populația de atunci, crescând de atunci la 1.346.119 și un procent de 20,2% în anul 1991 și la 4.068.553 și un procent de 46,2% în anul 2021. Dintre cei de origine britanică albă, estimările pentru anul 1971 plasau populația la 6.500.000, adică 87% din populația totală, scăzând ulterior la 3.239.281 și 36,8% în 2021.
În anul 2021, majoritatea elevilor din școlile londoneze proveneau din medii etnice minoritare. 23,9% erau albi britanici, 14% alți albi, 23,2% asiatici, 17,9% negri, 11,3% mixti, 6,3% altă etnie și 2,3% neclasificați. În total, la recensământul din 2021, din populația londoneză de 1.695.741 cu vârste între 0 și 15 ani, 42% erau albi în total, împărțindu-se în 30,9% albi britanici, 0,5% irlandezi, 10,6% alți albi, 23% asiatici, 16,4% negri, 12% mixti și 6,6% dintr-un alt grup etnic.

### Limbi
În luna ianuarie a anului 2005, un sondaj privind diversitatea etnică și religioasă din Londra a arătat că se vorbeau mai mult de 300 de limbi în Londra și că peste 50 de comunități non-indigene aveau populații de peste 10.000 de persoane. La recensământul din 2021, 78,4% dintre londonezi vorbeau engleza ca limbă maternă. Cele mai mari 5 limbi vorbite, în afară de engleză, erau Româna, Spaniola, Poloneza, Bengaleza și Portugheza.

### Religie
Religia în Londra (2021)
     Creștin (40,66%)
     Fără religie (27,05%)
     Islam (14,99%)
     Hinduism (5,15%)
     Iudaism (1,65%)
     Sikhism (1,64%)
     Budism (0,99%)
     Alte religii (0,88%)
     Religia nu este declarată (7%)
Conform Recensământului din 2021, cele mai mari grupuri religioase erau creștinii (40,66%), urmați de cei fără religie (20,7%), musulmanii (15%), persoanele care nu au răspuns (8,5%), hindușii (5,15%), evreii (1,65%), sikhii (1,64%), budiștii (1,0%) și alte religii (0,8%).
Londra a fost tradițional un oraș creștin și are un număr mare de biserici, în special în City of London. Celebrele Catedrale St. Paul din City și Southwark Cathedral, la sud de râu, sunt centre administrative anglicane, în timp ce Arhiepiscopul de Canterbury, episcopul principal al Bisericii Angliei și al Comuniunii Anglicane mondiale, are reședința principală la Lambeth Palace, în Borough-ul Lambeth din Londra.
Ceremoniile naționale și regale importante sunt împărțite între Catedrala St Paul și Westminster Abbey. Westminster Abbey nu trebuie confundată cu Catedrala Westminster, cea mai mare catedrală romano-catolică din Anglia și Țara Galilor. Deși există multe biserici anglicane, participarea la slujbe în această denominație este redusă. Conform statisticilor Bisericii Angliei, participarea continuă un declin lent și constant.
Printre moscheile notabile se numără East London Mosque din Tower Hamlets, care are permisiunea de a da chemarea islamică la rugăciune prin difuzoare, London Central Mosque de la marginea Regent's Park și Baitul Futuh, moscheea Comunității Ahmadiyya. După boom-ul petrolier, tot mai mulți musulmani arabi bogați din Orientul Mijlociu s-au stabilit în zonele Mayfair, Kensington și Knightsbridge din vestul Londrei. Comunități mari de musulmani bengalezi se găsesc în cartierele estice Tower Hamlets și Newham.
Comunități mari de hinduși se află în cartierele nord-vestice Harrow și Brent, acesta din urmă găzduind ceea ce a fost până în 2006 cel mai mare templu hindus din Europa, Neasden Temple. Londra găzduiește 44 de temple hinduse, inclusiv BAPS Shri Swaminarayan Mandir London. Există comunități sikh în estul și vestul Londrei, în special în Southall, care are una dintre cele mai mari populații sikh și cel mai mare templu sikh din afara Indiei.
Majoritatea evreilor britanici trăiesc în Londra, cu comunități evreiești notabile în Stamford Hill, Stanmore, Golders Green, Finchley, Hampstead, Hendon și Edgware, toate în nordul Londrei. Sinagoga Bevis Marks din City of London este afiliată comunității evreiești sefarde istorice din Londra. Este singura sinagogă din Europa care a ținut slujbe regulate continuu timp de peste 300 de ani. Sinagoga Stanmore and Canons Park are cel mai mare număr de membri dintre toate sinagogile ortodoxe din Europa. Forumul Evreiesc din Londra a fost înființat în 2006 ca răspuns la importanța crescândă a Guvernului londonez devoluat.

### Accent

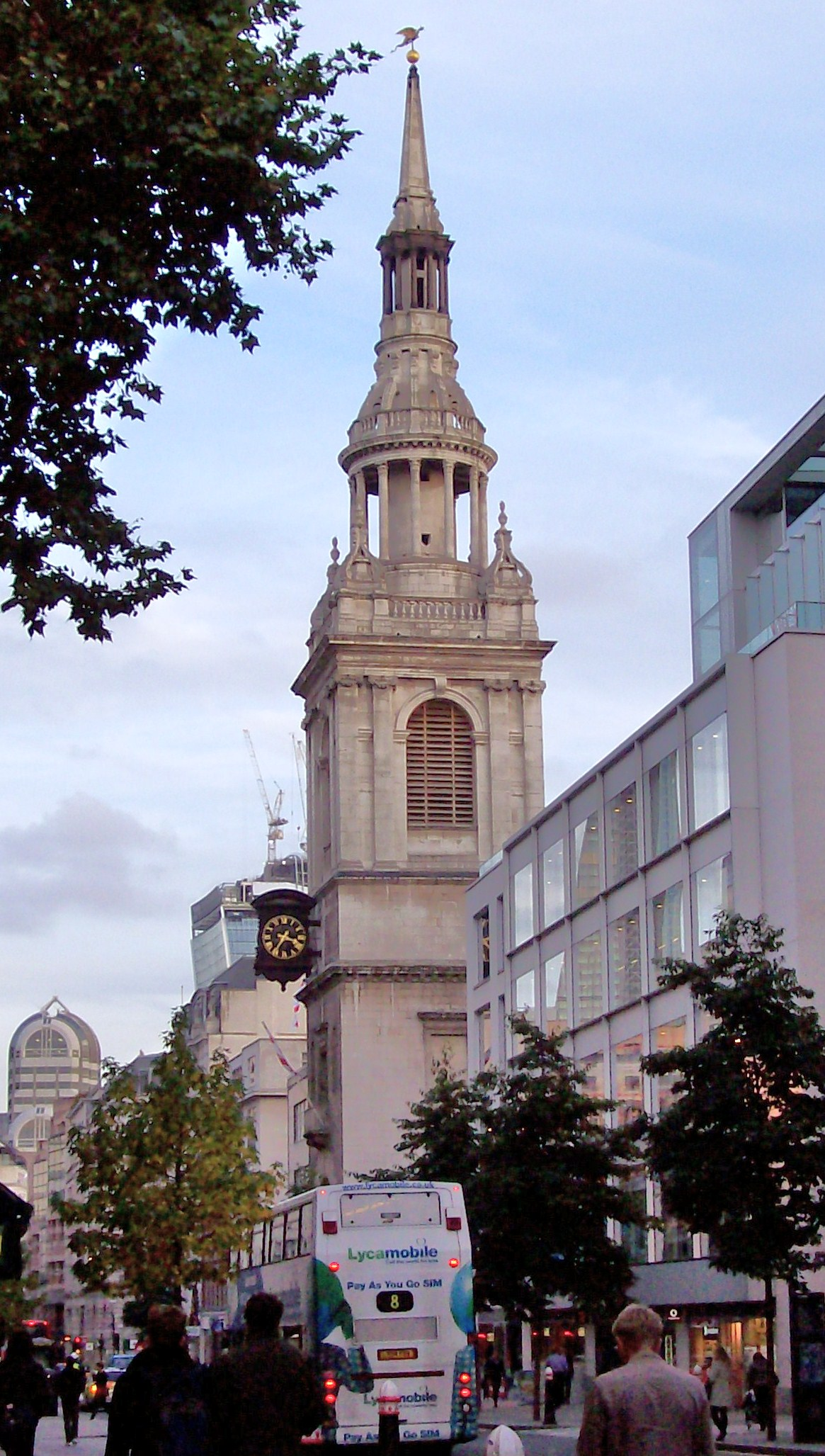
În mod tradițional, oricine s-a născut în raza de auz a clopotelor bisericii St Mary-le-Bow era considerat un Cockney.

Accentul Cockney este auzit în toată Londra, fiind vorbit în principal de londonezi din clasa muncitoare și clasa de mijloc inferioară. Este asociat în special cu East End și estul mai larg al Londrei, avându-și originea acolo în secolul al XVIII-lea, deși s-a sugerat că stilul de vorbire Cockney este mult mai vechi. Unele trăsături ale accentului Cockney includ Th-fronting (pronunțarea sunetului "th" ca "f"), "th" în interiorul unui cuvânt fiind pronunțat cu "v", omiterea sunetului "h" și, ca în majoritatea accentelor englezești, un accent Cockney nu pronunță "r" după o vocală. John Camden Hotten, în "Slang Dictionary" din 1859, face referire la "folosirea unui limbaj argotic special" de către Cockney (Cockney rhyming slang) când descrie costermongers (vânzătorii ambulanți) din East End. De la începutul secolului XXI, forma extremă a dialectului Cockney este mai puțin comună în anumite părți din East End, iar zonele moderne unde este încă răspândit includ alte părți din Londra și suburbii din comitatele învecinate. Acest lucru este vizibil în special în zone precum Romford (în London Borough of Havering) și Southend (în Essex), care au primit un număr semnificativ de locuitori mai în vârstă din East End în ultimele decenii.
Estuary English este un accent intermediar între Cockney și Received Pronunciation (RP). Este vorbit pe scară largă de oameni din toate clasele sociale.
Multicultural London English (MLE) este un multi-etnolect din ce în ce mai comun în zonele multiculturale, în special în rândul tinerilor din clasa muncitoare cu diverse origini. Este o fuziune a unei game de accente etnice, în special afro-caribiene și sud-asiatice, cu o influență semnificativă Cockney.
Received Pronunciation (RP) este accentul considerat tradițional ca standard pentru limba engleză britanică. Nu are o corelație geografică specifică, deși este definit în mod tradițional ca fiind vorbirea standard folosită în Londra și sud-estul Angliei. Este vorbit în principal de londonezi din clasa superioară și clasa de mijloc superioară.

## Economie

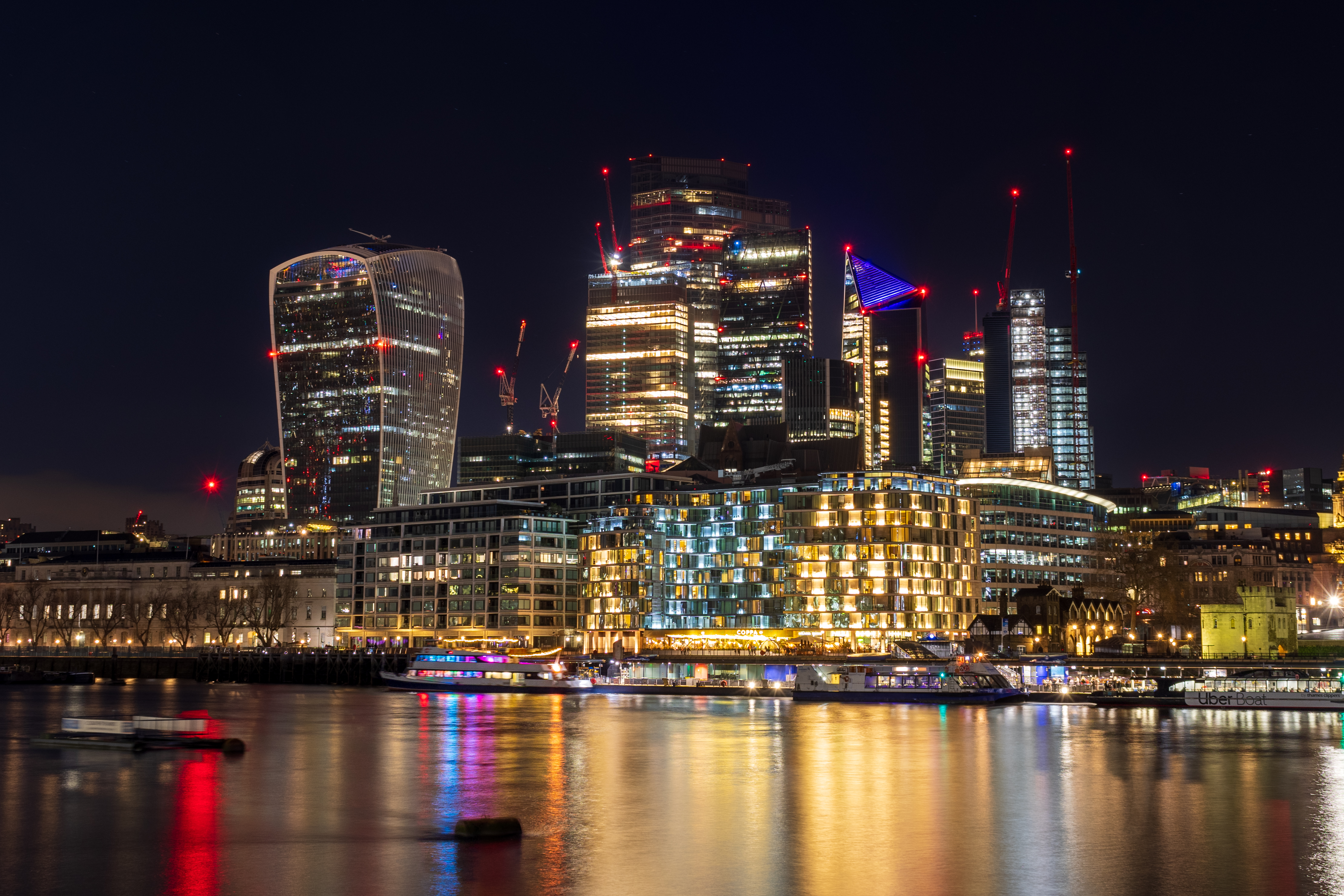
City of London, unul dintre cele mai mari centre financiare din lume

Produsul regional brut al Londrei în 2019 a fost de 503 miliarde de lire sterline, reprezentând aproximativ un sfert din PIB-ul Regatului Unit. Londra are cinci districte comerciale majore: City, Westminster, Canary Wharf, Camden & Islington, și Lambeth & Southwark. Un mod de a înțelege importanța lor relativă este să ne uităm la cantitățile relative de spații de birouri: Londra Mare avea 27 milioane m² de spațiu de birouri în 2001, iar City deținea cel mai mare spațiu, cu 8 milioane m² de spațiu de birouri. Londra are unele dintre cele mai ridicate prețuri imobiliare din lume.

### City of London

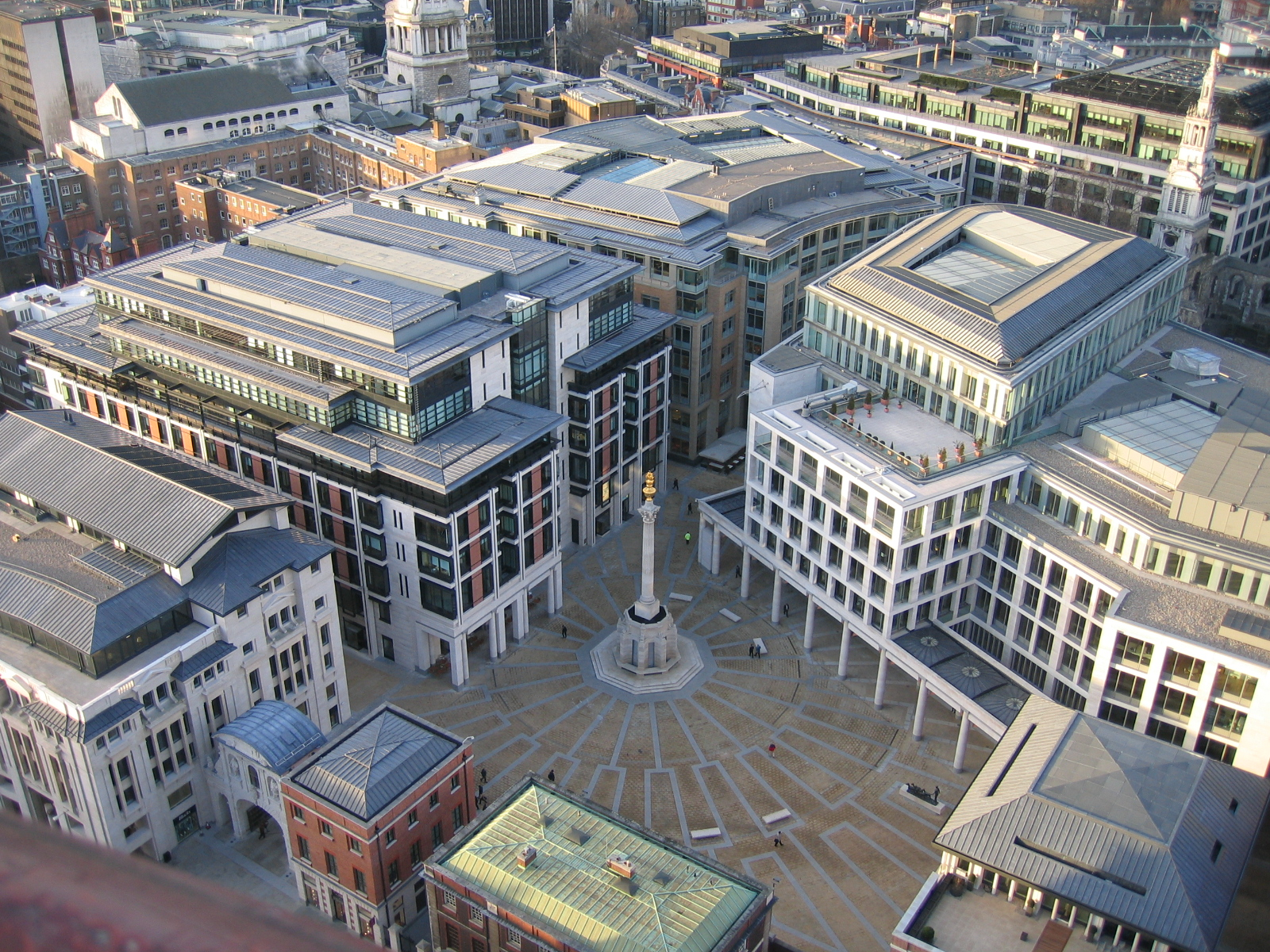
Bursa de Valori din Londra.

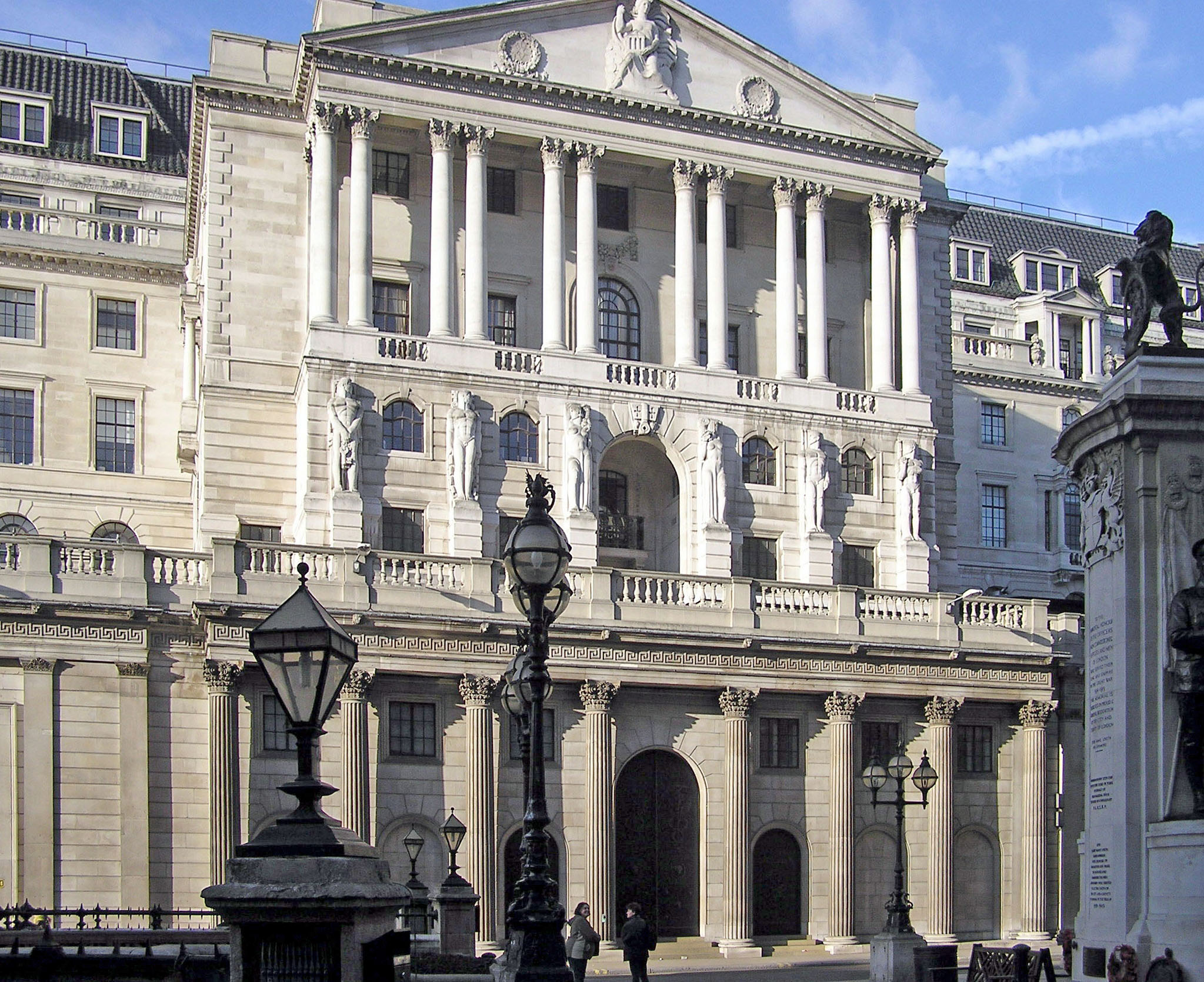
Banca Angliei, înființată în 1694, este modelul pe care se bazează majoritatea băncilor centrale moderne.

Industria financiară a Londrei este concentrată în City of London și Canary Wharf, cele două mari districte de afaceri. Londra a devenit un centru financiar major la scurt timp după 1795, când Republica Olandeză s-a prăbușit în fața armatelor napoleoniene. Acest lucru a determinat mulți bancheri stabiliți în Amsterdam (de exemplu, Hope, Baring) să se mute la Londra. De asemenea, sistemul centrat pe piață din Londra (spre deosebire de cel centrat pe bănci din Amsterdam) a devenit mai dominant în secolul al XVIII-lea. Elita financiară londoneză a fost consolidată de o puternică comunitate evreiască din întreaga Europă, capabilă să stăpânească cele mai sofisticate instrumente financiare ale vremii. Această putere economică a orașului a fost atribuită diversității sale.
Până la mijlocul secolului al XIX-lea, Londra era centrul financiar principal, iar la sfârșitul secolului, peste jumătate din comerțul mondial era finanțat în moneda britanică. În 2023, Londra ocupă locul al doilea în clasamentul mondial al Indexului Global al Centrelor Financiare (GFCI) și ocupa același loc în Indexul Global al Orașelor din 2018 realizat de A.T. Kearney.
Cea mai mare industrie a Londrei este finanțele, iar exporturile sale financiare contribuie semnificativ la balanța de plăți a Regatului Unit. În ciuda unei ieșiri masive de listări bursiere de pe Bursa din Londra post-Brexit, Londra rămâne unul dintre cele mai puternice orașe economice din Europa și continuă să fie unul dintre principalele centre financiare din lume. Este cel mai mare centru de tranzacționare valutară din lume, reprezentând aproximativ 37% din volumul zilnic mediu de 5,1 trilioane de dolari, conform BIS. Peste 85% (3,2 milioane) din populația activă a Londrei Mari lucrează în industriile de servicii. Datorită rolului său global important, economia Londrei a fost afectată de criza financiară din 2007–2008. Cu toate acestea, până în 2010 orașul s-a recuperat, a introdus noi reglementări și și-a recâștigat poziția economică dominantă.
Alături de sediile profesionale, City of London găzduiește Banca Angliei, Bursa din Londra și piața de asigurări Lloyd's of London. Fondată în 1690, Barclays, a cărei filială din Enfield, nordul Londrei, a instalat primul bancomat în 1967, este una dintre cele mai vechi bănci în funcțiune continuă.
Peste jumătate dintre primele 100 de companii listate din Marea Britanie (FTSE 100) și peste 100 dintre cele mai mari 500 de companii europene au sediul central în centrul Londrei. Peste 70% din FTSE 100 se află în zona metropolitană a Londrei, iar 75% dintre companiile Fortune 500 au birouri în Londra. Într-un raport din 1992 comandat de Bursa din Londra, Sir Adrian Cadbury, președintele companiei sale familiale de dulciuri Cadbury, a elaborat Raportul Cadbury, un cod de bune practici care a servit drept bază pentru reformarea guvernanței corporative la nivel global.

### Media și tehnologie

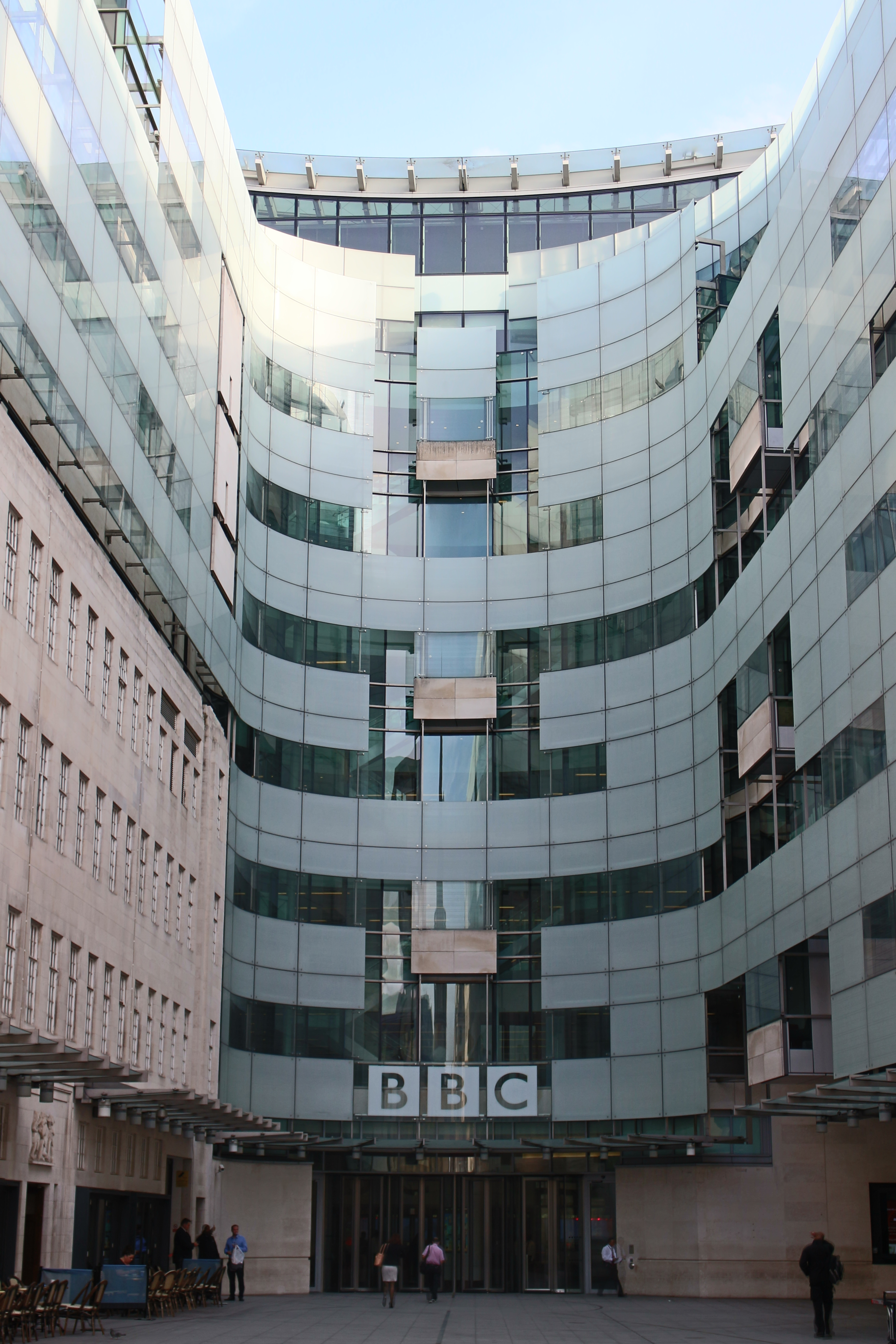
Broadcasting House, sediul BBC

Companiile de media sunt concentrate în Londra, iar industria de distribuție media este al doilea cel mai competitiv sector al orașului. BBC, cel mai vechi radiodifuzor național din lume, este un angajator important, în timp ce alți radiodifuzori, inclusiv ITV, Channel 4, Channel 5 și Sky, au, de asemenea, sedii în jurul orașului. Multe ziare naționale, inclusiv *The Times*, fondat în 1785, sunt redactate în Londra; termenul *Fleet Street* (unde majoritatea ziarelor naționale își desfășurau activitatea) rămâne un metonim pentru presa națională britanică. Compania de comunicații WPP este cea mai mare agenție de publicitate din lume.
Un număr mare de companii din domeniul tehnologiei sunt bazate în Londra, în special în East London Tech City, cunoscut și sub numele de *Silicon Roundabout*. În 2014, orașul a fost printre primele care a primit un geoTLD. În februarie 2014, Londra a fost clasată drept Orașul European al Viitorului în lista din 2014/15 realizată de fDi Intelligence. Un muzeu în Bletchley Park, unde Alan Turing a lucrat în timpul celui de-Al Doilea Război Mondial, se află în Bletchley, la 64 km nord de centrul Londrei, la fel ca și Muzeul Național al Informaticii.
Rețelele de distribuție de gaze și energie electrică, care gestionează și operează turnurile, cablurile și sistemele de presiune ce furnizează energie consumatorilor din întreg orașul, sunt administrate de *National Grid plc*, *SGN* și *UK Power Networks*.

### Turism

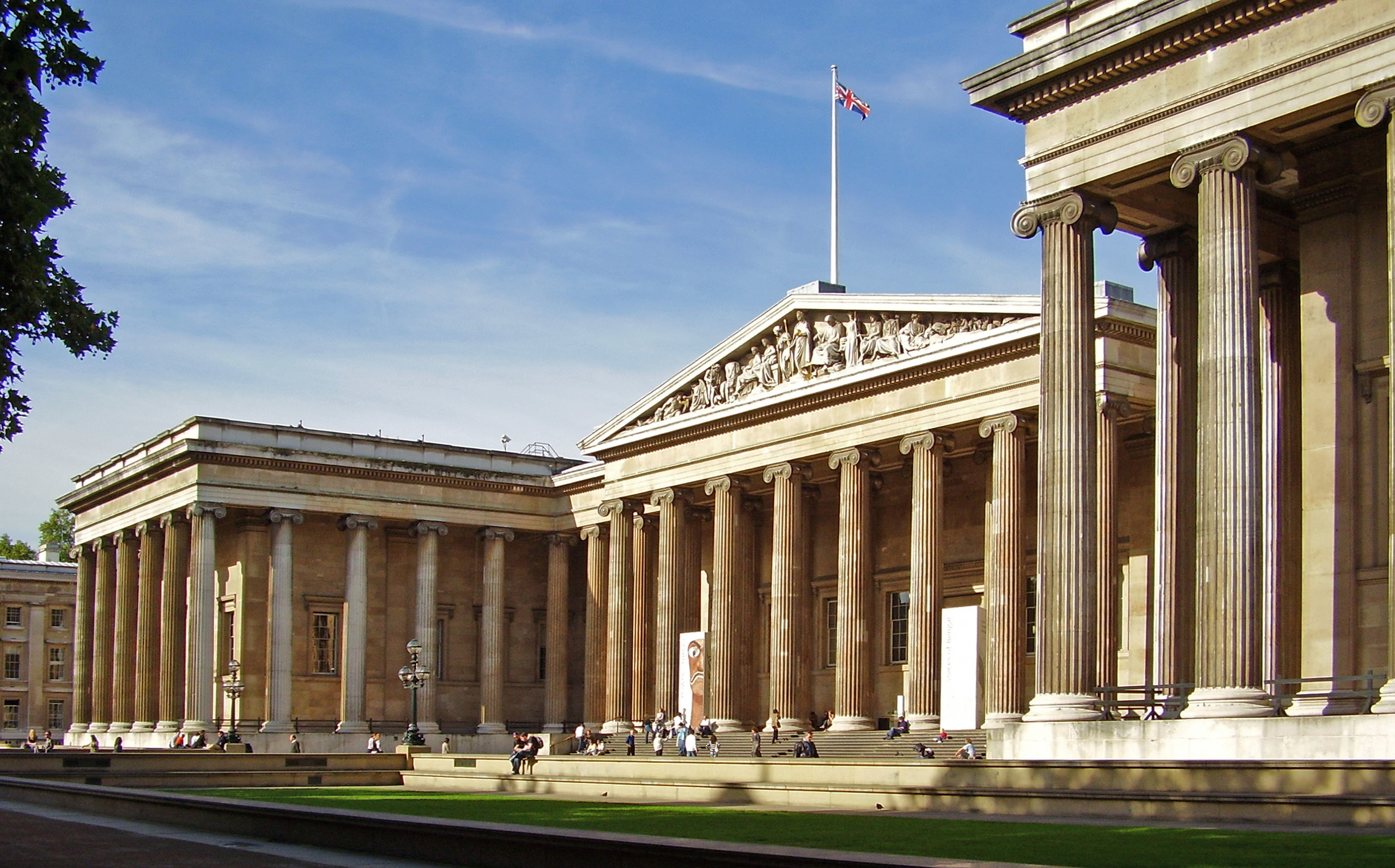
Muzeul Britanic

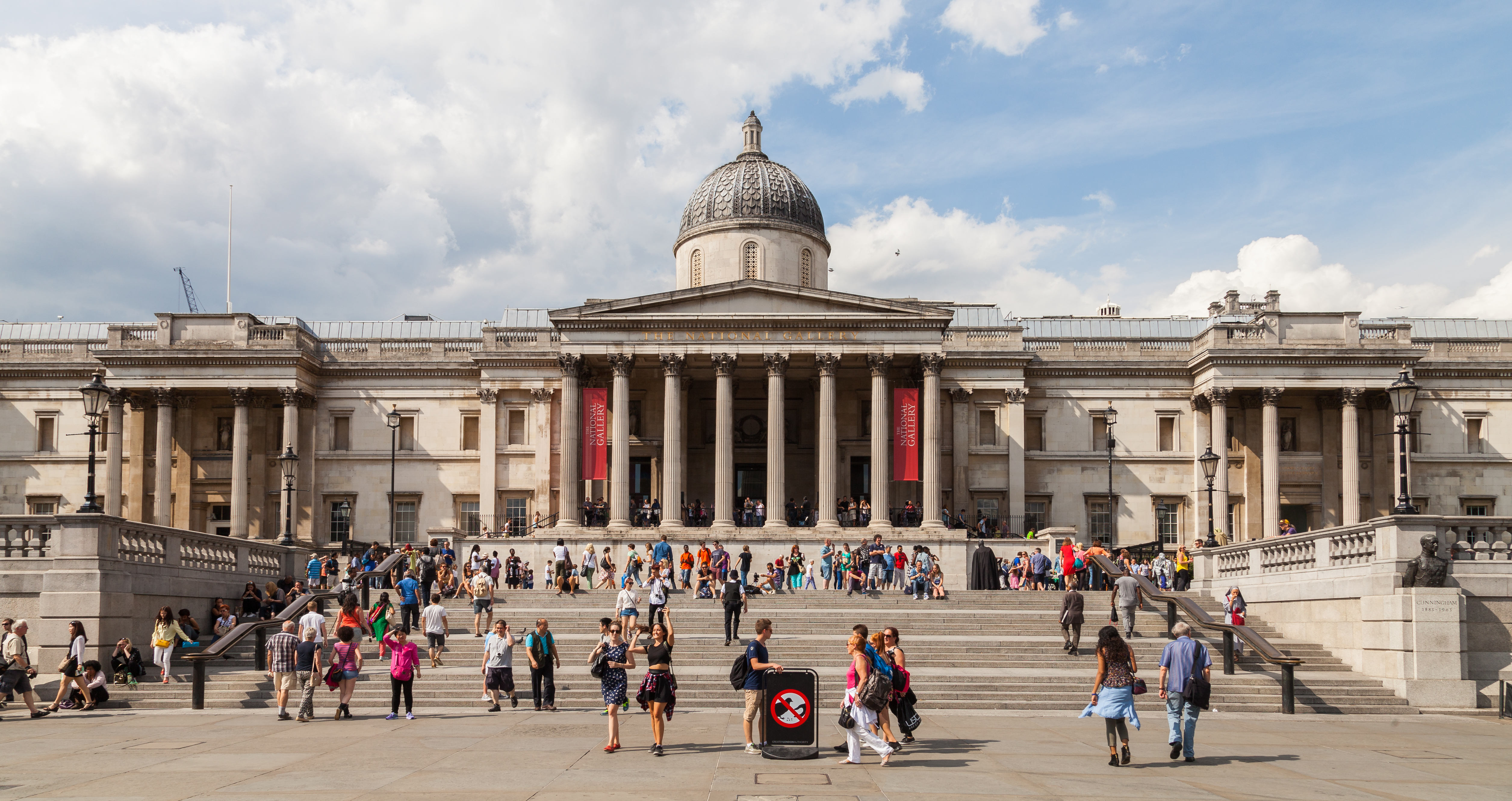
Galeria Națională

Londra este una dintre principalele destinații turistice din lume. Este, de asemenea, orașul de top din lume în ceea ce privește cheltuielile transfrontaliere ale vizitatorilor, estimate la 20,23 miliarde USD în 2015. Turismul este una dintre principalele industrii ale Londrei, angajând 700.000 de lucrători cu normă întreagă în 2016 și contribuind cu 36 de miliarde de lire sterline pe an la economie. Orașul reprezintă 54% din toate cheltuielile vizitatorilor străini în Marea Britanie.
În 2015, primele zece atracții turistice cele mai vizitate din Marea Britanie au fost toate în Londra (cu numărul de vizitatori per locație):
1. British Museum: 6.820.686
2. National Gallery: 5.908.254
3. Muzeul de Istorie Naturală din Londra (South Kensington): 5.284.023
4. Southbank Centre: 5.102.883
5. Tate Modern: 4.712.581
6. Victoria and Albert Museum (South Kensington): 3.432.325
7. Science Museum: 3.356.212
8. Somerset House: 3.235.104
9. Tower of London: 2.785.249
10. National Portrait Gallery: 2.145.486

Numărul de camere de hotel din Londra în 2023 era de 155.700 și se estimează că va crește la 183.600 de camere, cel mai mare număr din orice oraș, în afara Chinei. Hotelurile de lux din Londra includ Savoy (deschis în 1889), Claridge's (deschis în 1812 și reconstruit în 1898), Ritz (deschis în 1906) și Dorchester (deschis în 1931), în timp ce lanțurile de hoteluri bugetare includ Premier Inn și Travelodge.

## Transport
Transportul este unul dintre cele patru domenii principale de politică administrate de primarul Londrei, însă controlul financiar al primarului nu se extinde la rețeaua feroviară de lungă distanță care intră în Londra. În anul 2007, primarul Londrei a preluat responsabilitatea pentru unele linii locale, care formează acum rețeaua London Overground, adăugându-se responsabilităților existente pentru metroul londonez, tramvaie și autobuze. Rețeaua de transport public este administrată de Transport for London (TfL).
Liniile care au format metroul londonez, împreună cu tramvaiele și autobuzele, au devenit parte a unui sistem de transport integrat în 1933, când a fost creată London Passenger Transport Board sau London Transport. Transport for London este acum corporația statutară responsabilă pentru majoritatea aspectelor sistemului de transport din Greater London și este condusă de un consiliu și un comisar numiți de primarul Londrei.

### Aviație

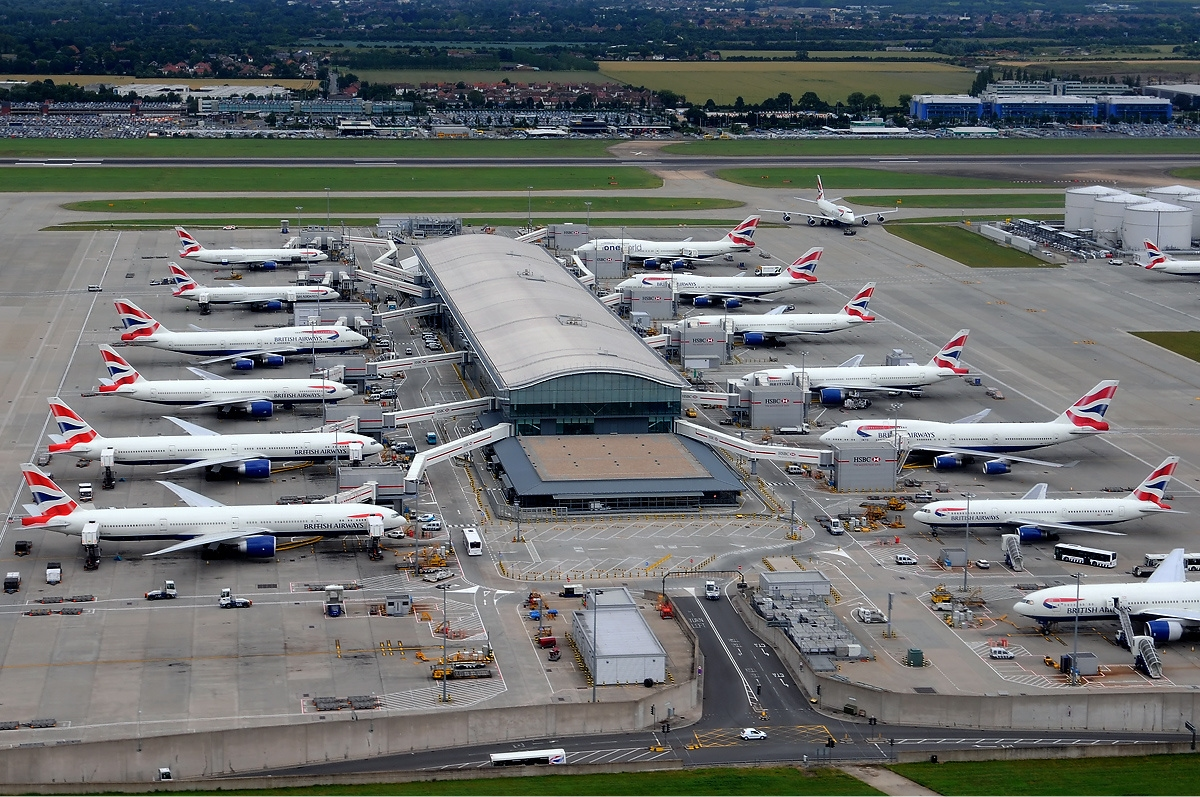
Aeroportul Heathrow este cel mai aglomerat aeroport din Europa, precum și al doilea cel mai aglomerat din lume în ceea ce privește traficul internațional de pasageri.

Londra este un important nod internațional de transport aerian, având cel mai aglomerat spațiu aerian urban din lume. Opt aeroporturi folosesc cuvântul „Londra” în denumirea lor, dar cea mai mare parte a traficului trece prin șase dintre acestea. De asemenea, diverse alte aeroporturi deservesc Londra, fiind destinate în principal zborurilor de aviație generală.
- Aeroportul Heathrow, din Hillingdon (burg), vestul Londrei, a fost mulți ani cel mai aglomerat aeroport din lume pentru traficul internațional și este principalul hub al companiei aeriene naționale, British Airways. În martie 2008, a fost deschis cel de-al cincilea terminal al său.[193]
- Aeroportul Gatwick, la sud de Londra, în West Sussex, deservește mai multe destinații decât orice alt aeroport din Marea Britanie și este baza principală a Easyjet, cea mai mare companie aeriană din Marea Britanie după numărul de pasageri.[194]
- Aeroportul London Stansted, la nord-est de Londra, în Essex, are zboruri către cel mai mare număr de destinații europene dintre toate aeroporturile din Marea Britanie și este baza principală a Ryanair, cea mai mare companie aeriană internațională din lume după numărul de pasageri internaționali.[195]
- Aeroportul Luton, la nord de Londra, în Bedfordshire, este utilizat de mai multe companii aeriene low-cost (în special easyJet și Wizz Air) pentru zboruri pe distanțe scurte.[196]
- Aeroportul Londra City, cel mai central aeroport și cel cu cea mai scurtă pistă, situat în Newham, estul Londrei, este orientat către călătorii de afaceri, oferind o combinație de zboruri regulate pe distanțe scurte și un trafic considerabil de avioane de afaceri.[197]
- Aeroportul London Southend, la est de Londra, în Essex, este un aeroport regional mai mic, care deservește zboruri pe distanțe scurte pentru un număr limitat, dar în creștere, de companii aeriene. În 2017, pasagerii internaționali au reprezentat peste 95% din totalul la Southend, cea mai mare proporție dintre toate aeroporturile din Londra.[194][198]

| Aeroport                   | Cod IATA | Distanță centrul Londrei | Pasageri              | Cargo (tone)        | Număr aterizări/decolări |
| Aeroportul Londra City     | LCY      | 11 km/7 mi               | 4,5 milioane (2017)   | -                   | 80.449 (2016)            |
| Aeroportul Londra Heathrow | LHR      | 23 km/14 mi              | 78 milioane(2017)     | 1,5 milioane (2015) | 473.199 (2016)           |
| Aeroportul Londra Gatwick  | LGW      | 48 km / 30 mi            | 45,5 milioane(2017)   | 78.000 (2016)       | 280.089 (2016)           |
| -------------------------- | -------- | ------------------------ | --------------------- | ------------------- | ------------------------ |
| Aeroportul Londra Luton    | LTN      | 46 km / 29 mi            | 15.99 milioane (2017) | 27,905 (2015)       | 114,083 (2015)           |
| Aeroportul Londra Stansted | STN      | 48 km / 30 mi            | 25,9 milioane (2017)  | 202,593 (2015)      | 143,511 (2015)           |
| Aeroportul Londra Southend | SEN      | 68 km/42 mi              | 1,09 milioane (2017)  | 6 (2015)            | 27,715 (2015)            |

### Transport feroviar

#### Metrou și DLR

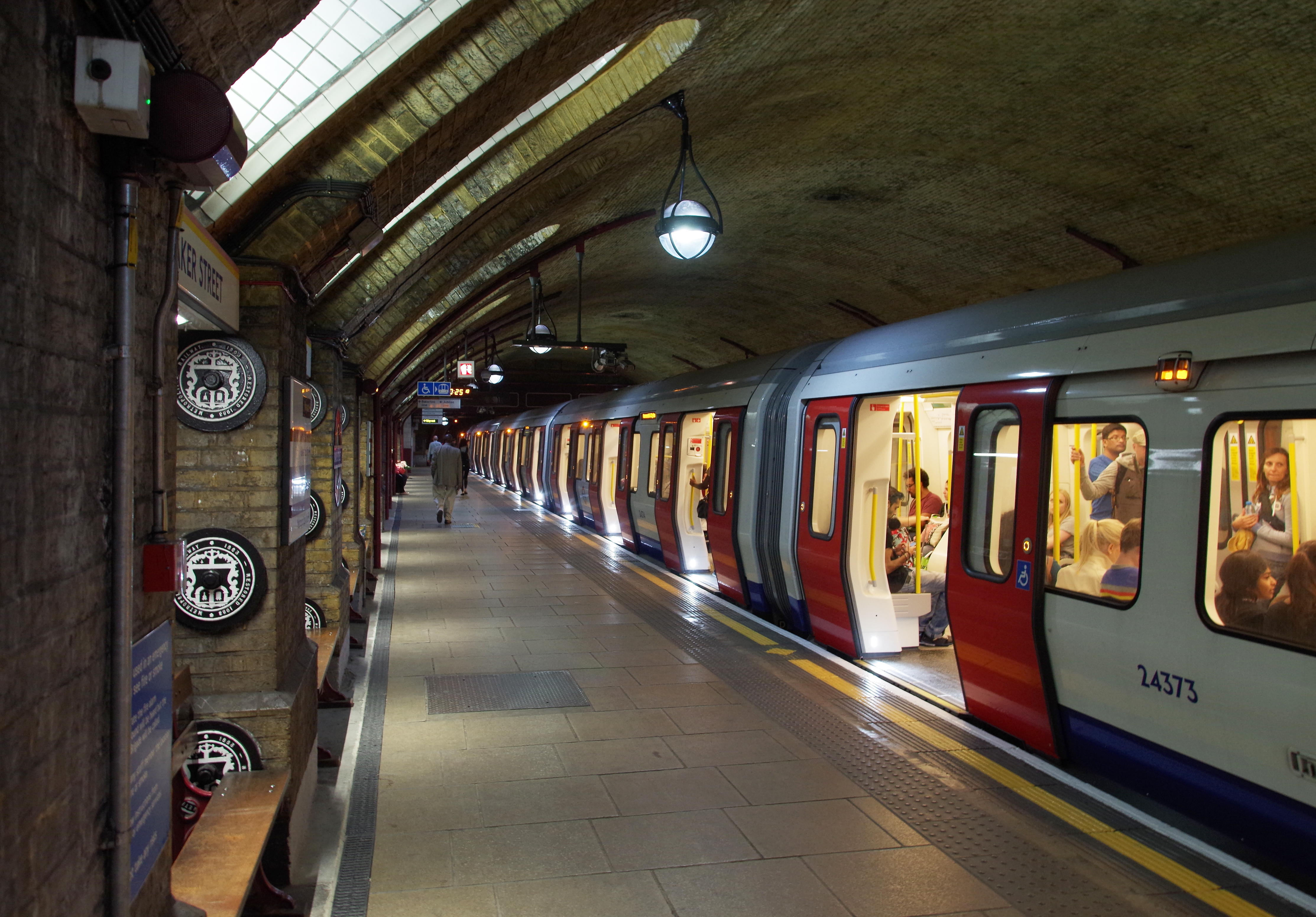
Metroul din Londra, deschis în ianuarie 1863, este cel mai vechi și al treilea cel mai lung sistem de transport rapid din lume.

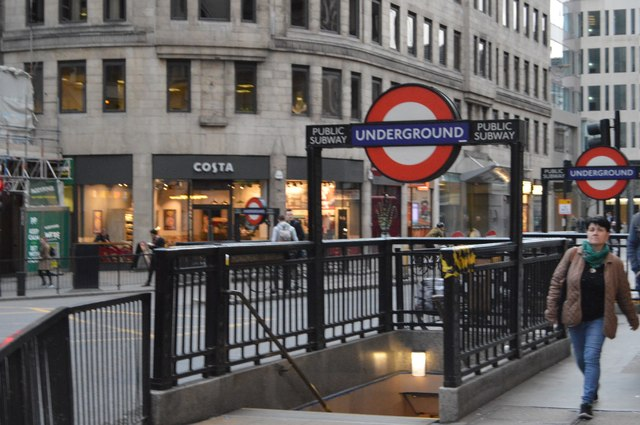
Simbolul rotund al metroului, creat de Edward Johnston și înregistrat ca marcă comercială în 1917.

Inaugurat în 1863, metroul din Londra, cunoscut în mod obișnuit sub numele de „Tube” sau pur și simplu „Underground”, este cel mai vechi și al treilea cel mai lung sistem de metrou din lume. Sistemul deservește 272 de stații și a fost format din mai multe companii private, inclusiv prima linie electrică subterană din lume, City and South London Railway, care a fost deschisă în 1890.
Peste patru milioane de călătorii sunt efectuate în fiecare zi pe rețeaua de metrou, adică peste 1 miliard pe an. Un program de investiții încearcă să reducă aglomerația și să îmbunătățească fiabilitatea, inclusiv 6,5 miliarde de lire sterline (7,7 miliarde de euro) cheltuite înainte de Jocurile Olimpice de Vară din 2012. Docklands Light Railway (DLR), deschis în 1987, este un al doilea sistem de metrou mai local, care utilizează vehicule mai mici și mai ușoare de tip tramvai, care deservesc zonele Docklands, Greenwich și Lewisham.

#### Suburban
Există 368 de stații de cale ferată în zonele Travelcard din Londra, pe o rețea suburbană extinsă de cale ferată de suprafață. Sudul Londrei, în special, are o concentrație mare de linii feroviare, deoarece are mai puține linii de metrou. Majoritatea liniilor feroviare se termină în apropierea centrului Londrei, ajungând în cele optsprezece stații terminale, cu excepția trenurilor Thameslink, care leagă Bedford în nord de Brighton în sud, trecând prin aeroporturile Luton și Gatwick. Londra are cea mai aglomerată stație din Marea Britanie după numărul de pasageri – Waterloo, cu peste 184 de milioane de oameni folosind complexul de stații (care include stația Waterloo East) în fiecare an. Clapham Junction este unul dintre cele mai aglomerate noduri feroviare din Europa.
Având în vedere necesitatea unei capacități feroviare mai mari, linia Elizabeth (cunoscută și sub numele de Crossrail) a fost deschisă în mai 2022. Este o nouă linie de cale ferată care traversează Londra de la est la vest și se extinde până în comitatele învecinate, cu o ramură către Aeroportul Heathrow. A fost cel mai mare proiect de construcție din Europa, cu un cost estimat la 15 miliarde de lire sterline.

#### Transport între oraș și internațional

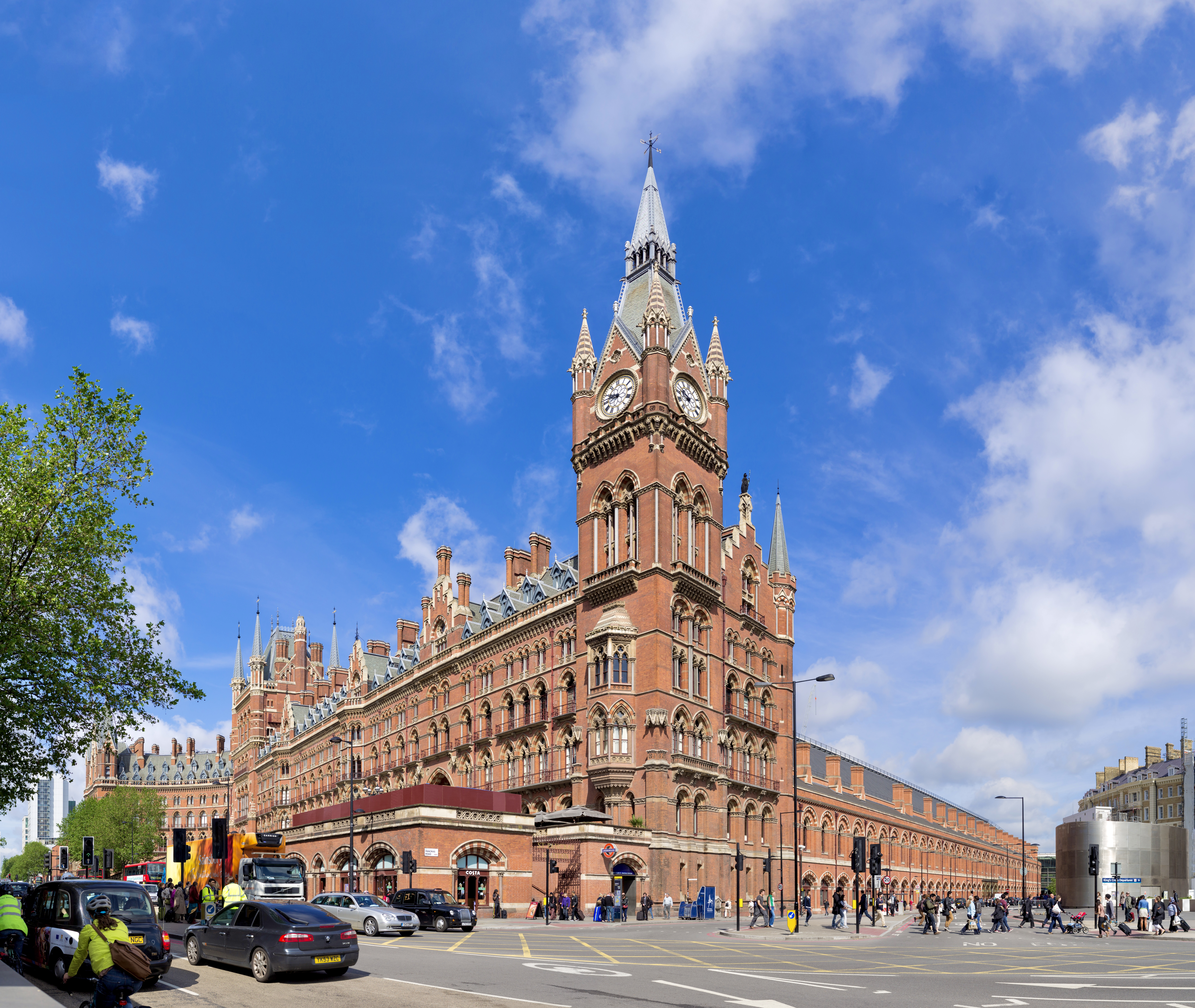
St Pancras International este terminalul principal pentru trenurile de mare viteză Eurostar și High Speed 1, precum și pentru serviciile de navetă suburbană Thameslink și trenurile inter-city ale East Midlands Railway.

Londra este centrul rețelei feroviare naționale, cu 70% din călătoriile cu trenul începând sau terminându-se în Londra. Gările Kings Cross și Euston, ambele din Londra, sunt punctele de plecare ale principalelor linii feroviare din Marea Britanie: East Coast Main Line și West Coast Main Line. La fel ca serviciile de trenuri suburbane, trenurile regionale și interurbane pleacă din mai multe terminale din centrul orașului, conectând direct Londra cu majoritatea orașelor și localităților importante din Marea Britanie.
Flying Scotsman este un serviciu expres de tren de pasageri care operează între Londra și Edinburghdin 1862; celebra locomotivă cu abur care poartă același nume, Flying Scotsman, a fost prima locomotivă care a atins oficial viteza de 100 mile pe oră (161 km/h) în 1934.
Unele servicii internaționale de tren către Europa continentală au fost operate în secolul 20 ca trenuri-navă. Deschiderea Tunelului Canalului Mânecii în 1994 a conectat Londra direct la rețeaua feroviară continentală, permițând începerea serviciilor Eurostar. Din 2007, trenurile de mare viteză leagă St. Pancras International de Lille, Calais, Paris, Disneyland Paris, Bruxelles, Amsterdam și alte destinații turistice europene prin linia feroviară High Speed 1 și Tunelul Canalului Mânecii. Primele trenuri domestice de mare viteză au început în iunie 2009, conectând Kent cu Londra. Există planuri pentru o a doua linie de mare viteză care să lege Londra de Midlands, nord-vestul Angliei și Yorkshire.

### Autobuze, autocare și tramvaie
Rețeaua de autobuze din Londra funcționează 24 de ore pe zi, cu aproximativ 9.300 de vehicule, peste 675 de rute de autobuz și aproximativ 19.000 de stații de autobuz. În 2019, rețeaua a înregistrat peste 2 miliarde de călătorii pe an. Din 2010, veniturile anuale au fost în medie de 1,2 miliarde de lire sterline. Londra are una dintre cele mai mari rețele accesibile pentru scaune cu rotile din lume, iar din al treilea trimestru al anului 2007 a devenit mai accesibilă pentru pasagerii cu deficiențe de auz și vedere, odată cu introducerea anunțurilor audio-vizuale.
Un simbol al Londrei, autobuzul roșu etajat a apărut pentru prima dată în oraș în 1947, cu modelul AEC Regent III RT (predecesorul modelului AEC Routemaster). Centrul principal de autocare din Londra este Victoria Coach Station, deschisă în 1932. Naționalizată în 1970 și apoi achiziționată de London Transport (acum Transport for London), Victoria Coach Station are peste 14 milioane de pasageri pe an și oferă servicii în întreaga Marea Britanie și în Europa continentală.
Londra are o rețea modernă de tramvaie, cunoscută sub numele de Tramlink. Are 39 de stații și patru rute și a transportat 28 de milioane de persoane în 2013. Din iunie 2008, Transport for London deține și operează în totalitate Tramlink.

### Telecabină
Prima și singura telecabină din Londra până în prezent este London Cable Car, care a fost deschisă în iunie 2012. Telecabina traversează Tamisa și leagă Peninsula Greenwich cu Royal Docks din estul orașului. Sistemul este capabil să transporte până la 2.500 de pasageri pe oră în fiecare direcție.

### Ciclism
În zona Greater London, aproximativ 670.000 de persoane folosesc bicicleta în fiecare zi, ceea ce înseamnă că aproximativ 7% din populația totală de aproximativ 8,8 milioane de locuitori folosesc bicicleta într-o zi obișnuită. Ciclismul a devenit o modalitate din ce în ce mai populară de a te deplasa prin Londra. Lansarea unui program de închiriere de biciclete în iulie 2010 a fost un succes și a fost, în general, bine primită.

### Port și bărci fluviale
Portul Londrei, odinioară cel mai mare din lume, este acum doar al doilea ca mărime din Regatul Unit, gestionând 45 de milioane de tone de marfă pe an, începând din 2009. Majoritatea acestei mărfuri trece prin portul Tilbury, situat în afara granițelor Greater London.
Londra are servicii de transport fluvial pe râul Tamisa, cunoscute sub numele de Thames Clippers, care oferă atât servicii pentru navetiști, cât și pentru turiști. De la principalele debarcadere, inclusiv Canary Wharf, London Bridge City, Battersea Power Station și London Eye (Waterloo), pleacă ambarcațiuni la fiecare 20 de minute în timpul orelor de navetă. Feribotul Woolwich, cu 2,5 milioane de pasageri pe an, este un serviciu frecvent care leagă drumurile North Circular și South Circular.

### Străzi
Deși majoritatea călătoriilor în centrul Londrei se fac cu transportul public, deplasările cu mașina sunt frecvente în suburbii. Drumul inelar interior (în jurul centrului orașului), drumurile North și South Circular (în apropierea suburbiilor) și autostrada inelară exterioară (M25, situată în afara zonei construite în majoritatea locurilor) înconjoară orașul și sunt intersectate de mai multe rute radiale aglomerate—dar foarte puține autostrăzi pătrund în centrul Londrei. M25 este a doua cea mai lungă autostradă inelară din Europa, având 117 mile (188 km) lungime. Drumurile A1 și M1 leagă Londra de Leeds, Newcastle și Edinburgh. Compania Austin Motor Company a început să producă taxiuri în 1929, modelele incluzând Austin FX3 din 1948 și Austin FX4 din 1958, iar modelele mai recente TXII și TX4 sunt fabricate de London Taxis International. BBC afirmă: „taxiurile negre omniprezente și autobuzele roșii etajate au povești lungi și încâlcite care sunt adânc înrădăcinate în tradițiile Londrei”. Deși în mod tradițional sunt negre, unele taxiuri sunt vopsite în alte culori sau poartă reclame.
Londra este renumită pentru aglomerația sa; în anul 2009, viteza medie a unei mașini în orele de vârf era de 10,6 mph (17,1 km/h). În anul 2003, a fost introdusă o taxă de congestionare pentru a reduce volumul de trafic în centrul orașului. Cu câteva excepții, șoferii sunt obligați să plătească pentru a conduce într-o zonă definită care cuprinde o mare parte din centrul Londrei. Șoferii care sunt rezidenți ai acestei zone pot achiziționa un abonament redus semnificativ. De-a lungul câtorva ani, numărul mediu de mașini care intră în centrul Londrei într-o zi lucrătoare a scăzut de la 195.000 la 125.000.
Cartierele cu trafic redus (Low Traffic Neighbourhoods - LTN) au fost introduse pe scară largă în Londra, dar în 2023 Departamentul pentru Transport a oprit finanțarea acestora, deși beneficiile au depășit costurile de aproximativ 100 de ori în primii 20 de ani, iar diferența crește în timp.

## Educație

### Învățămantul terțiar
Londra este un important centru global de predare și cercetare în învățământul superior și are cea mai mare concentrație de instituții de învățământ superior din Europa. Potrivit clasamentului QS World University Rankings 2015/16, Londra are cea mai mare concentrație de universități de top din lume, iar populația sa de studenți internaționali, de aproximativ 110.000, este mai mare decât în orice alt oraș din lume. Un raport PricewaterhouseCoopers din 2014 a numit Londra capitala globală a educației superioare.
Mai multe instituții educaționale de renume mondial sunt situate în Londra. În clasamentul QS World University Rankings din 2022, Imperial College London este pe locul 6 în lume, University College London (UCL) pe locul 8, iar King's College London (KCL) pe locul 37. Toate sunt clasate constant la nivel înalt, Imperial College fiind universitatea de top din Regatul Unit în clasamentul Research Excellence Framework din 2021. London School of Economics (LSE) este descrisă ca fiind principala instituție de științe sociale din lume atât pentru predare, cât și pentru cercetare. London Business School este considerată una dintre cele mai bune școli de afaceri din lume, iar în 2015 programul său de MBA a fost clasat al doilea la nivel mondial de către Financial Times. Orașul găzduiește și trei dintre cele mai bune zece școli de arte spectacolului din lume (clasate în QS World University Rankings 2020): Royal College of Music (locul 2 în lume), Royal Academy of Music (locul 4) și Guildhall School of Music and Drama (locul 6).
Cu studenți în Londra și aproximativ 48.000 în cadrul University of London Worldwide, Universitatea federală din Londra este cea mai mare universitate de predare din Marea Britanie. Include cinci universități cu mai multe facultăți – City, King's College London, Queen Mary, Royal Holloway și UCL – și o serie de instituții mai mici și specializate, inclusiv Birkbeck, Courtauld Institute of Art, Goldsmiths, London Business School, London School of Economics and Political Science, London School of Hygiene & Tropical Medicine, Royal Academy of Music, Central School of Speech and Drama, Royal Veterinary College și School of Oriental and African Studies.
Universitățile din Londra care nu fac parte din sistemul University of London includ Brunel University, Imperial College London, Kingston University, London Metropolitan University, University of East London, University of West London, University of Westminster, London South Bank University, Middlesex University și University of the Arts London (cea mai mare universitate de artă, design, modă, comunicare și arte spectacolului din Europa). În plus, există trei universități internaționale – Regent's University London, Richmond, The American International University in London și Schiller International University.
Londra găzduiește cinci școli medicale majore – Barts and The London School of Medicine and Dentistry (parte a Queen Mary),King's College London School of Medicine (cea mai mare școală medicală din Europa), Imperial College School of Medicine, UCL Medical School și St George's, University of London – și are numeroase spitale de predare afiliate. De asemenea, este un important centru de cercetare biomedicală, iar trei dintre cele opt centre academice de științe medicale din Marea Britanie sunt situate în oraș – Imperial College Healthcare, King's Health Partners și UCL Partners (cel mai mare astfel de centru din Europa). În plus, multe companii biomedicale și biotehnologice derivate din aceste instituții de cercetare își au sediul în oraș, cele mai cunoscute fiind în White City. Prima școală de asistență medicală, fondată de asistenta pionieră Florence Nightingale la St Thomas' Hospital în 1860, face acum parte din King's College London. Tot la King's, în 1952, o echipă condusă de Rosalind Franklin a realizat Fotografia 51, dovada crucială în identificarea structurii ADN-ului.
Există, de asemenea, mai multe școli de afaceri în Londra, inclusiv London School of Business and Finance, Cass Business School (parte a City University London), Hult International Business School, ESCP Europe, European Business School London, Imperial College Business School, London Business School și UCL School of Management.
Londra găzduiește, de asemenea, multe instituții specializate în educația artistică, inclusiv școli de teatru renumite, precum RADA (Academia Regală de Artă Dramatică), Academia de Muzică și Artă Dramatică din Londra (LAMDA), Drama Studio London, Sylvia Young Theatre School, Școala Regală Centrală de Vorbire și Dramă și Guildhall School of Music and Drama, precum și London College of Contemporary Arts (LCCA), Școala Centrală de Balet, Școala de Dans Contemporan din Londra, Centrul Național pentru Artele Circului, Școala Rambert de Balet și Dans Contemporan, Colegiul Regal de Artă și Conservatorul de Muzică și Dans Trinity Laban. Școala BRIT din cartierul londonez Croydon oferă pregătire în artele spectacolului și tehnologiile asociate.

### Învățământ primar și secundar

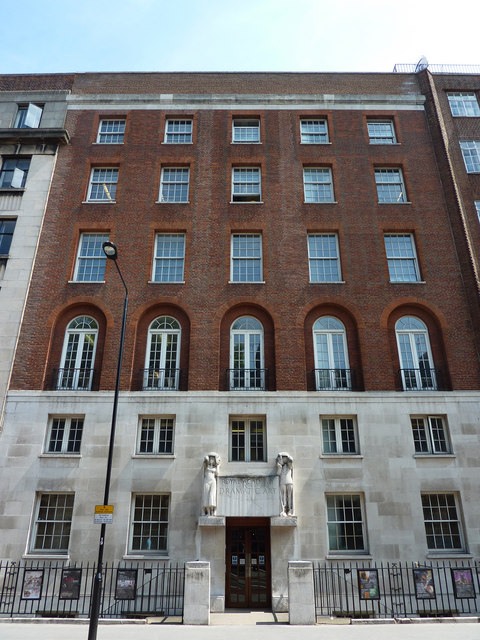
Inaugurată în 1904, RADA (Academia Regală de Artă Dramatică) este membră a Federației Școlilor de Teatru din Marea Britanie.

Majoritatea școlilor primare și secundare și a colegiilor de educație suplimentară din Londra sunt controlate de districtele londoneze sau sunt finanțate de stat; exemple de renume includ Ashbourne College, Bethnal Green Academy, Brampton Manor Academy, City and Islington College, City of Westminster College, David Game College, Ealing, Hammersmith and West London College, Leyton Sixth Form College, London Academy of Excellence, Tower Hamlets College și Newham Collegiate Sixth Form Centre. Există, de asemenea, un număr de școli și colegii private în Londra, unele vechi și faimoase, precum City of London School, Harrow (printre absolvenții săi se numără șapte foști prim-miniștri britanici), St Paul's School, Haberdashers' Aske's Boys' School, University College School, The John Lyon School, Highgate School și Westminster School.

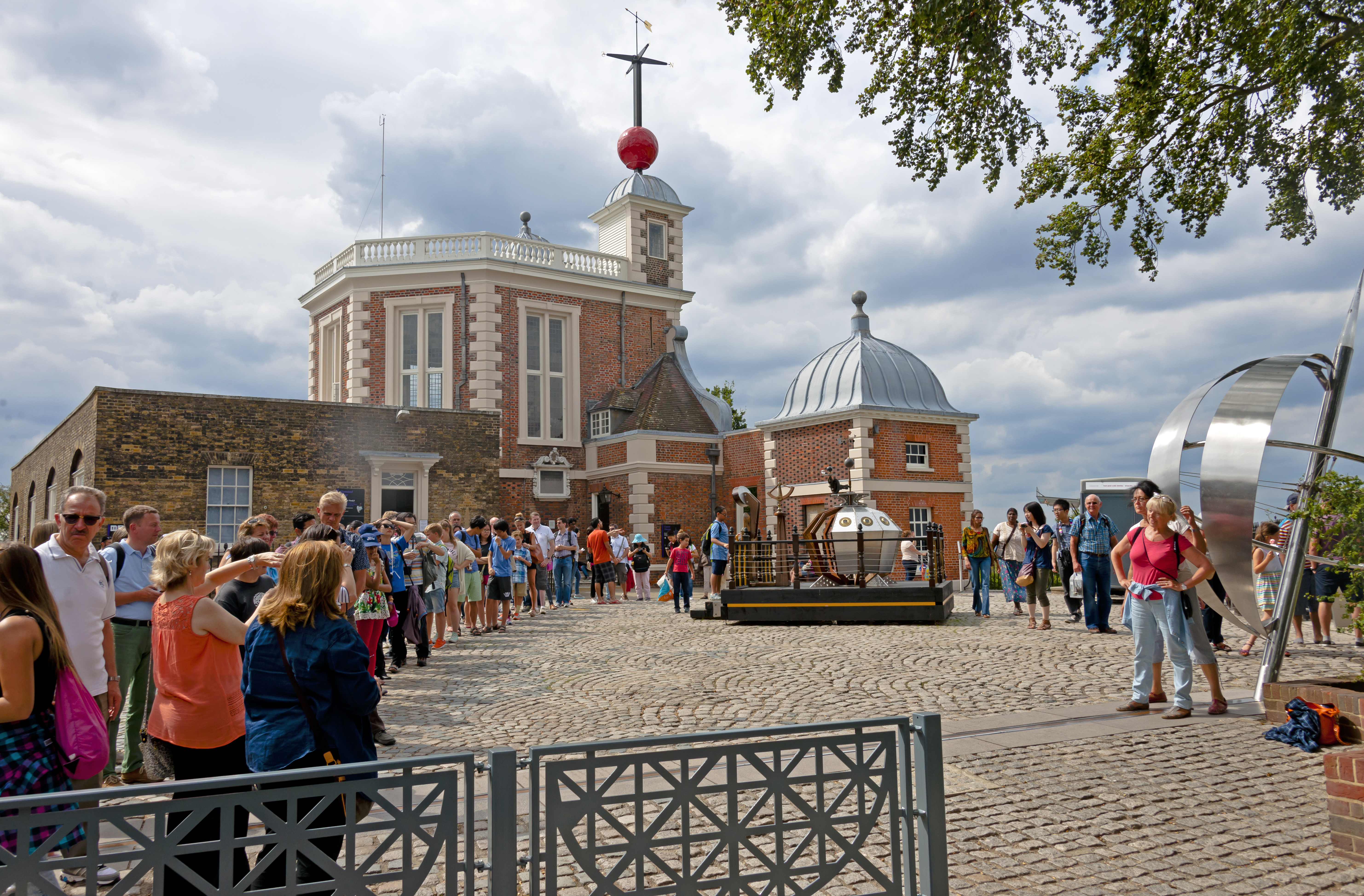
Turiști stând la coadă pentru a face poze pe linia istoricului meridian zero la Observatorul Regal din Greenwich.

## Cultură

### Timp liber și divertisment

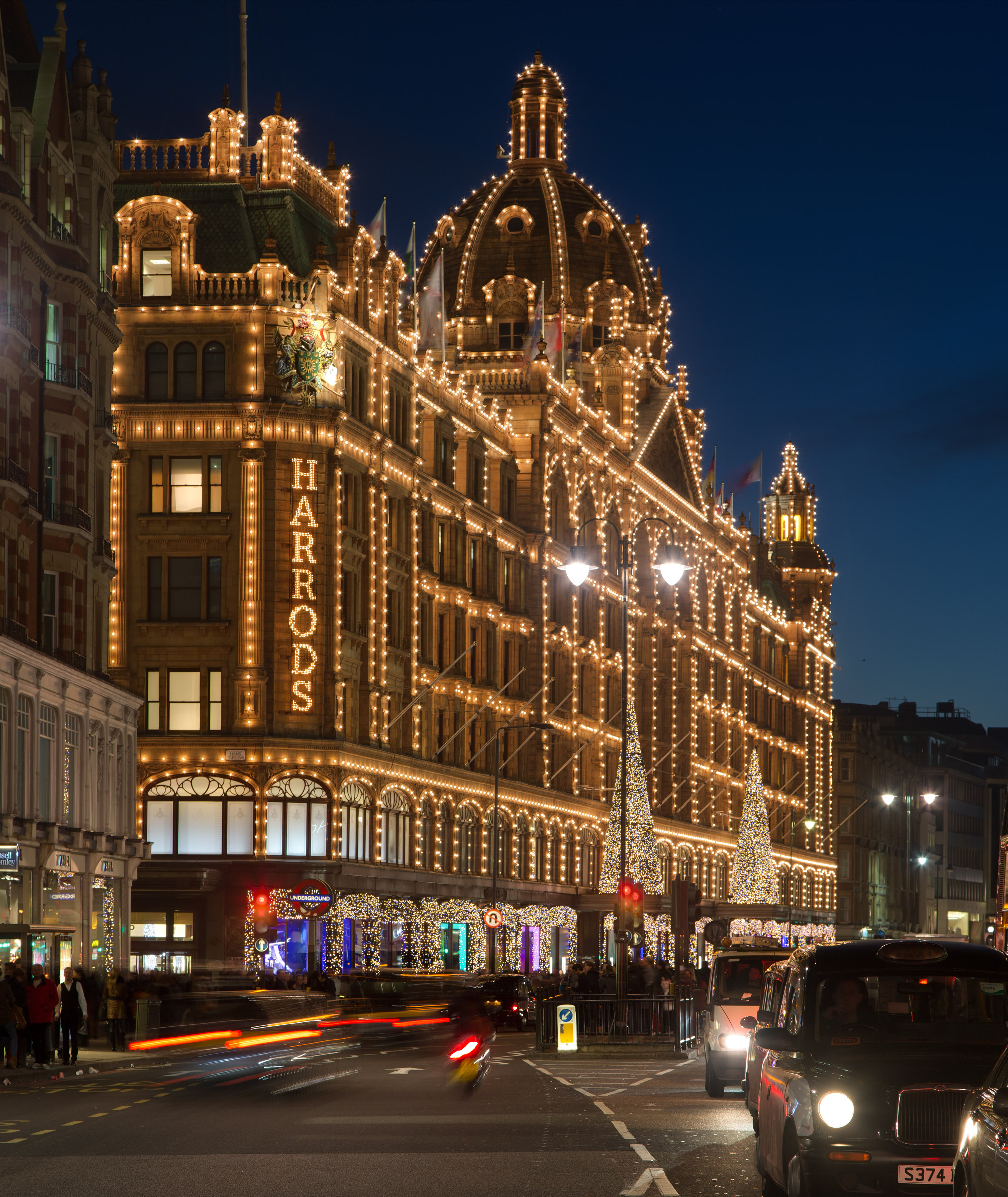
Magazinul universal Harrods din Knightsbridge.

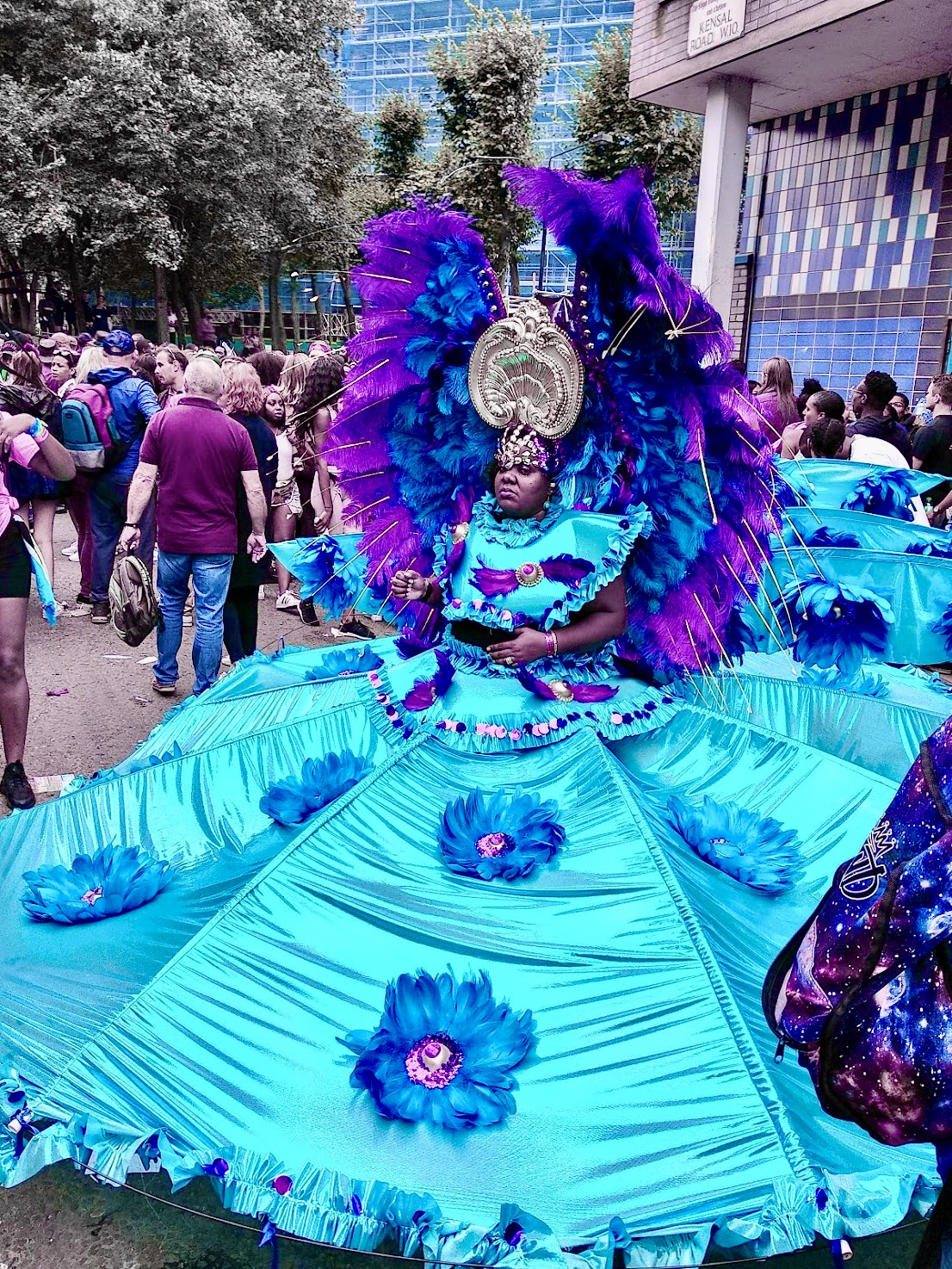
Scena Carnavalului anual de la Notting Hill, 2014.

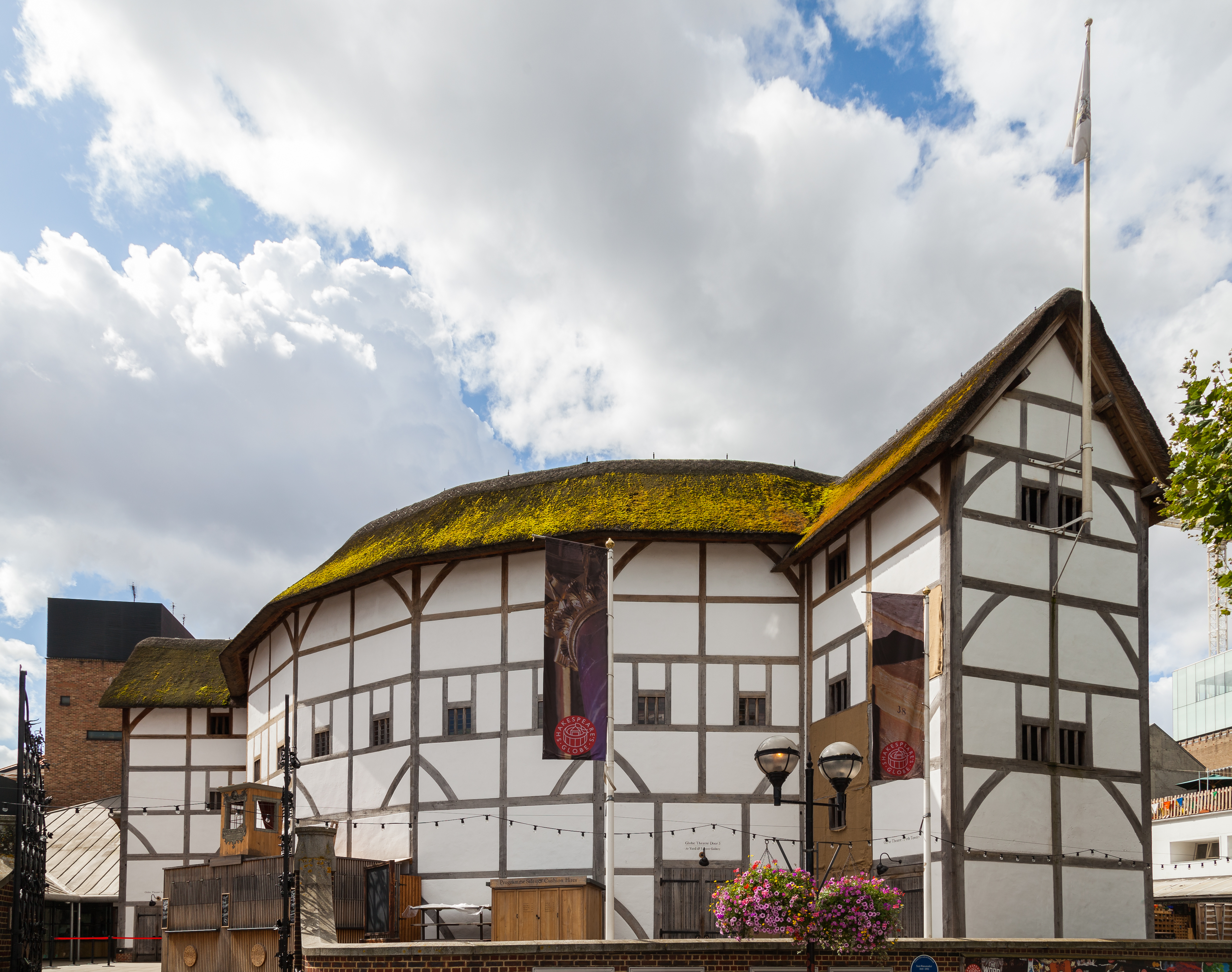
Globe-ul lui Shakespeare este o reconstrucție modernă a Teatrului Globe pe malul sudic al Tamisei.

Timpul liber reprezintă o parte importantă a economiei Londrei. Un raport din 2003 a atribuit un sfert din întreaga economie de agrement a Regatului Unit Londrei, cu 25,6 evenimente la 1000 de locuitori. Orașul este una dintre cele patru capitale ale modei din lume și, conform statisticilor oficiale, este al treilea centru de producție cinematografică din lume ca volum, prezintă mai multe spectacole de comedie live decât orice alt oraș și are cel mai mare public de teatru din lume. În cadrul City of Westminster, districtul de divertisment West End se concentrează în jurul Leicester Square, unde au loc premiere de film din Londra și din întreaga lume, și Piccadilly Circus, cunoscut pentru reclamele sale electronice uriașe. În această zonă se află districtul teatral al Londrei, precum și numeroase cinematografe, baruri, cluburi și restaurante, inclusiv cartierul chinezesc al orașului (în Soho), iar spre est se află Covent Garden, o zonă cu magazine specializate. În 1881, Savoy Theatre din West End, construit pentru a găzdui piesele lui Gilbert și Sullivan, a fost dotat cu becuri incandescente dezvoltate de Sir Joseph Swan, devenind prima clădire publică din lume iluminată complet electric. Londra este casa lui Andrew Lloyd Webber, ale cărui musicaluri au dominat teatrul din West End încă de la sfârșitul secolului XX. *The Mousetrap* de Agatha Christie, cea mai longevivă piesă din lume, este jucată în West End din 1952. Premiile Laurence Olivier, numite după Laurence Olivier, sunt acordate anual de Society of London Theatre. Royal Ballet, English National Ballet, Royal Opera și English National Opera au sediul în Londra și își desfășoară spectacolele la Royal Opera House, London Coliseum, Sadler's Wells Theatre și Royal Albert Hall, precum și în turnee în toată țara.
Upper Street din Islington, lungă de 1,6 km, începând de la Angel și extinzându-se spre nord, are mai multe baruri și restaurante decât orice altă stradă din Marea Britanie. Cea mai aglomerată zonă de cumpărături din Europa este Oxford Street, o stradă comercială de aproape 1,6 km lungime, fiind astfel cea mai lungă stradă comercială din Marea Britanie. Aici se află un număr mare de magazine și magazine universale, inclusiv magazinul emblematic Selfridges. Knightsbridge, care găzduiește faimosul magazin universal Harrods, se află la sud-vest. Londra este una dintre cele mai mari destinații comerciale din lume și se clasează frecvent pe primul loc sau aproape de acesta în ceea ce privește vânzările retail ale orașelor. Deschis în 1760, cu magazinul său emblematic pe Regent Street din 1881, Hamleys este cel mai vechi magazin de jucării din lume. Muzeul de ceară Madame Tussauds a fost deschis pe Baker Street în 1835, o perioadă considerată începutul industriei turistice din Londra.
Londra este locul de reședință al designerilor John Galliano, Stella McCartney, Manolo Blahnik și Jimmy Choo, printre alții; școlile sale renumite de artă și modă o fac unul dintre cele patru centre internaționale ale modei. Mary Quant a creat fusta mini în buticul ei de pe King's Road în Londra, în anii '60. În 2017, Londra a fost clasată pe primul loc la deschiderea de magazine de lux. Săptămâna Modei de la Londra are loc de două ori pe an, în februarie și septembrie; pe podiumurile londoneze au defilat Naomi Campbell, Kate Moss și Cara Delevingne.
Londra oferă o mare varietate de bucătării, datorită populației sale etnic diverse. Centrele gastronomice includ restaurantele bangladeze din Brick Lane și restaurantele chinezești din Chinatown Londra. În tot orașul există restaurante chinezești și indiene, care oferă atât mâncăruri indiene, cât și anglo-indiene. În jurul anului 1860, primul magazin de fish and chips din Londra a fost deschis de Joseph Marlin, un imigrant evreu, în Bow. Micul dejun englezesc complet datează din epoca victoriană, iar multe cafenele din Londra îl servesc pe tot parcursul zilei. Londra are cinci restaurante cu trei Stele Michelin, inclusiv Restaurantul lui Gordon Ramsay din Chelsea. Multe hoteluri din Londra oferă un serviciu tradițional de ceai de după-amiază, precum Oscar Wilde Lounge de la Hotelul Café Royal din Piccadilly, iar ceaiurile tematice sunt, de asemenea, populare, cum ar fi cel inspirat de „Alice în Țara Minunilor” servit la Egerton House Hotel sau cel inspirat de „Charlie și fabrica de ciocolată” la One Aldwych în Covent Garden. Biscuiții digestivi cu ciocolată, cei mai populari pentru înmuiat în ceai, sunt fabricați de McVitie's la fabrica din Harlesden, în nord-vestul Londrei, încă din 1925.
Londra găzduiește o varietate de evenimente anuale, începând cu relativ noua Paradă de Anul Nou și un spectacol de artificii la London Eye. Al doilea cel mai mare festival de stradă din lume, Carnavalul Notting Hill, are loc în fiecare an de Sărbătoarea Bancară din august. Paradele tradiționale includ Show-ul Lordului Primar din noiembrie, un eveniment de secole care sărbătorește numirea anuală a unui nou Lord Primar al City of London, cu o procesiune pe străzile orașului, și Trooping the Colour, o paradă militară oficială din iunie realizată de regimente ale Commonwealth-ului și armatei britanice pentru a sărbători ziua oficială de naștere a Regelui. Boishakhi Mela este un festival al Anului Nou bengalez, sărbătorit de comunitatea britanico-bangladeză. Este cel mai mare festival asiatic în aer liber din Europa. După Carnavalul Notting Hill, este al doilea cel mai mare festival de stradă din Regatul Unit, atrăgând peste 80.000 de vizitatori. Prima ediție a Chelsea Flower Show, organizată de Societatea Regală de Horticultură (RHS), a avut loc în 1862 și se desfășoară în fiecare an, în luna mai.

### Scena LGBT

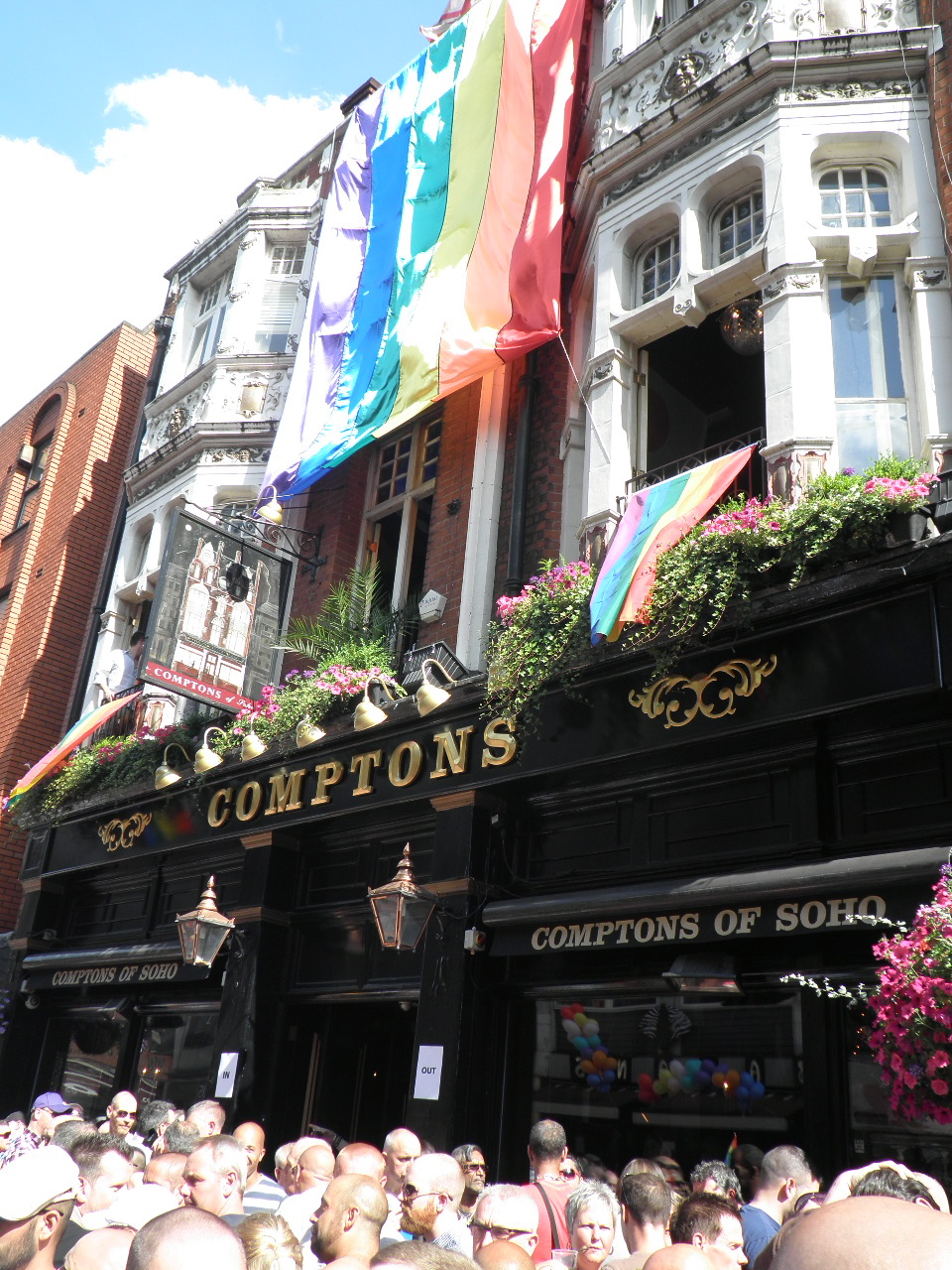
Comptons of Soho în timpul London Pride din 2010.

Primul bar gay din Londra, în sensul modern, a fost The Cave of the Golden Calf, înființat ca un club de noapte într-un subsol la 9 Heddon Street, lângă Regent Street, în 1912, și „care și-a dezvoltat o reputație pentru libertatea sexuală și toleranța față de relațiile între persoane de același sex.” După ce homosexualitatea a fost decriminalizată în Anglia în 1967, cultura barurilor gay a devenit mai vizibilă, iar începând cu începutul anilor 1970, Soho (în special Old Compton Street) a devenit centrul comunității LGBT din Londra. G-A-Y, inițial situat la Astoria și acum la Heaven, este un club de noapte de lungă durată.
Mișcările culturale britanice mai largi au influențat cultura LGBT: de exemplu, apariția glam rock-ului în Marea Britanie la începutul anilor 1970, prin Marc Bolan și David Bowie, a inspirat o generație de adolescenți să experimenteze ideea de androginie, iar musicalul din West End *The Rocky Horror Show*, care a debutat la Londra în 1973, este considerat a fi fost o influență asupra mișcărilor contraculturale și de eliberare sexuală. Grupul Blitz Kids (din care făcea parte și Boy George) frecventa clubul de marți seara la Blitz din Covent Garden, ajutând la lansarea mișcării subculturale New Romantic la sfârșitul anilor 1970. Astăzi, parada anuală London Pride și Festivalul de Film pentru Lesbiene și Gay din Londra au loc în oraș.

### Literatură, film și televiziune

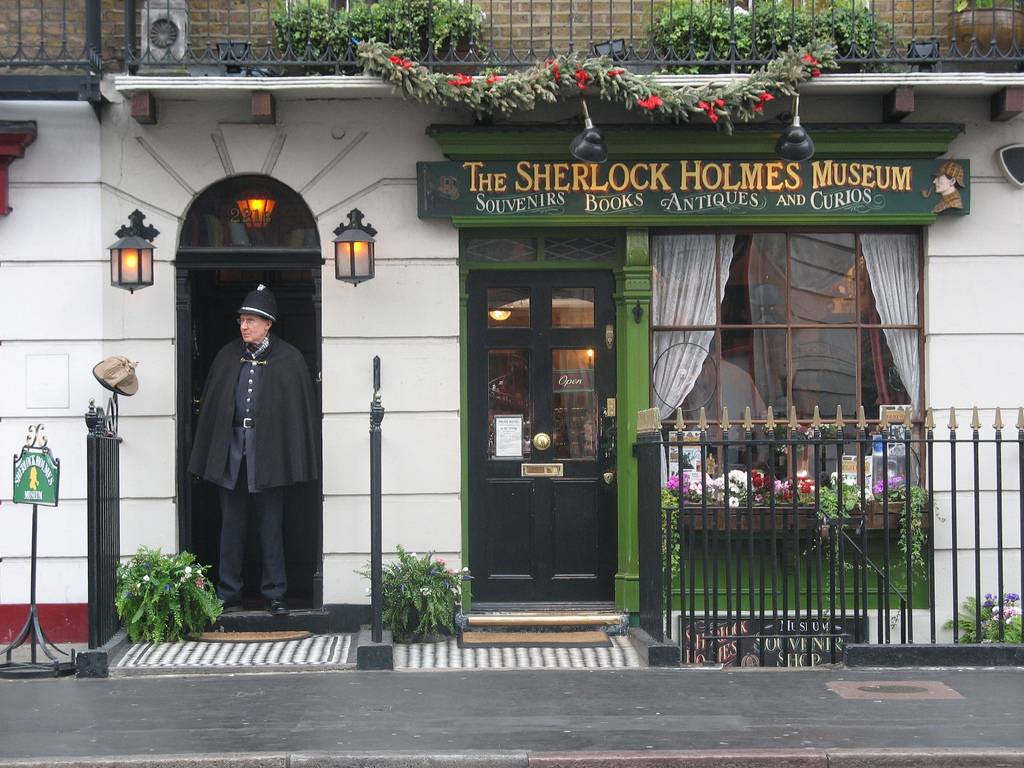
Muzeul Sherlock Holmes de pe Baker Street, care poartă numărul 221B.

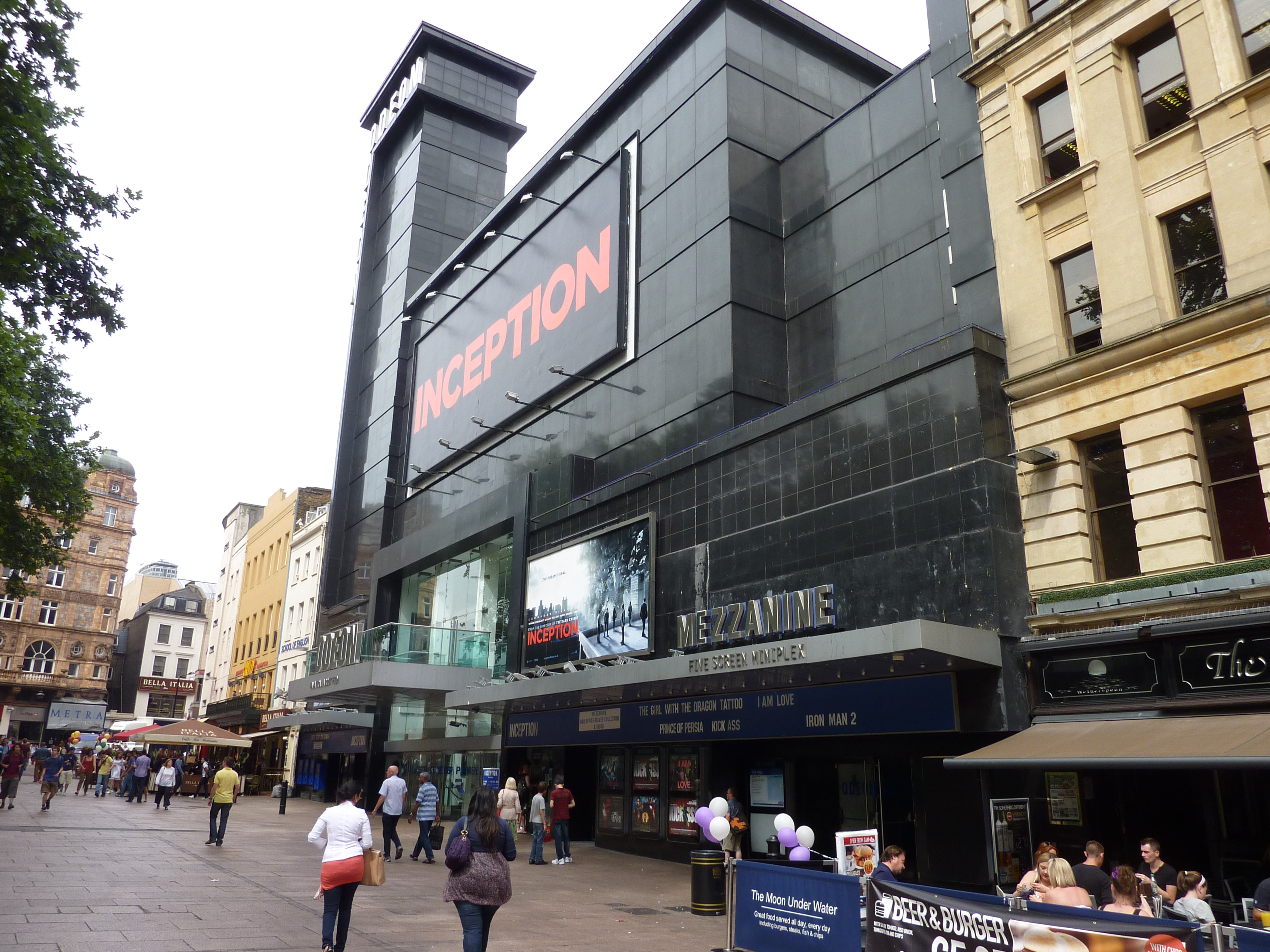
Inaugurat în 1937, cinematograful Odeon din Leicester Square găzduiește numeroase premiere europene și mondiale de film.

Londra a fost decorul pentru multe opere literare. Pelerinii din *Povestirile din Canterbury* de Geoffrey Chaucer, scrise la sfârșitul secolului al XIV-lea, pornesc către Canterburydin Londra. William Shakespeare a petrecut o mare parte din viață trăind și lucrând în Londra; contemporanul său, Ben Jonson, și-a desfășurat, de asemenea, activitatea acolo, iar unele dintre lucrările sale, în special piesa *Alchimistul*, sunt plasate în acest oraș. *Jurnal din anul ciumei* (1722) de Daniel Defoe este o ficționalizare a evenimentelor din timpul Marii Ciume din 1665.
Centrele literare tradiționale ale Londrei au fost Hampstead și, din începutul secolului al XX-lea, Bloomsbury. Scriitori asociați îndeaproape cu orașul sunt diaristul Samuel Pepys, cunoscut pentru relatarea sa din timpul Marelui Incendiu; Charles Dickens, a cărui descriere a unei Londre cețoase, înzăpezite și murdare, cu măturători și hoți de buzunare, a influențat imaginea Londrei victoriane timpurii; și Virginia Woolf, considerată una dintre cele mai importante figuri moderniste literare ale secolului XX. Alte descrieri importante ale Londrei din secolele XIX și începutul secolului XX sunt poveștile lui Arthur Conan Doyle cu Sherlock Holmes. Robert Louis Stevenson a frecventat cercurile literare londoneze și, în 1886, a scris *Strania poveste a doctorului Jekyll și a domnului Hyde*, o nuvelă gotică plasată în Londra victoriană. În 1898, romanul SF al lui H. G. Wells, *Războiul lumilor*, descrie o invazie a Londrei (și a sudului Angliei) de către marțieni. Letitia Elizabeth Landon a scris *Calendarul anotimpurilor londoneze* în 1834. Scriitori moderni influențați de oraș includ Peter Ackroyd, autorul cărții *London: The Biography*, și Iain Sinclair, care scrie în genul psihogeografiei. În anii 1940, George Orwell a scris eseuri în *London Evening Standard*, inclusiv „A Nice Cup of Tea” (metoda pentru prepararea ceaiului) și „The Moon Under Water” (un pub ideal). Evacuarea copiilor din Londra în timpul celui de-Al Doilea Război Mondial este descrisă în prima carte din seria *Narnia* a lui C. S. Lewis, *Leul, vrăjitoarea și dulapul* (1950). În ajunul Crăciunului din 1925, *Winnie-the-Pooh* a debutat în *Evening News* din Londra, personajul fiind inspirat de o jucărie de pluș pe care A. A. Milne a cumpărat-o pentru fiul său, Christopher Robin, de la Harrods. În 1958, autorul Michael Bond a creat ursulețul Paddington, un refugiat găsit în gara Paddington. Ecranizarea *Paddington* (2014) include cântecul calypso „London is the Place for Me”. Palatul Buckingham apare în romanul lui Roald Dahl din 1982, *Marele Uriaș Prietenos* (The BFG).
Londra a jucat un rol semnificativ în industria cinematografică. Marile studiouri din sau de lângă Londra includ Pinewood, Elstree, Ealing, Shepperton, Twickenham și Leavesden, unde au fost produse filme notabile, precum seriile *James Bond* și *Harry Potter*. Working Title Films are sediul în Londra. În Soho se află o comunitate importantă de post-producție, iar Londra găzduiește șase dintre cele mai mari companii de efecte vizuale din lume, cum ar fi Framestore. *The Imaginarium*, un studio digital specializat în captarea mișcărilor, a fost fondat de Andy Serkis. Londra a fost decorul pentru filme precum *Oliver Twist* (1948), *Scrooge* (1951), *Peter Pan* (1953), *One Hundred and One Dalmatians* (1961), *My Fair Lady* (1964), *Mary Poppins* (1964), *Blowup* (1966), *A Clockwork Orange* (1971), *The Long Good Friday* (1980), *The Great Mouse Detective* (1986), *Notting Hill* (1999), *Love Actually* (2003), *V for Vendetta* (2005), *Sweeney Todd: The Demon Barber of Fleet Street* (2008) și *The King's Speech* (2010). Actori și cineaști remarcabili din Londra includ Charlie Chaplin, Alfred Hitchcock, Michael Caine, Julie Andrews, Peter Sellers, David Lean, Julie Christie, Gary Oldman, Emma Thompson, Guy Ritchie, Christopher Nolan, Alan Rickman, Jude Law, Helena Bonham Carter, Idris Elba, Tom Hardy, Daniel Radcliffe, Keira Knightley, Riz Ahmed, Dev Patel, Daniel Kaluuya, Tom Holland și Daniel Day-Lewis. Comediile Ealing din perioada postbelică l-au avut ca protagonist pe Alec Guinness, filmele de groază Hammer din anii 1950 l-au avut în rol principal pe Christopher Lee, iar filmele regizate de Michael Powell includ thriller-ul londonez *Peeping Tom* (1960). Trupa de comedie Monty Python din anii 1970 avea studiouri de montaj în Covent Garden, iar din anii 1990, comediile romantice regizate de Richard Curtis l-au avut frecvent în rol principal pe Hugh Grant. Cea mai mare rețea de cinematografe din țară, Odeon Cinemas, a fost fondată la Londra în 1928 de Oscar Deutsch. BFI IMAX de pe South Bank are cel mai mare ecran de cinema din Marea Britanie. Premiile Academiei Britanice de Film (BAFTA) au loc la Londra din 1949, iar distincția BAFTA Fellowship este cea mai înaltă onoare a Academiei. Fondat în 1957, Festivalul de Film de la Londra al BFI are loc în fiecare an în octombrie, timp de două săptămâni.
Londra este, de asemenea, un centru important pentru producția de televiziune, cu studiouri precum Television Centre, ITV Studios, Sky Campus și Fountain Studios; ultimul a găzduit emisiuni de talente celebre, precum *Pop Idol*, *The X Factor* și *Britain's Got Talent* (ultimele două create de Simon Cowell, care a fost și jurat în toate cele trei emisiuni), formate exportate ulterior în întreaga lume. Fosta franciză ITV, Thames Television, a prezentat comici precum Benny Hill și Rowan Atkinson (personajul *Mr. Bean* a fost difuzat pentru prima dată de Thames), iar Talkback a produs *Da Ali G Show*, în care Sacha Baron Cohen l-a interpretat pe Ali G. Multe emisiuni de televiziune au fost plasate în Londra, inclusiv popularul serial *EastEnders*.

### Muzee, galerii de artă și biblioteci

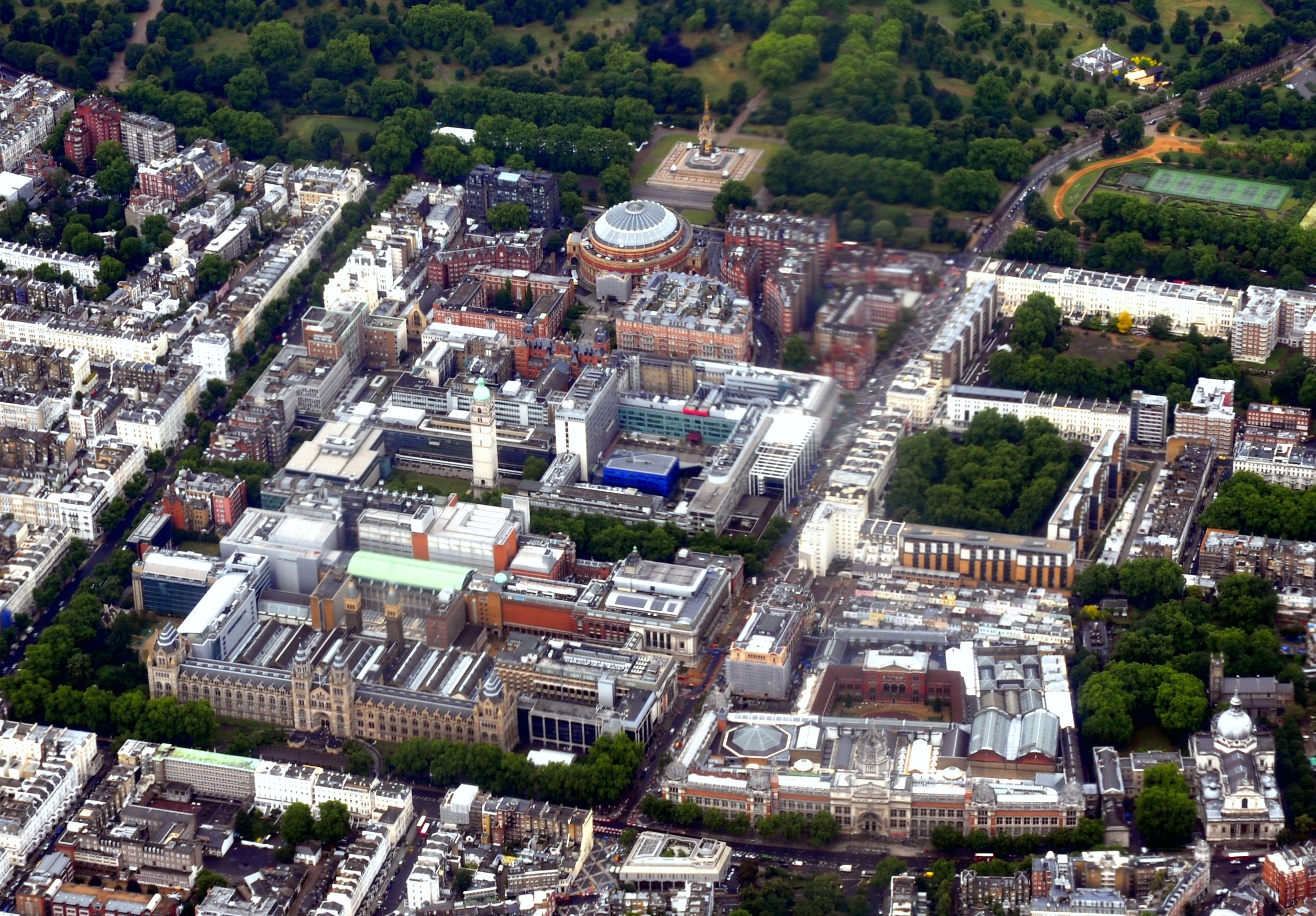
Vedere a zonei Albertopolis. Memorialul Albert, Royal Albert Hall, Royal Geographical Society și Royal College of Art sunt vizibile aproape de partea de sus; Muzeul Victoria și Albert și Muzeul de Istorie Naturală în partea de jos; între ele se află Imperial College, Royal College of Music și Muzeul Științei.

Londra găzduiește numeroase muzee, galerii și alte instituții, multe dintre acestea având intrare gratuită și fiind atracții turistice importante, dar jucând și un rol de cercetare. Primul astfel de muzeu a fost British Museum, înființat în Bloomsbury în 1753. Inițial conținând antichități, specimene de istorie naturală și biblioteca națională, muzeul are acum 7 milioane de artefacte din întreaga lume. În 1824, a fost fondată National Gallery pentru a găzdui colecția națională britanică de picturi occidentale; aceasta ocupă acum o poziție proeminentă în Trafalgar Square.
British Library este a doua cea mai mare bibliotecă din lume și biblioteca națională a Regatului Unit. Există și alte biblioteci de cercetare, inclusiv Wellcome Library și Dana Centre, precum și biblioteci universitare, cum ar fi British Library of Political and Economic Science la LSE, Abdus Salam Library la Imperial College, Maughan Library la King's College, și Senate House Libraries la Universitatea din Londra.
În a doua jumătate a secolului al XIX-lea, zona South Kensington a fost dezvoltată ca "Albertopolis", un cartier cultural și științific. Aici se află trei mari muzee naționale: Victoria and Albert Museum, Natural History Museum și Science Museum. National Portrait Gallery a fost fondată în 1856 pentru a adăposti portrete ale personalităților din istoria britanică; colecția sa este acum cea mai extinsă din lume în acest domeniu. Galeria națională de artă britanică este la Tate Britain, inițial fondată ca o anexă a National Gallery în 1897. Cunoscută anterior sub numele de Tate Gallery, a devenit un centru important pentru arta modernă. În 2000, această colecție a fost mutată la Tate Modern, o nouă galerie amplasată în fosta Bankside Power Station, accesibilă pietonal din nordul Tamisei prin Millennium Bridge.

### Muzică

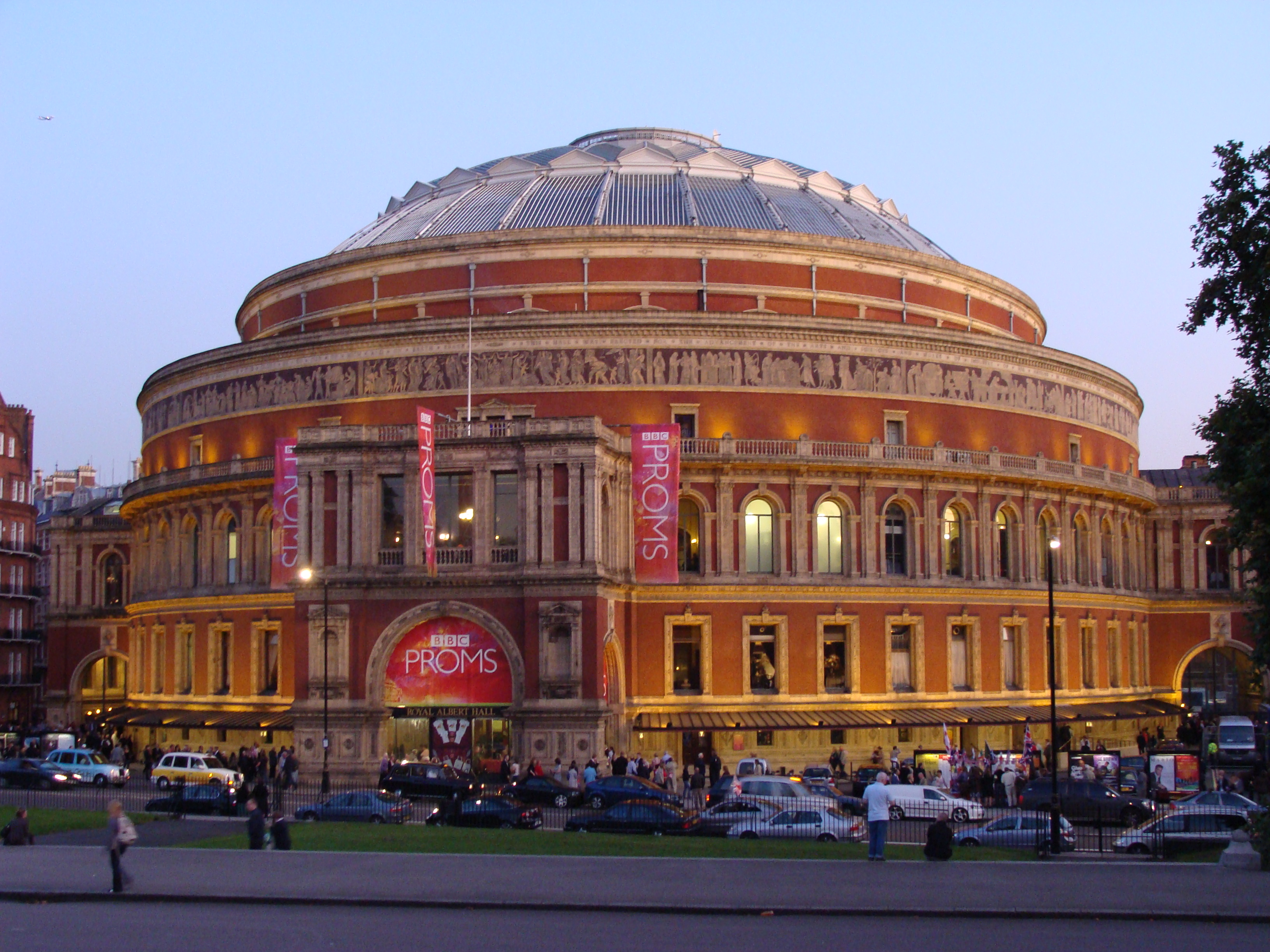
Royal Albert Hall găzduiește concerte și evenimente muzicale, inclusiv festivalul de muzică clasică The Proms, care are loc în fiecare vară, precum și proiecții de filme acompaniate de muzică orchestrală live.

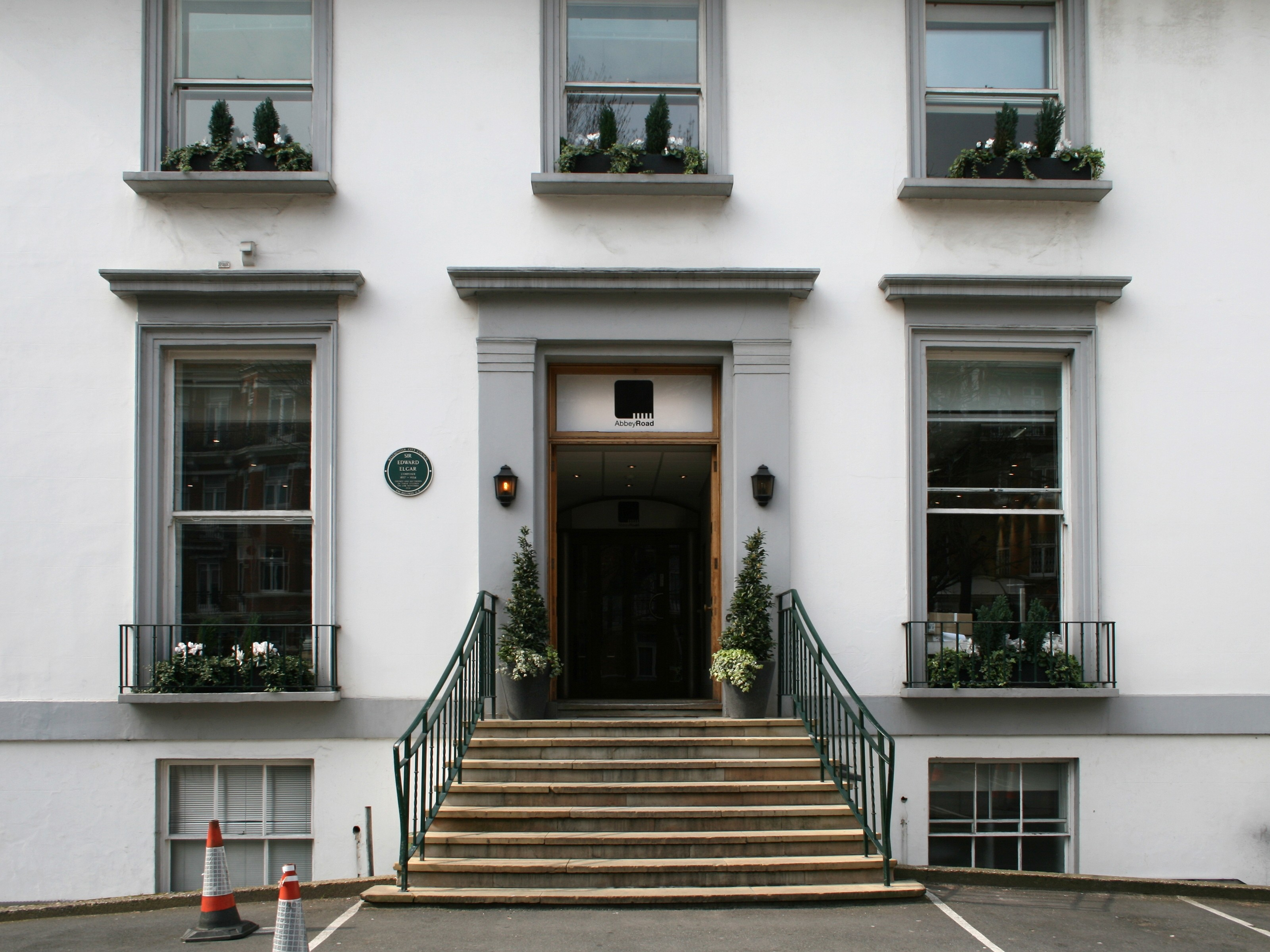
Studiourile Abbey Road de pe Abbey Road.

Londra este una dintre capitalele mondiale importante ale muzicii clasice și populare, găzduind mari corporații muzicale, precum Universal Music Group International și Warner Music Group, precum și nenumărate trupe, muzicieni și profesioniști din industrie. Orașul este, de asemenea, casa multor orchestre și săli de concert, precum Barbican Arts Centre (sediul principal al London Symphony Orchestra și London Symphony Chorus), Southbank Centre (London Philharmonic Orchestra și Philharmonia Orchestra), Cadogan Hall (Royal Philharmonic Orchestra) și Royal Albert Hall (unde au loc The Proms). The Proms, un sezon estival de opt săptămâni de concerte zilnice de muzică clasică, a avut loc pentru prima dată în 1895 și se încheie cu Last Night of the Proms. Cele două mari case de operă din Londra sunt Royal Opera House și London Coliseum (sediul English National Opera). Cea mai mare orgă din Regatul Unit se află la Royal Albert Hall. Alte instrumente importante se găsesc în catedrale și biserici mari — clopotele bisericii St Clement Danes sunt menționate în cântecul pentru copii "Oranges and Lemons" din 1744. Mai multe conservatoare se află în oraș: Royal Academy of Music, Royal College of Music, Guildhall School of Music and Drama și Trinity Laban. Casa de discuri EMI a fost fondată în Londra în 1931, iar unul dintre primii angajați ai companiei, Alan Blumlein, a creat sunetul stereo în același an. Inginerul de amplificatoare Jim Marshall a fondat Marshall Amplification în Londra, în 1962. Londra are numeroase locații pentru concerte de rock și pop, inclusiv cel mai aglomerat loc de evenimente indoor din lume, O2 Arena, precum și Stadionul Wembley, Brixton Academy, Hammersmith Apollo și Shepherd's Bush Empire. Mai multe festivaluri de muzică, inclusiv Wireless Festival, Lovebox și British Summer Time din Hyde Park, au loc în Londra.
Orașul găzduiește Hard Rock Cafe original și Abbey Road Studios, unde The Beatles au înregistrat multe dintre hiturile lor. În anii 1960, 1970 și 1980, muzicieni și trupe precum Elton John, Pink Floyd, David Bowie, The Rolling Stones, Queen, Eric Clapton, The Who, The Kinks, Cliff Richard, Led Zeppelin, Iron Maiden, Deep Purple, T. Rex, The Police, Elvis Costello, Dire Straits, Cat Stevens, Fleetwood Mac, The Cure, Madness, Culture Club, Dusty Springfield, Phil Collins, Rod Stewart, Status Quo și Sade și-au derivat sunetul din străzile și ritmurile Londrei.
Londra a jucat un rol esențial în dezvoltarea muzicii punk, cu figuri precum Sex Pistols, The Clash și designerul de modă Vivienne Westwood având sediul în oraș. Alți artiști care au ieșit din scena muzicală londoneză includ George Michael, Kate Bush, Seal, Siouxsie and the Banshees, Bush, Spice Girls, Jamiroquai, Blur, The Prodigy, Gorillaz, Mumford & Sons, Coldplay, Dido, Amy Winehouse, Adele, Sam Smith, Ed Sheeran, Leona Lewis, Ellie Goulding, Dua Lipa și Florence and the Machine. Artiști londonezi importanți pentru dezvoltarea synth-pop includ Gary Numan, Depeche Mode, Pet Shop Boys și Eurythmics; hitul acestora, "Sweet Dreams (Are Made of This)", a fost înregistrat în podul casei lor din nordul Londrei, marcând o tendință pentru metodele de înregistrare acasă. Artiști din Londra influențați de cultura caraibiană includ Hot Chocolate, Billy Ocean, Soul II Soul și Eddy Grant, acesta din urmă combinând reggae, soul și samba cu rock și pop. Londra este, de asemenea, un centru al muzicii urbane. Genurile UK garage, drum and bass, dubstep și grime au evoluat în oraș din genurile străine precum house, hip hop și reggae, alături de drum and bass local. Artiști urbani din Londra includ Stormzy, M.I.A., Jay Sean și Rita Ora. Postul de radio BBC Radio 1Xtra a fost înființat pentru a sprijini ascensiunea muzicii urbane contemporane atât în Londra, cât și în restul Regatului Unit. Premiile anuale de muzică populară ale British Phonographic Industry, Brit Awards, au loc în Londra.

## Recreație

### Parcuri

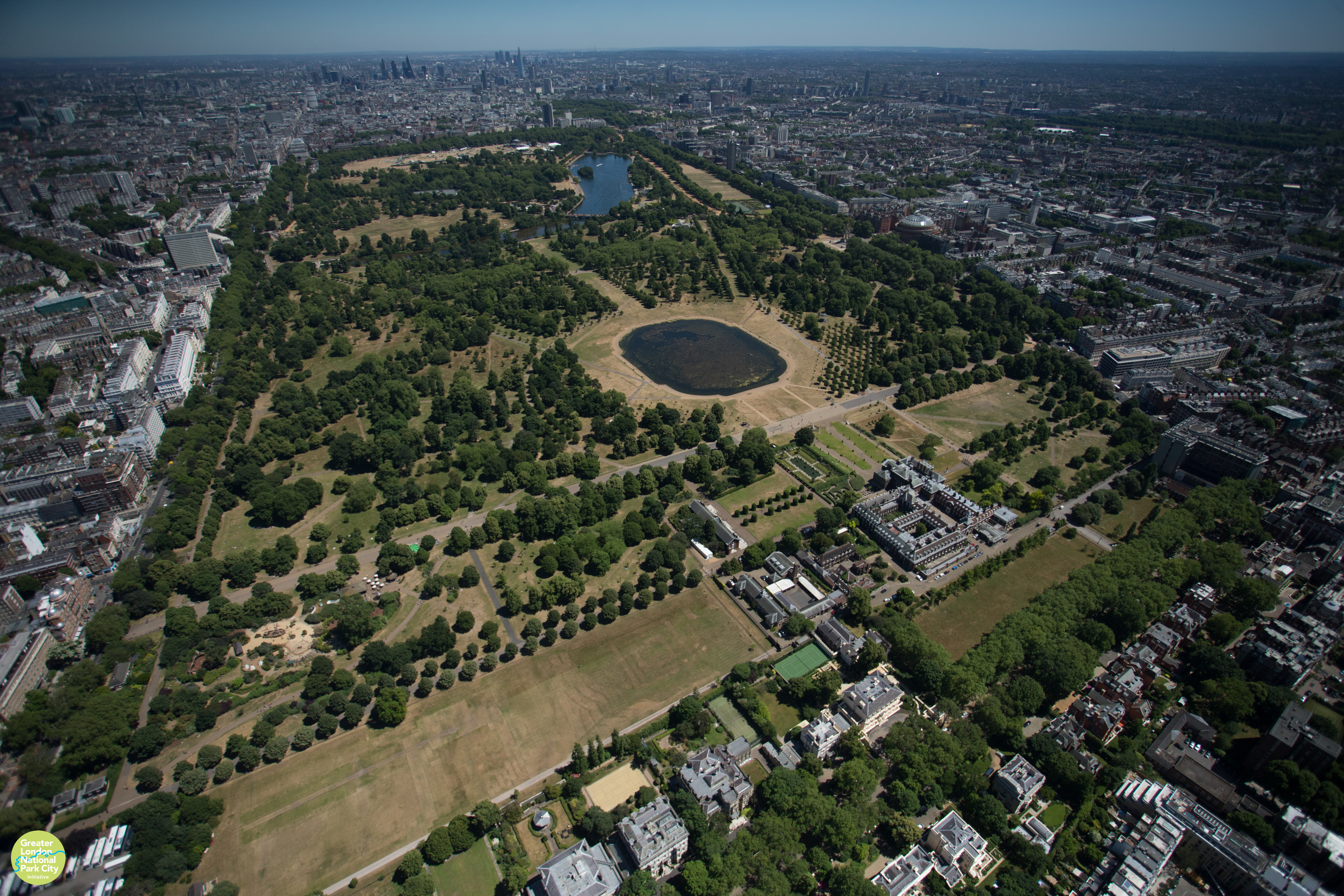
Hyde Park (cu Grădinile Kensington în prim-plan) a fost un spațiu public popular încă de la deschiderea sa în anul 1637.

Un raport din 2013 al City of London Corporation a afirmat că Londra este „cel mai verde oraș” din Europa, având 35.000 de acri (14.164 hectare) de parcuri publice, păduri și grădini. Cele mai mari parcuri din zona centrală a Londrei sunt trei dintre cele opt Parcuri Regale, și anume Hyde Park și grădinile sale vecine, Kensington Gardens, în vest, și Regent's Park, în nord. Hyde Park este deosebit de popular pentru sport și găzduiește uneori concerte în aer liber. Regent's Park găzduiește Grădina Zoologică din Londra, cea mai veche grădină zoologică științifică din lume, și se află aproape de muzeul de ceară Madame Tussauds. Primrose Hill este un loc popular de unde se poate admira panorama orașului.
Aproape de Hyde Park se află alte Parcuri Regale mai mici, Green Park și St. James's Park. O serie de parcuri mari sunt situate în afara centrului orașului, inclusiv Hampstead Heath și restul Parcurilor Regale: Greenwich Park în sud-est, și Bushy Park și Richmond Park (cel mai mare) în sud-vest. Hampton Court Park este, de asemenea, un parc regal, dar, deoarece conține un palat, este administrat de Historic Royal Palaces, spre deosebire de cele opt Parcuri Regale.
Aproape de Richmond Park se află Grădinile Kew, care dețin cea mai mare colecție de plante vii din lume. În 2003, grădinile au fost incluse pe lista Patrimoniului Mondial UNESCO. Există, de asemenea, parcuri administrate de consiliile districtelor londoneze, inclusiv Victoria Park în East End și Battersea Park în centru. Există și spații deschise mai informale, semi-naturale, inclusiv Hampstead Heath și Pădurea Epping, ambele controlate de City of London Corporation. Hampstead Heath include Kenwood House, o fostă reședință nobilă și o locație populară în lunile de vară, când au loc concerte de muzică clasică lângă lac. Pădurea Epping este un loc popular pentru diverse activități în aer liber, inclusiv ciclism montan, plimbări, echitație, golf, pescuit și orientare.
Trei dintre cele mai vizitate parcuri de distracții din Marea Britanie, Thorpe Park lângă Staines-upon-Thames, Chessington World of Adventures în Chessington și Legoland Windsor, sunt situate la mai puțin de 32 km de Londra.

### Mersul pe jos

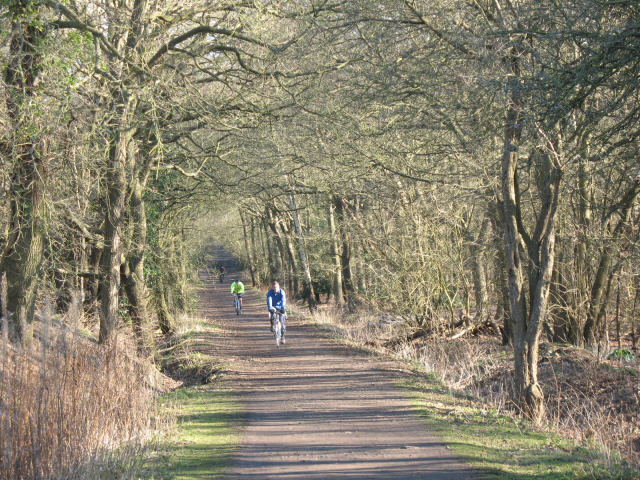
Traseul Călăreților (The Horse Ride) este un tunel de copaci din partea vestică a Wimbledon Common.

Plimbarea este o activitate recreativă populară în Londra. Zonele care oferă posibilități pentru plimbări includ Wimbledon Common, Pădurea Epping, Hampton Court Park, Hampstead Heath, cele opt Parcuri Regale, Regent's Canal Walk, canale și căi ferate dezafectate. Accesul la canale și râuri s-a îmbunătățit recent, inclusiv prin crearea traseului Thames Path, dintre care aproximativ 28 de mile (45 km) se află în interiorul Londrei Mari, și traseul Wandle de-a lungul râului Wandle.
Au fost create și alte trasee de lungă distanță, care leagă spații verzi, inclusiv Capital Ring, Green Chain Walk, London Outer Orbital Path ("Loop"), Jubilee Walkway, Lea Valley Walk și Diana, Princess of Wales Memorial Walk.

## Sport

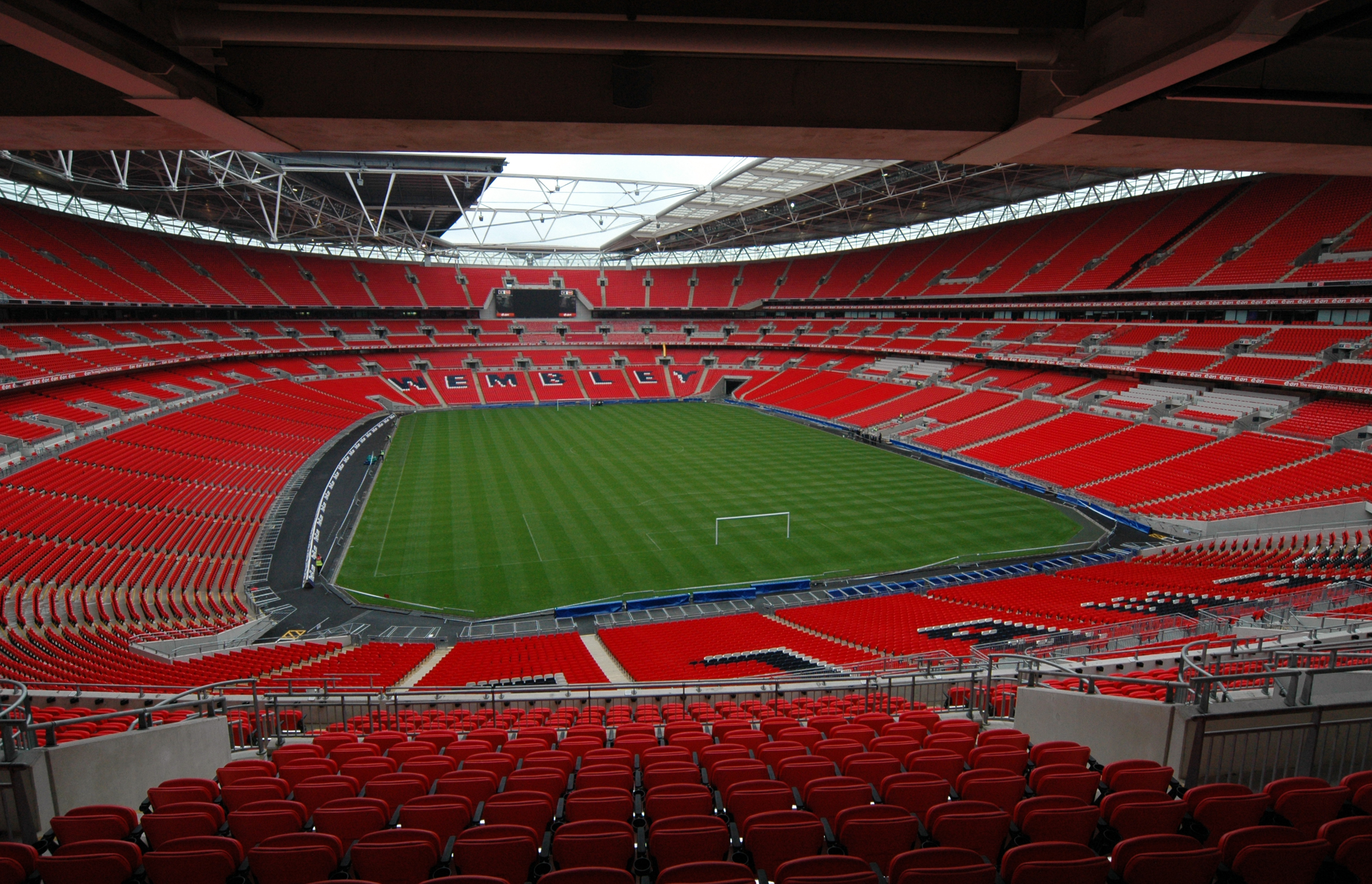
Stadionul Wembley, casa echipelor naționale de fotbal masculin și feminin ale Angliei și gazda finalei Cupei FA, are o capacitate de 90.000 de locuri. Este cel mai mare stadion din Marea Britanie.

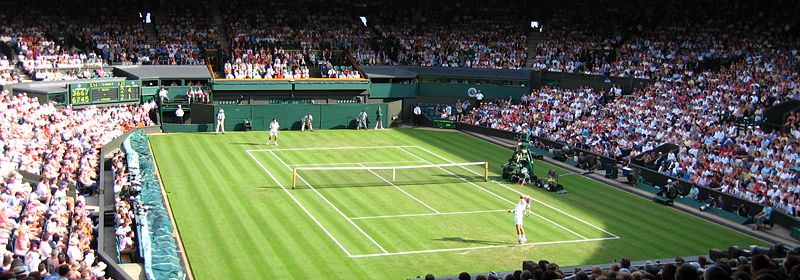
Terenul Central de la Wimbledon. Desfășurat în fiecare iunie și iulie, Wimbledon este cel mai vechi turneu de tenis din lume și singurul turneu de Mare Șlem jucat pe iarbă.

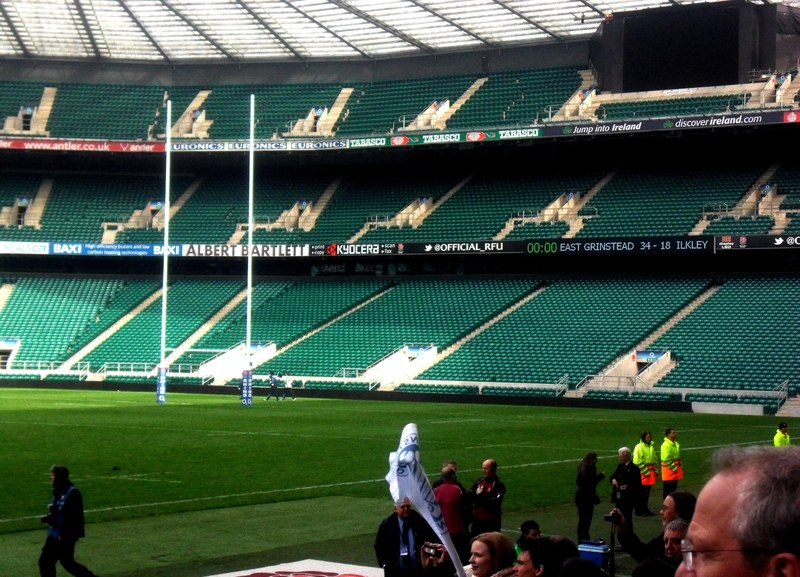
Twickenham, stadionul echipei naționale de rugby a Angliei, are o capacitate de 82.000 de locuri.

Londra a găzduit Jocuri Olimpice de vară de trei ori: în 1908, 1948 și 2012, devenind primul oraș care a organizat de trei ori Jocurile Olimpice moderne. Orașul a fost, de asemenea, gazda Jocurilor Imperiului Britanic în 1934. În 2017, Londra a găzduit pentru prima dată Campionatele Mondiale de Atletism.
Cel mai popular sport din Londra este fotbalul, iar în sezonul 2023–24 orașul are șapte cluburi în Premier League: Arsenal, Brentford, Chelsea FC, Crystal Palace FC, Fulham FC, Tottenham Hotspur FC și West Ham United FC. Alte echipe profesioniste masculine din Londra sunt AFC Wimbledon, Barnet F.C., Bromley, Charlton Athletic FC, Dagenham & Redbridge, Leyton Orient FC, Millwall FC, Queens Park Rangers FC și Sutton United. Patru echipe londoneze joacă în Superliga Feminină: Arsenal, Chelsea, Tottenham și West Ham United.
Două echipe de rugby union din Premiership au sediul în zona Londrei Mari: Harlequins și Saracens. Ealing Trailfinders și London Scottish joacă în RFU Championship; alte cluburi de rugby union din oraș includ Richmond, Rosslyn Park, Westcombe Park și Blackheath. Stadionul Twickenham, situat în sud-vestul Londrei, găzduiește meciurile echipei naționale de rugby union a Angliei. Deși rugby league este mai popular în nordul Angliei, sportul are un club profesionist în Londra – London Broncos, care joacă în Super League.
Una dintre cele mai cunoscute competiții sportive anuale din Londra este Campionatul de Tenis de la Wimbledon, care are loc la All England Club, în suburbia sud-vestică Wimbledon, din 1877. Desfășurat la sfârșitul lunii iunie până la începutul lunii iulie, este cel mai vechi turneu de tenis din lume și este considerat pe scară largă cel mai prestigios.
Londra are două terenuri de cricket pentru meciurile test, unde joacă echipa națională a Angliei: Lord's (casa echipei Middlesex C.C.C.) și The Oval (casa echipei Surrey C.C.C.). Lord's a găzduit patru finale ale Cupei Mondiale de Cricket și este cunoscut drept „Casa Cricketului”. În golf, Clubul Wentworth este situat în Virginia Water, Surrey, la periferia sud-vestică a Londrei, iar cel mai apropiat teren folosit pentru Open Championship, cel mai vechi turneu major de golf, este Royal St George's din Sandwich, Kent. Alexandra Palace, în nordul Londrei, găzduiește Campionatul Mondial de Darts PDC și turneul Masters de snooker. Alte evenimente anuale importante includ Maratonul de la Londra, la care participă în masă concurenți, și cursa de canotaj între universitățile Oxford și Cambridge, pe râul Tamisa.

## Orașe înfrățite
- Arequipa
- Berlin[320]
- Delhi[321]
- Bogotá
- Johannesburg[322]
- Kuala Lumpur
- Kuwait City
- Moscova[320]
- New York City[323]
- Oslo
- Shanghai[324]
- Teheran

## Obiective importante

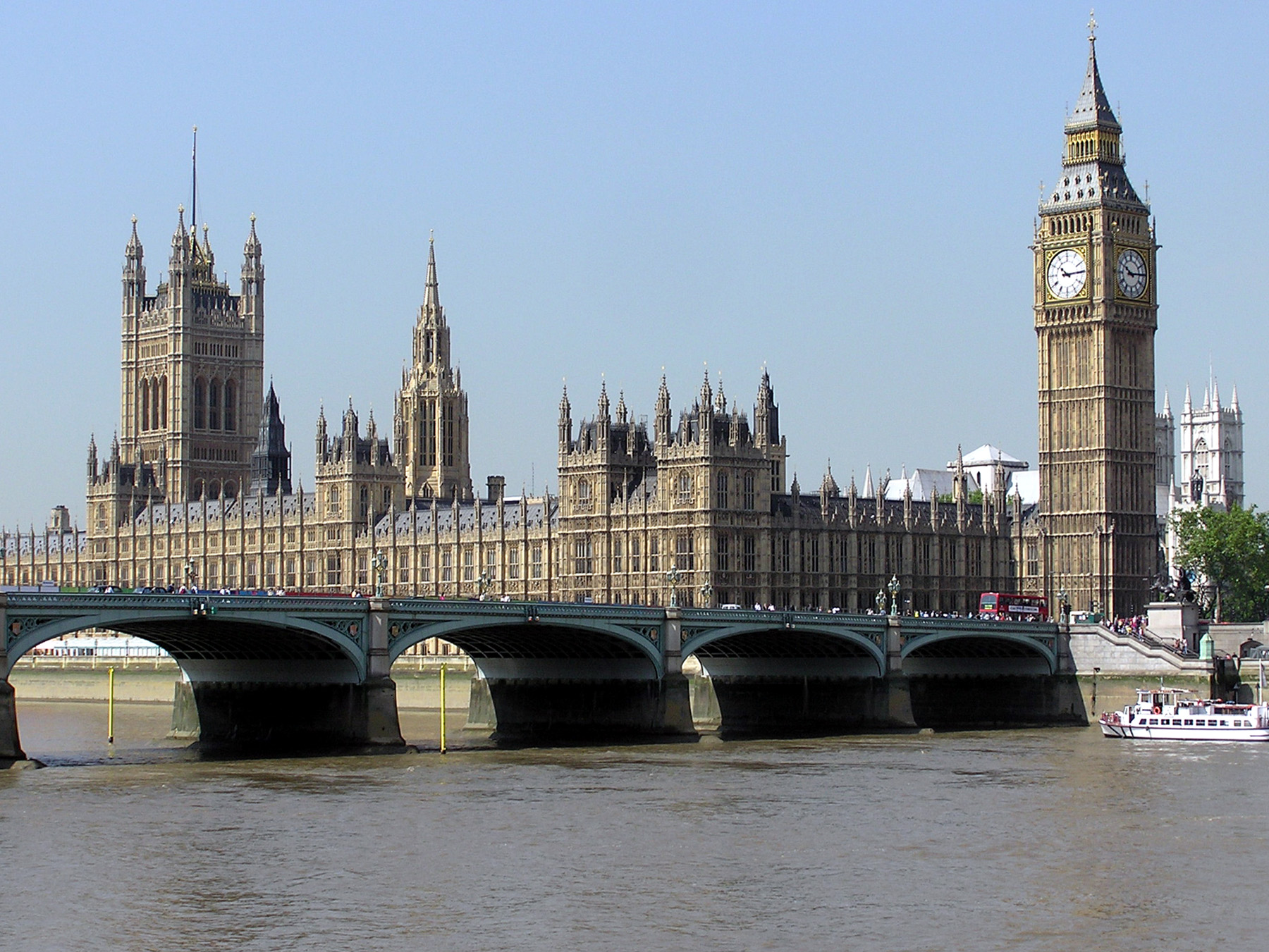
Palatul Westminster, sediul Parlamentului

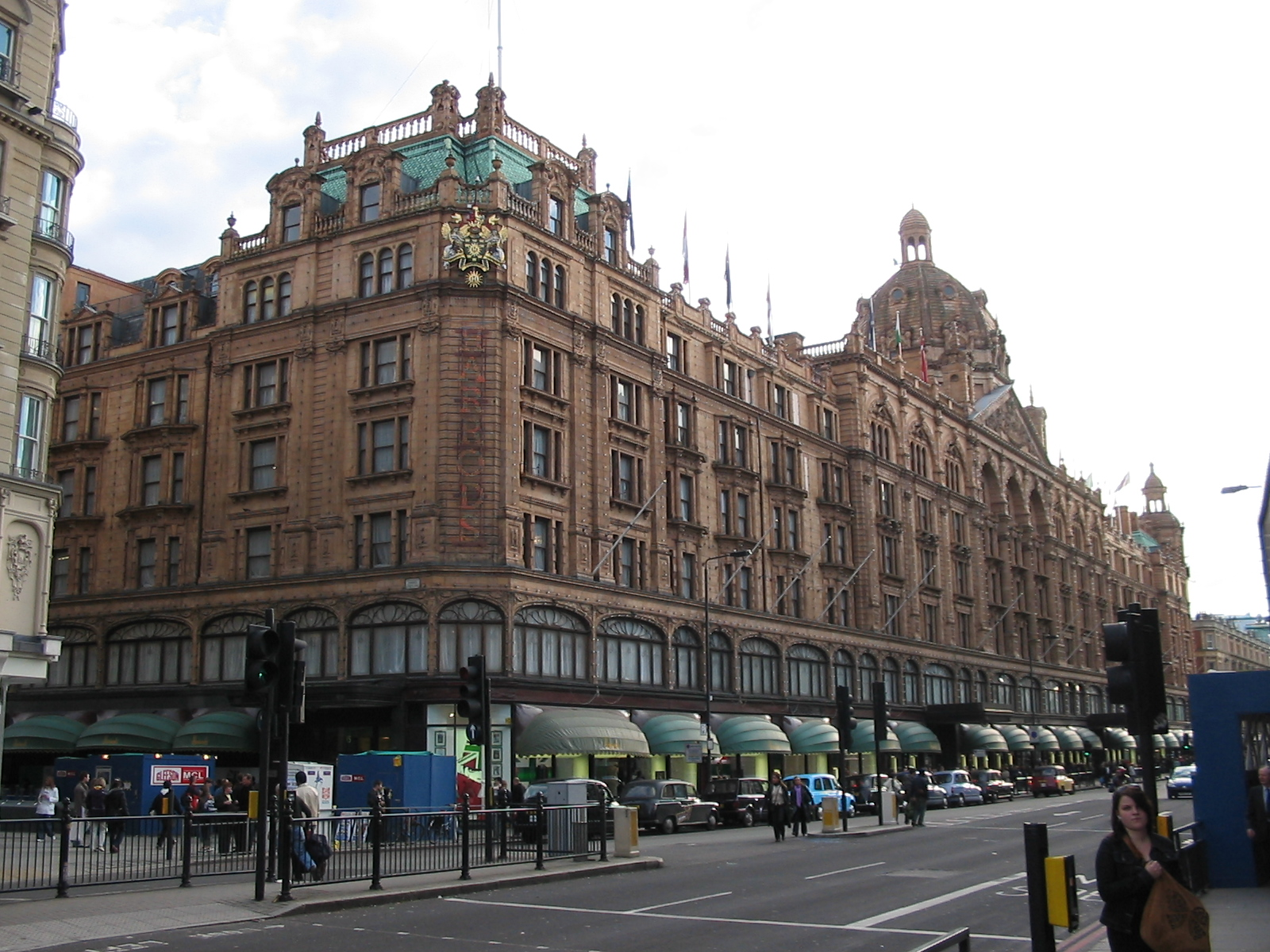
Magazinul Harrods

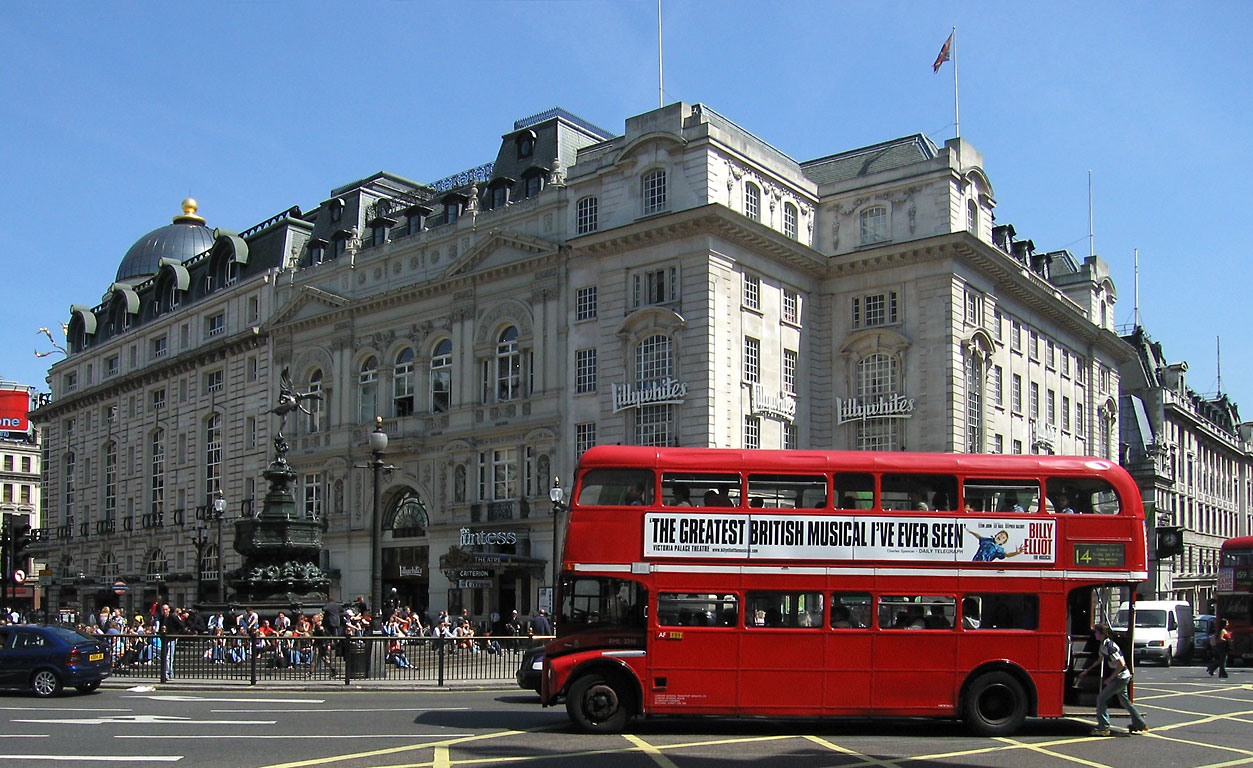
Un autobuz Routemaster în Piccadilly Circus

### Locuri de interes
- Camden Town
- Chinatown
- Covent Garden
- Downing Street
- Horse Guards Parade
- Leicester Square
- London Eye
- Piața Trafalgar și monumentul Amiralului Nelson
- Piccadilly Circus
- South Bank, Malul de sud al Tamisei
- Teatrul Globe
- Theatreland
- Tower Bridge
- Turnul Londrei
- 1D World

### Clădiri și monumente
- 1 Canada Square, clădirea centrală a complexului Canary Wharf
- 30 St Mary Axe (zisă și "Castravetele" sau chiar "Vibratorul")
- Acul Cleopatrei
- Banca Angliei
- BT Tower
- Catedrala Sf. Paul
- Catedrala Westminster
- Galeriile Tate Modern
- Gara St. Pancras
- Guildhall
- Marble Arch
- Millennium Dome
- Monumentul
- Palatul Buckingham
- Palatul Hampton Court
- Palatul Kensington
- Palatul Westminster, sediul Parlamentului englez; turnul ceasului Big Ben
- Royal Albert Hall
- Omul-Barcă, Hammersmith, Londra
- Whitehall, strada cu cele mai multe ministere britanice

### Parcuri și grădini
- Battersea Park
- Grădinile Botanice Kew
- Green Park lîngă Palatul Buckingham
- Greenwich Park
- Hyde Park și Kensington Gardens
- Regents Park
- Richmond Park

### Muzee, expoziții, galerii
- British Museum
- London Dungeon
- Grădina zoologică din Londra
- Muzeul Madame Tussaud's
- Muzeul Freud
- Observatorul Regal din Greenwich